# إيه سي ميلان
رابطة ميلان المحدودة لكرة القدم (بالإيطالية: Associazione Calcio Milan SpA)، وغالباً ما يعرف اختصاراً باسم إيه سي ميلان (بالإنجليزية: A.C. Milan) أو الميلان فقط، هو نادي كرة قدم إيطالي احترافي، تأسس بتاريخ 16 ديسمبر 1899 بمدينة ميلانو في إقليم لومبارديا في إيطاليا، على يد الإنجليزي هيربرت كيلبن. يعرف الفريق بلونيه الأسود والأحمر، ويشتهر في إيطاليا بلقب "الروسونيري» (بالإيطالية: Rossoneri) (بالعربية: الأحمر والأسود). ويلعب الفريق حاليّاً في الدوري الإيطالي.
يلعب نادي إيه سي ميلان مبارياته الرسمية على ملعب سان سيرو (بالإيطالية: San Siro)، فهو ملعب كرة القدم الرئيسي في مدينة ميلانو الإيطالية، ويعتبر من أجمل ملاعب العالم وأكثرها استيعاباً للجماهير حيث تصل طاقته الاستيعابية إلى 80,074 متفرج. سمي الملعب على اسم أسطورة الكرة الإيطالية جوزيبي مياتزا والذي سبق وأن لعب لناديي مدينة ميلانو. يعتبر نادي إنتر ميلان العدو اللدود والغريم التقليدي لنادي إيه سي ميلان، فيجمع بينهما أشهر ديربي في العالم يسمى بـديربي ميلانو (يسمى أيضا ديربي ديلا مادونينا و ديربي الغضب)، فهو يمثل ديربي خاص بين فريقين سبق وأن حصدوا مجتمعين 10 بطولات دوري أبطال أوروبا، و 39 بطولة دوري محلي. أقيم أول لقاء بين الفريقين بتاريخ 18 أكتوبر 1908، وانتهى بفوز إيه سي ميلان بنتيجة 2-1.
يُعتبر إيه سي ميلان من أنجح الأندية في العالم حيث حصد 18 لقباً على مستوى القارة الأوروبية وعلى مستوى العالم متساوياً مع بوكا جونيورز، حيث حقق الميلان لقب دوري أبطال أوروبا 7 مرات، متأخراً عن ريال مدريد بأربعة عشر لقباً، وفاز بلقب كأس العالم للأندية، أو كما كان يُسمّى قديماً «كأس الإنتركونتيننتال» 4 مرات، وفاز بلقب كأس السوبر الأوروبي 5 مرات، بينما فاز مرتين بلقب كأس الكؤوس الأوروبية  ليصبح إجمالي بطولاته القارية 18 ورابع أكثر الأندية فوزاً بالبطولات القارية. أما من ناحية التصنيف الأوروبي فيحتل المرتبة الرابعة والخمسين على مستوى الفرق الأوروبية، وفقاً لتصنيف الاتحاد الأوروبي لكرة القدم، معتمدا على النتائج التي حققها في المسابقات الأوروبية في السنوات الخمس الأخيرة.
محلياً في إيطاليا يأتي ميلان بعد يوفنتوس من حيث عدد الألقاب، حيث استطاع حصد لقب الدوري الإيطالي 19 مرة. وكذلك فاز الفريق بكأس إيطاليا خمس مرات وبكأس السوبر الإيطالي ثمن مرات. ومع هذا، فقد هبط إيه سي ميلان إلى دوري الدرجة الثانية (serie B)، أولها عام 1980 بأمر من المحكمة على خلفية فضيحة التلاعب في نتائج المباريات - التي أطلق عليها "توتونيرو" - والثانية على أرض الملعب عام 1982. كان إيه سي ميلان يُعد الفريق الوحيد الذي استطاع أن يحصد المراكز الثلاثة الأولى في سباق الحصول على جائزة الكرة الذهبية في عاميّ 1988 و1989، وقد كان بطل هذا السباق هو ماركو فان باستن قبل أن يتمكن فريق برشلونة من تحقيق الإنجاز ذاته في سنة 2010. يُعتبر إيه سي ميلان أكثر الفرق الإيطالية جماهيريةً والخامس أوروبياً وفقاً لبحوث أجرتها صحيفة لا ريبوبليكا إيطالية في شهر أغسطس من عام 2007.
ومن ناحية أخرى يُعتبر إيه سي ميلان عضواً مؤسساً في مجموعة جي-14 للأندية القيادية الأوروبية، التي تم إلغاؤها حاليّا واستبدلت برابطة الأندية الأوروبية. بحسب تقرير مجلة فوربس المعروف باسم قائمة فوربس لأغنى أندية كرة القدم في العالم، يُعتبر إيه سي ميلان ثاني عشر أغنى نادي كرة قدم من حيث القيمة السوقية، والثاني في إيطاليا، حيث بلغت قيمته السوقية في 2017 مبلغ 825 مليون دولار أمريكي. أيضا يحتل إيه سي ميلان المركز الثالث عشر في ترتيب قائمة أغلى 20 علامة في كرة القدم والصادر من شبكة براند فينانس بقيمه بلغت 292 مليون يورو، أيضاً أحتل إيه سي ميلان المركز السادس عشر من حيث الإيرادات في الإحصائية السنوية المعروفة باسم قائمة لأغنى أندية كرة القدم في العالم التي تنشرها شركة ديلويت توش توهماتسو، بعدما بلغت قيمة إيراداته 214.7 مليون يورو لموسم 2016−17.
ظلّ منصب رئيس النادي شاغراً منذ 8 مايو 2008، بعد أن قدّم سيلفيو برلسكوني استقالته ليتولى رئاسة الحكومة الإيطالية، فخلفه نائب رئيس مجلس الإدارة والرئيس التنفيذي للنادي الإيطالي أدريانو غالياني. لكن في 2013 وبعد خروج سيلفيو برلسكوني من الحكومة الإيطالية، رجع أدريانو غالياني مرة أخرى رئيساً للنادي. أصبح نادي إيه سي ميلان شركة من ضمن مجموعة من الشركات التابعة لمجموعة فينينفيست الاستثمارية منذ عام 1986 بعدما اشترى رجل الأعمال سيلفيو برلسكوني النادي في مارس 1986 بعد أحداث فضيحة التوتونيرو. وفي 13 أبريل من عام 2017، تم بيع أغلب أسم النادي (99.93%) بقيمة تتجاوز 960 مليون يورو إلى روسونيري سبورت للاستثمار، وهي شركة استثمارية يديرها الملياردير الصيني لي يونغ هونغ، لكن في يوليو من عام 2018، فشل الصيني لي ليونغ هونغ عن سداد ديونه البالغة 415 مليون يورو إلى إليوت في الموعد المحدد، مما اجبر شركة «إيليوت ماندجمنت» الاستثمارية الأميركية على القيام بعملية استحواذ الفعلية على النادي، مما جعلها المالك الرسمي للنادي.

## تاريخ النادي

### تأسيس النادي

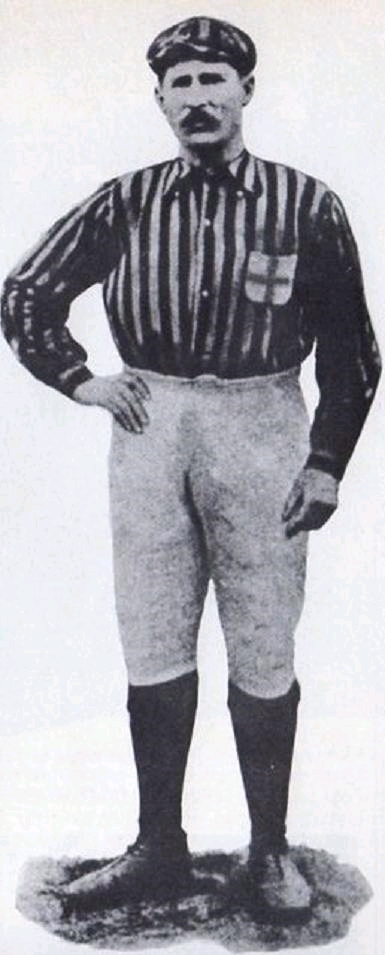
هيربرت كيلبن.

تأسس إيه سي ميلان بتاريخ 16 ديسمبر/كانون الأول 1899 على يد ثلاثة إنجليز  هم: هيربرت كيلبن، ألفريد إدواردز، وديفيد أليسون حيث كانوا قد اتفقوا على إنشاء فريق كرة قدم، وفي البداية تم تسمية النادي باسم «نادي ميلان للكريكت وكرة القدم»، وبعد مرور شهر من تأسيس الفريق واختيار ديفيد أليسون كأول قائد في تاريخ الفريق، انضم النادي في 15 يناير 1900 إلى الاتحاد الإيطالي لكرة القدم. كانت أول مباراة لنادي إيه سي ميلان أمام نادي ميديولانوم، أحد فرق مدينة ميلانو، وذلك في تاريخ 11 مارس/آذار 1900، وقد انتهت بنتيجة 3-0 لمصلحة ميلان، بعدما سجل ديفيد أليسون الهدف الأول في المباراة وأول هدف في تاريخ إيه سي ميلان.

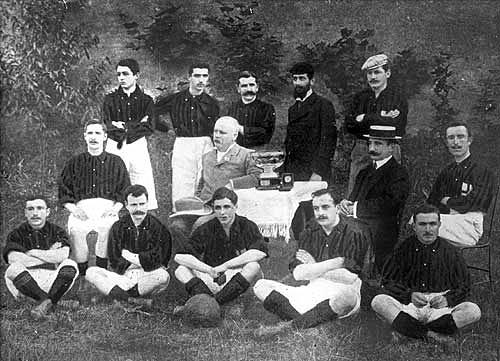
التشكيلة الفائزة بأول بطولة دوري للنادي.

وفي 15 أبريل 1900 خاض إيه سي ميلان أول مباراة رسمية أمام نادي إف سي تورينيزي في الدوري الإيطالي، وخسرها بنتيجة 0-3، ليخرج من تلك البطولة، ولم تؤثر هذه النتيجة على عزيمة الفريق، على الرغم من أن نادي اف سي تورينيزي كان يُعتبر من أقوى الفرق في تلك الفترة. وكانت هذه الخسارة الدافع لنادي إيه سي ميلان لتحقيق مفاجأة كبرى في الموسم الذي تلاه، حيث استطاع أن يفوز ببطولة الدوري الإيطالي بعدما انتصر في المباراة النهائية على نادي جنوى حامل اللقب والمهيمن على البطولة بنتيجة 3-0 وبأهداف كل من هيربرت كيلبن وهدفي نيجريتي.
في موسم عام 1905 تم تغيير اسم النادي إلى «نادي ميلان لكرة القدم»، حيث أصبح اهتمام النادي كله منصباً فقط على لعب الكرة، وفي موسم عام 1906 تعادل نادي ميلان مع نادي يوفنتوس في النقاط، فأقيمت مباراة فاصلة في مدينة تورينو لتحديد البطل، وقد انتهت بالتعادل السلبي. وفي مباراة العودة في ميلانو، استطاع ميلان أن يفوز بهدفين مقابل لا شيء ليحرز لقب الدوري الإيطالي للمرة الثانية في تاريخه. وواصل النادي نجاحاته بعد تلك الفترة، ففي عام 1907 حافظ على لقب الدوري الإيطالي، بعد أن تغلبه على فريقي تورينو وأندريا.

### الانقسام
كان فتيل الانقسام في نادي ميلان لكرة القدم هو معارضة البعض مشاركة اللاعبين الأجانب مع الأندية، ففي موسم 1908 عارض العديد من الأندية الإيطالية هذا الأمر، لذا قرر الاتحاد الإيطالي لكرة القدم أن يمنع مشاركة اللاعبين الأجانب في الدوري، مما استدعى بعض الأندية البارزة مثل تورينو وجنوة وميلان إلى مقاطعة الدوري، إلا أن بعض إداريي ميلان كانوا مع القائلين بمنع اللاعبين الأجانب من اللعب في الدوري، فانشقت مجموعة عن النادي وأسست نادي أطلقت عليه اسم «إنتر ميلان». أقيم أول لقاء بين الفريقين في 18 أكتوبر/تشرين الأول 1908، وانتهى بفوز إيه سي ميلان بنتيجة 2-1

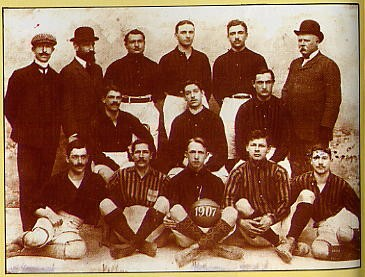
التشكيلة الفائزة بثاني بطولة دوري للنادي.

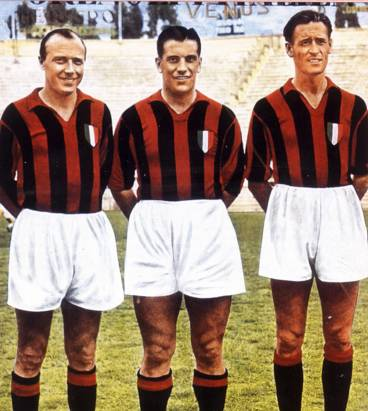
غونار نوردال، نيلس ليدهولم، وغونار غرين.

وفي السنوات الست السابقة للحرب العالمية الأولى، هبط مستوى النادي كثيراً، ولم يستطع الوصول للأدوار النهائية إلا في عام 1915 عندما حقق المركز الرابع وهو أكبر إنجاز له في تلك الفترة. استمر مستوى ميلان بالهبوط في الفترة اللاحقة على الحرب، حيث خرج من الدور نصف النهائي ثلاث مرات متتالية في أوائل عقد العشرينات، وكان أفضل إنجاز له في تلك الفترة، الوصول للأدوار النهائية في عاميّ 1927 و1928.

### حقبة الثلاثينات
تم استحداث بطولة الدوري الإيطالي خلال عقد الثلاثينات من القرن العشرين، وشارك 18 فريقاً في النسخة الأولى منها، وكانت الطموحات كبيرة في تلك الفترة أملاً في أن يتحسن مستوى الميلان، إلا أن أول موسم بقي سيئا حيث احتل النادي المركز الحادي عشر في الدوري، وازداد الأمر سوءا في البطولة التي تلتها حيث حصل على المركز الثاني عشر، وظل على هذه الحالة حتى تم إيقاف بطولة الدوري الإيطالي في عام 1942 بسبب الحرب العالمية الثانية. كانت إيطاليا خاضعة للحكم الفاشي في فترة الثلاثينات، ولم يكن الحاكم «بينيتو موسوليني» مولعا باسم نادي ميلان الذي كان يدل على أصول الاسم الإنجليزية، فتم تغييره إلى «نادي ميلانو لكرة القدم»، ولم يتوقف الأمر عند هذا الحد، فقد أمر موسوليني بتغيير زي الفريق إلى زي أبيض اللون يتوسطه عمودان، أحمر وأسود، واستمر الفريق يرتدي هذا الزي حتى نهاية الحرب.

### الأربعينات وبداية العودة

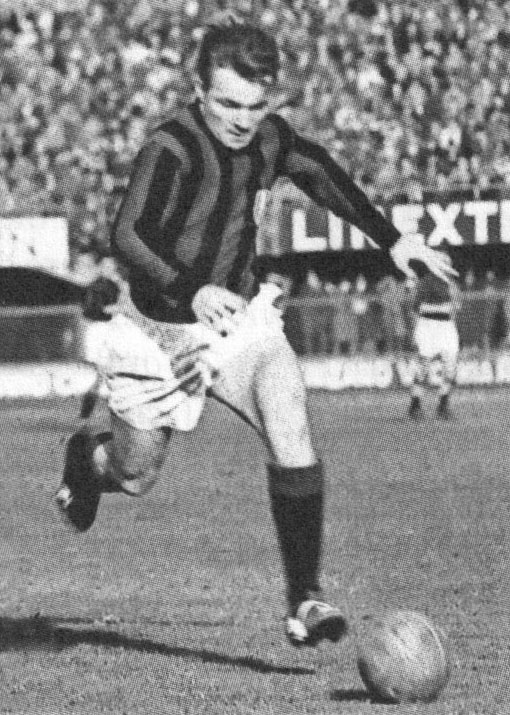
جوزيه ألتافيني.

عاد جوفاني تراباتوني لرئاسة الميلان خلال عقد الأربعينات من القرن العشرين، فتغير مستوى الفريق بشكل ملحوظ، حيث حصل على المركز الثالث في عام 1945، وعلى المركز الرابع عام 1946 بعد أن حقق 19 فوزاً، وفي عام 1947 حل الفريق في المركز الثاني خلف نادي تورينو بفارق خمسة نقاط، ويُعد هذا الموسم الأطول في تاريخ الدوري الإيطالي، حيث أقيم في 42 جولة، وفي عام 1948 استقطب نادي إيه سي ميلان الثلاثي السويدي: «غونار نوردال»، «نيلس ليدهولم»، و«غونار غرين»، الذين قادوا السويد للفوز في ذهبية أولمبياد 1948، وحل ميلان في المركز الثالث في ذلك الموسم بعد أن قدم عروضاً كبيرة. وفي موسم 1949 احتل الفريق المركز الثاني أيضاً خلف يوفنتوس بفارق خمس نقاط.

خوان ألبرتو سيكافينو.

وحصل «غونار نوردال» على لقب هدّاف الدوري برصيد 35 هدفاً. وكان فوز إيه سي ميلان بلقب الدوري الإيطالي مرتقباً بسبب تحقيقه نتائج طيبة في المواسم الماضية، وهذا ما جعل الفريق يفوز بلقب الدوري للمرة الرابعة في موسم 1950\1951 قبل نهاية الدوري بجولتين متقدماً على إنتر ميلان، وكان ميلان قد حقق 26 فوزاً في ذلك الموسم وسجّل عددا كبيرا من الأهداف بلغ 118 هدفاً، وأصبح نوردال هدافاً للدوري للمرة الثانية. وفي موسم 1951\1952 حصل نادي إيه سي ميلان على المركز الثاني خلف نادي يوفنتوس، وفي موسم 1952\1953 حلّ النادي ثالثاً بالرغم من تقديمه لنتائج جيدة وعروض ممتازة. وفي موسم 1954\1955 استطاع نادي إيه سي ميلان تحقيق لقبه الخامس، وقد رحل في هذه الفترة نجم الفريق «غونار نوردال»، الذي استطاع أن يحقق لقب هداف الدوري خمس مرات في ستة مواسم، إلى روما، وتمّ استبداله باللاعب الأورغياني «خوان ألبرتو سيكافينو» ليقود خط الوسط في الفريق. استطاع الميلان الفوز بالدوري للمرة السادسة في تاريخه في موسم 1956\1957،  لكنه خسر نهائي دوري أبطال أوروبا أمام ريال مدريد مكتفياً بالوصافة. وفي موسم 1958\1959 فاز الميلان بلقب الدوري الإيطالي للمرة السابعة في تاريخه.

### الحضور الأوروبي في الستينات

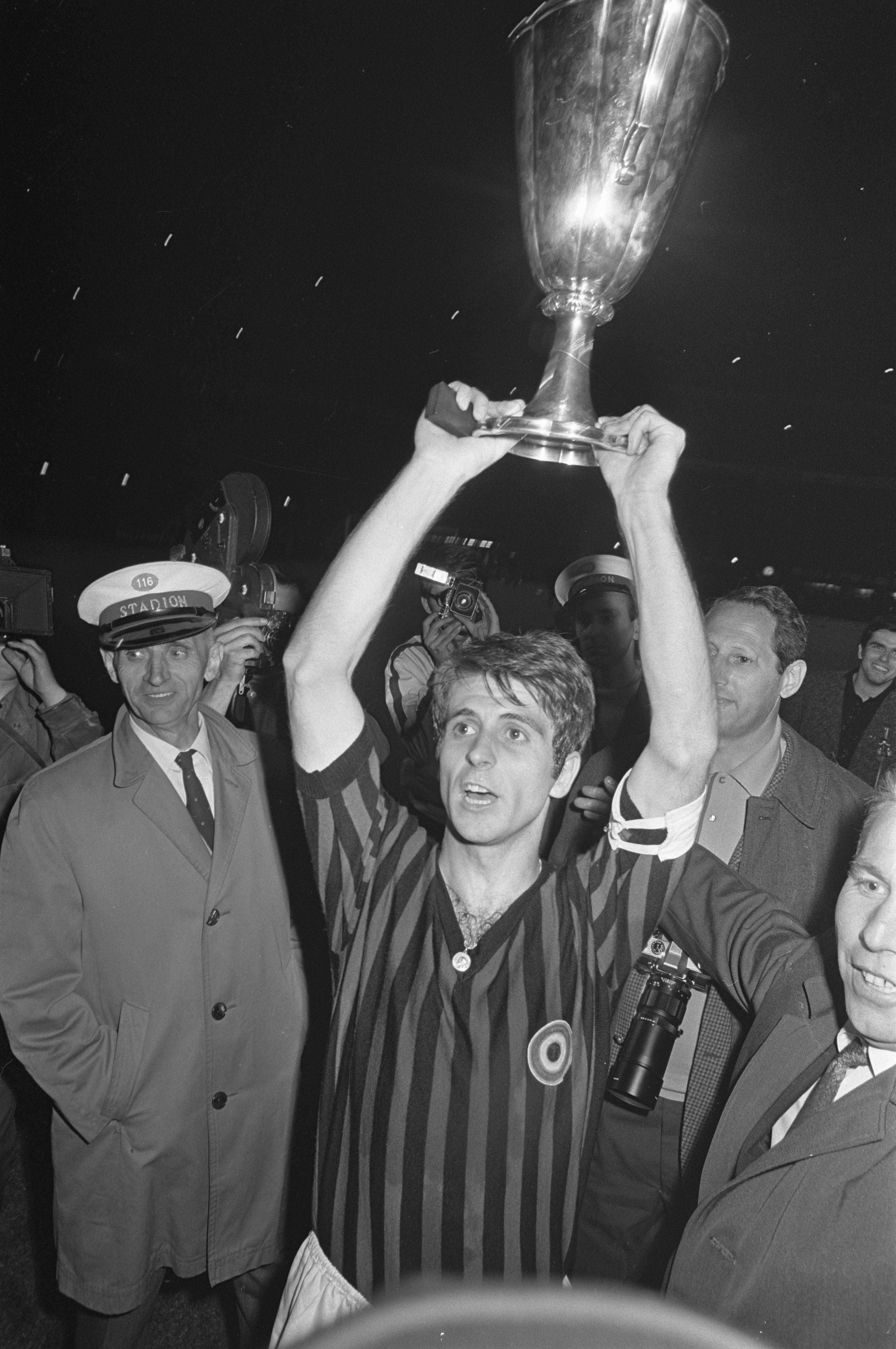
جياني ريفيرا حاملا بطولة دوري الأبطال الثانية قي 1968.

كانت فترة الخمسينات في تاريخ الميلان تؤكد بأن النادي قادم إلى المشاركات الأوروبية بقوة. وهذا ما حدث فعلاً في عهد الستينيات حيث استطاع الفريق الفوز ببطولة كأس الأندية الأوروبية البطلة مرتين. تعتبر الفترة سالفة الذكر بمثابة «فترة مدينة ميلانو».
حيث استطاع قطبي المدينة الفوز بالبطولة أربع مرات. وخلال هذا العهد ضم الفريق إلى صفوفه النجم البرازيلي الفائز بكأس العالم لكرة القدم لعام 1958 في السويد «جوزيه ألتافيني» خلفا لغونار نوردال، كما أتم الفريق إحدى أكثر الصفقات نجاحاً في تاريخه، عندما ضم «جاني ريفيرا»، من نادي ألساندريا بمبلغ قدرة 200 ألف دولار أمريكي. في موسم 1961\1962 استطاع الميلان الفوز بلقب الدوري للمرة الثامنة. وفي موسم 1962\1963 استطاع الظفر بأول بطولة أوروبية، وهي بطولة كأس الأندية الأوروبية البطلة، بعد أن فاز على نادي بنفيكا. وفاز بكأس إيطاليا عام 1966 قبل أن يعود إلى منصة التتويج في المواسم التي تلتها. لم يستغرق الميلان الكثير من الوقت ليُحقق بطولة الدوري التاسعة  له في موسم 1967\1968، وفاز أيضاً ببطولة كأس الكؤوس الأوروبية. وعاد الميلان إلى الفوز بكأس الأندية الأوروبية البطلة للمرة الثانية، وهذه المرة أمام نادي أياكس أمستردام الهولندي في موسم 1969/1968.

### السبعينات، فترة الهدوء

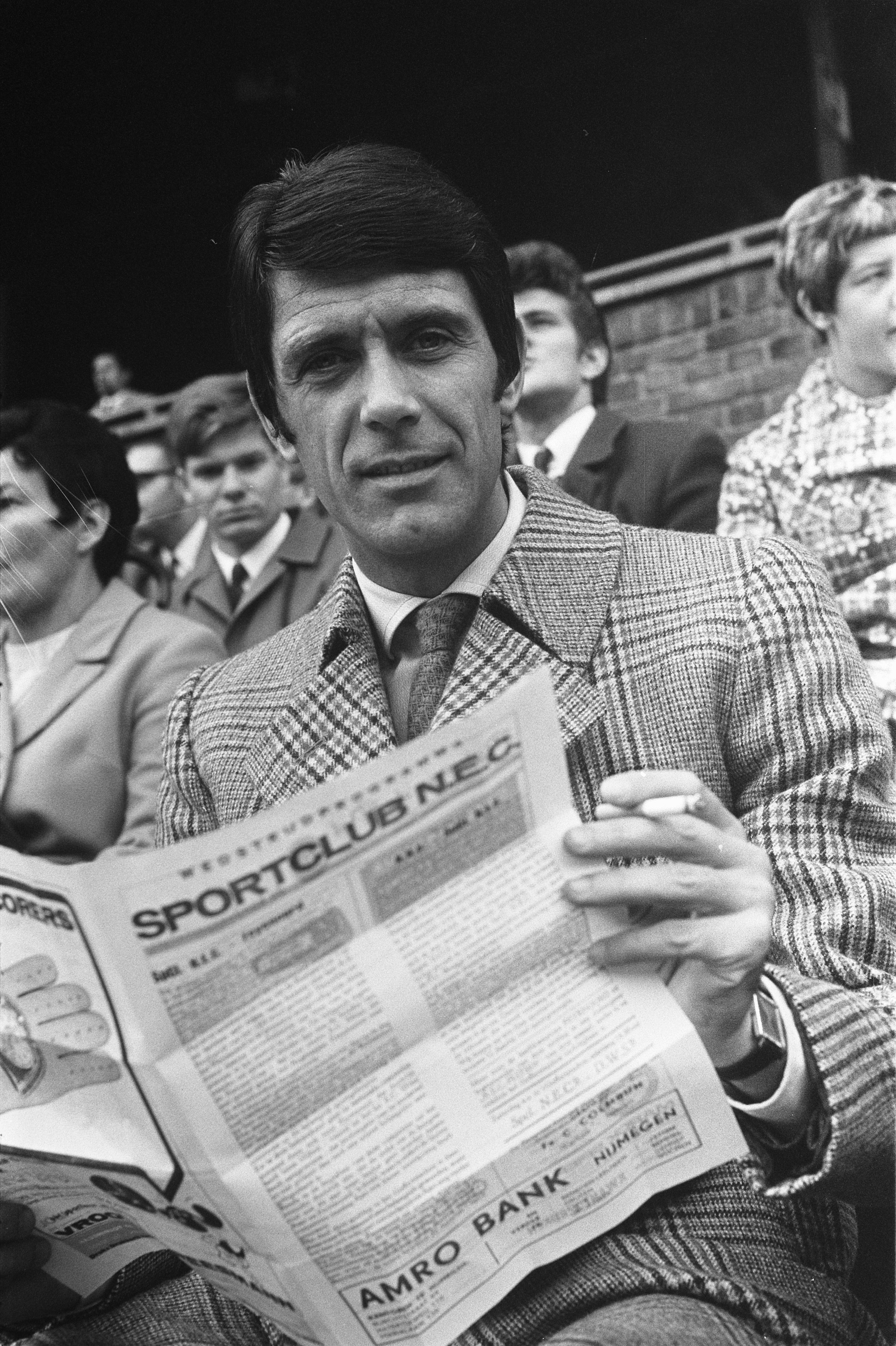
تشيزاري مالديني فاز ببطولتي دوري أبطال أوروبا.

تعتبر فترة السبعينات من تاريخ الميلان من أهدأ الفترات، حيث لم يستطع أن يفوز بالدوري، وحقق بطولة كأس إيطاليا ثلاث مرات، وتلاها فوزه في كأس الكؤوس الأوروبية للمرة الثانية في تاريخه. في بداية عقد السبعينيات، استمر نيريو روكو بحصد الألقاب ففاز بكأس إيطاليا للمرة الثانية في موسم 1971\1972، وحافظ على هذا اللقب وفاز بالكأس للمرة الرابعة في تاريخ النادي، كما حصل على كأس الكؤوس الأوروبية في الموسم الأخير له، أي في موسم 1972\1973. لم يستطع نادي إيه سي ميلان الفوز ببطولة الدوري الإيطالي لكنه اكتفى بالحصول على المركز الثاني لثلاثة مواسم متتالية في أعوام 1970، 1971، و1972،  إلا أن هذه المراكز لم تثر إعجاب الجماهير التي كانت تطالب الفريق بالفوز بالدوري، فرحل المدرب الشهير «نيريو روكو» عن النادي، فتعاقد الأخير مع أكثر من مدرب، حتى أتى «جوفاني تراباتوني» في نهاية موسم 1975، وهي فترة تُعد من أسوأ الفترات في تاريخ الميلان، حيث انخفض مستوى العديد من اللاعبين، وتقدم «جاني ريفيرا» بالسن ومن ثم اعتزل.
عاد «نيريو روكو» إلى الفريق في موسم 1976\1977، وقاده إلى الفوز بكأس إيطاليا على حساب غريمة التقليدي إنتر ميلان بهدفين مقابل لا شيء، ولكنه لم يحقق نتائج طيبة في الدوري. بعد ذلك قاد «غونار نوردال»، الذي كان يشغل منصب مساعد المدرب «نيريو روكو» بعد اعتزاله، قاد الفريق، وفي أول موسم حقق مع ميلان المركز الرابع في الدوري الإيطالي، ومع قدوم لاعبين جدد مثل فابيو كابيلو، وبروز لاعبين شباب مثل الأسطورة فرانكو باريزي، استطاع ميلان الفوز بلقب الدوري للمرة العاشرة في موسم 1978\1979 بعد غياب طويل، وكانت هذه البطولة هي مسك الختام بالنسبة «لجاني ريفيرا» الذي اعتزل اللعب بعد أن ساعد الميلان للفوز بلقب الدوري العاشر، ولكن بعد هذا الفوز الأخير، وبالتحديد في نهاية موسم 1980/1979، ظهرت فضيحة سُميت بفضيحة «توتونيرو»، وهي فضيحة الرشاوى بين اللاعبين، فأسقط الاتحاد الإيطالي لكرة القدم نادي إي سي ميلان مع نادي لاتسيو إلى الدرجة الثانية بعد اكتشاف تورط بعض لاعبي لاتسيو ورئيس ميلان «فيليس كولومبو» والحارس «إنريكو ألبرتوسي» في الفضيحة.

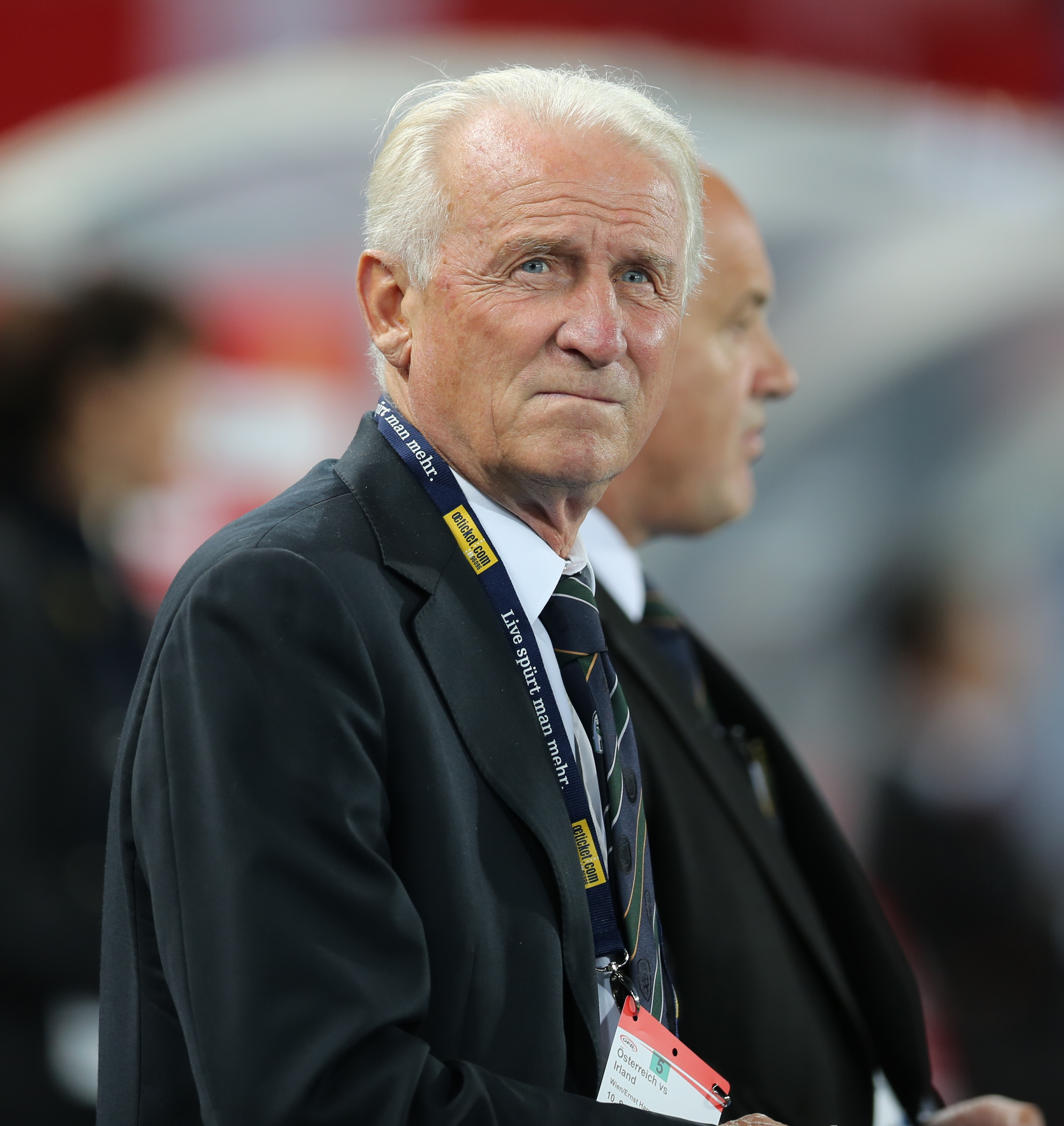
المدرب جوفاني تراباتوني.

### قدوم برلسكوني
عاد إيه سي ميلان إلى الدرجة الأولى سريعاً، ولكن المشاكل لم تبتعد عنه، حيث كان العديد من النجوم قد ابتعد عن الفريق، ولذلك عاد إلى الدرجة الثانية في موسم 1981/1982 بعد حلوله بالمركز الرابع عشر في الدوري الإيطالي، ومما زاد الطين بلة أيضاً، هروب رئيس الميلان «جيوسيبي فارينا» بما تبقى من خزينة النادي. وفي نهاية عام 1985 تقدم رجل الأعمال المشهور «سيلفيو برلسكوني» بعرض لشراء نادي إيه سي ميلان، وقد كان يطمح إلى إعادته إلى مصاف الأندية الكبرى، وفي مارس 1986 أتم برلسكوني شراء النادي بالكامل، وقال بعدها كلمته المشهورة: «سأجعل العالم يعرف إيطاليا على أنها بلد نادي الميلان»، وبدأ بوضع خطط مستقبلية لتحقيق أهدافه، ودعم الفريق بعدد من اللاعبين الشباب، أمثال «روبيرتو دونادوني» من أتالانتا و«كارلو أنشيلوتي» من روما و«فيليبو غالي» من نادي فيورنتينا، ومع وجود «فرانكو باريزي» و«دانييلي مسارو» و«ماورو تاسوتي» و«ألساندرو كوستاكورتا» والشاب «باولو مالديني»، استطاع برلسكوني تشكيل فريق قوي قادر على منافسة الفرق الكبرى.

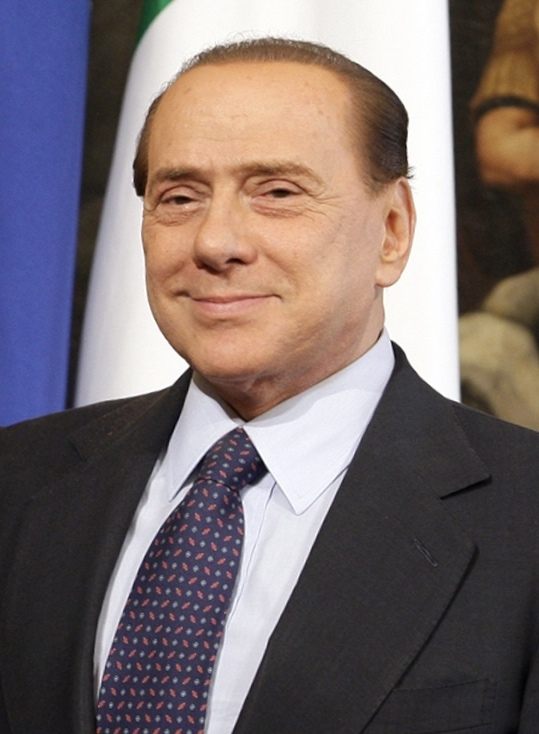
رئيس الوزراء الإيطالي سيلفيو برلسكوني.

توقع الجميع في تلك الفترة أن يكون لإي سي ميلان شكل جديد، ولكن الفريق خيّب الآمال، وحل بالمركز الخامس بالرغم من حصول لاعبه «بييترو باولو فيرديس» على لقب الهداف. وأراد برلسكوني أن يكون فريقه أقوى مما هو عليه، فظفر بالنجم الهولندي «ماركو فان باستن» بعد منافسة عنيفة مع ريال مدريد وبرشلونة، وضم أيضا الهولندي الآخر «رود خوليت»،  وعيّن المدرب «أريغو ساكي» بدلا من «نيلس ليدهولم»، وقد كان نتاج ذلك فوز الميلان ببطولة الدوري للمرة الحادية عشر بعد غياب دام لعشر مواسم، وذلك في موسم 1987\1988. فاز الميلان بعد ذلك بكأس السوبر الإيطالي للمرة الأولى، كما استطاع «رود خوليت» الفوز بجوائز فردية كان أهمها الكرة الذهبية، وجوائز مجلة وورد سوكر.
شارك الميلان في دوري أبطال أوروبا في موسم 1988\1989، واستطاع أن يتأهل إلى نهائي البطولة بعد أن سحق ريال مدريد في السان سيرو بخمسة أهداف مقابل لا شيء، والتقى بعدها مع ستيوا بوخارست الروماني الذي خسر بأربعة أهداف مقابل لا شيء، وكان قد سجل الأهداف كل من «ماركو فان باستن» و«رود خوليت» بواقع هدفين لكل منهما، وأكمل ميلان مشواره الأوروبي وفاز ببطولة كأس السوبر الأوروبي للمرة الأولى في تاريخه بعد فوزه على نادي برشلونة بهدفين لواحد، ولم يكتفي الميلان بهذا بل فاز بلقب كأس الإنتركونتيننتال للمرة الثانية في تاريخه بعدما هزمه لأتليتكو ناسيونال الكولمبي بهدف دون رد. وفي الموسم الذي تلا هذا، حافظ الميلان على لقب دوري أبطال أوروبا للعام الثاني على التوالي وهزم بنفيكا بهدف للا شيء سجله الهولندي «فرانك ريكارد»، ولم يمر هذان اللقبان مرور الكرام على «ماركو فان باستن» فقد استطاع حصد الكرة الذهبية مرتين على التوالي في عاميّ 1988 و1989. وبعد هذا العهد، بدأ عصر الميلان الذهبي.

### التسعينات والسيطرة على الدوري

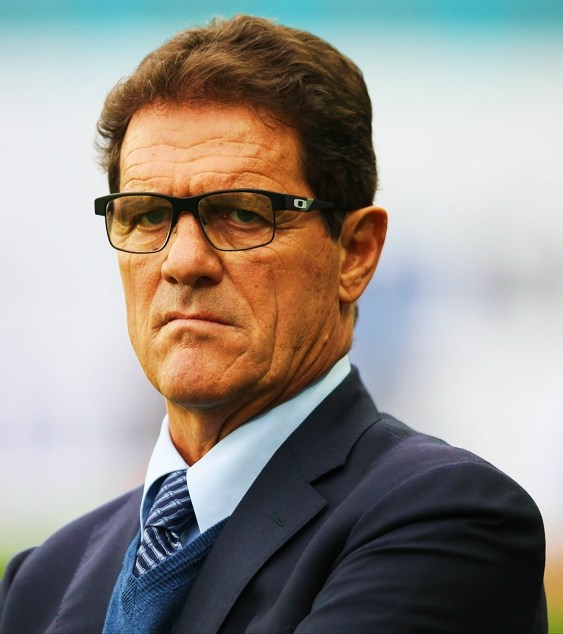
فابيو كابيلو.

في بداية التسعينات، لحق الهولندي «فرانك ريكارد» بزميليه الآخرين «ماركو فان باستن» و«رود غوليت» في نادي ميلان، وفي أول موسم له، أي موسم 1990\1991، قاد الفريق إلى الفوز بدوري أبطال أوروبا للعام الثاني على التوالي، بعد أن سجل الهدف الوحيد في مرمى نادي بنفيكا ليفوز الميلان ببطولة الدوري المذكور للمرة الرابعة. ولم يكتفي الفريق بهذا، بل فاز أيضا بكأس السوبر الأوروبي بعد الفوز على سامبدوريا، لتكون هذه المرة الثانية في تاريخ النادي التي يفوز فيها بهذا الكأس، وفاز أيضا بكأس الإنتركونتيننتال للمرة الثالثة في تاريخه بعد الفوز على أوليمبيا أسونسيون الباراغواياني.
وفي عام 1991 ابتعد المدرب «أريغو ساكي» عن تدريب الميلان، فقاد الفريق لاعبه السابق «فابيو كابيلو»، إلى الفوز بالدوري الإيطالي في موسم 1991\1992 وموسمي 1992\1993 و1993\1994، وفي هذه الفترة ظهر العديد من اللاعبين الشباب الذين بدأوا بتثبيت أنفسهم في الفريق، مثل الإيطالي «ديميتريو ألبرتيني» والفرنسي «مارسيل ديساييه» والكرواتي «زفونيمير بوبان» والمونتينيغري «ديجان سافسيسافيتش». وكان أيضا لكأس السوبر الإيطالي نصيب من ألقاب الميلان ففاز فيها في أعوام 1992، 1993، و1994.

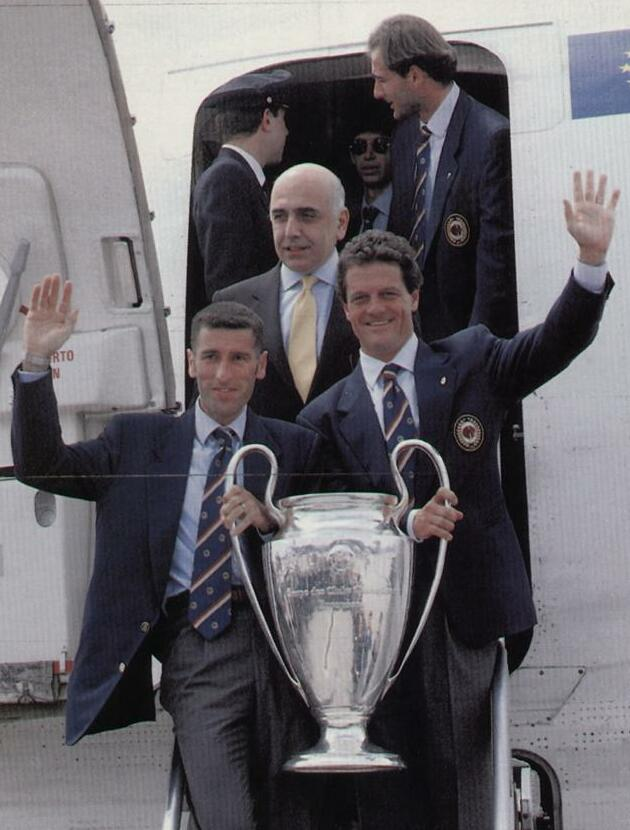
ماورو تاسوتي وفابيو كابيلو وأدريانو غالياني محتفلين بلقب دوري أبطال أوروبا 1994.

واصل إيه سي ميلان حضوره الأوروبي، حيث وصل إلى نهائي دوري أبطال أوروبا لثلاث سنوات متتالية، محققا اللقب في موسم 1993/1994 أمام نادي برشلونة بقيادة الهولندي «يوهان كرويف»، بأربعة أهداف مقابل لا شيء.، صُدم العالم من النتيجة النهائية للمباراة، فأغلب المؤشرات كانت تشير إلى خسارة ميلان للبطولة. خاصة بعد 4 لاعبين أساسيين بسبب الإصابة وهم: هداف الفريق ماركو فان باستن، وجيانلويجي لينتيني صاحب أٌغلى صفق انتقالة بالعالم أنذاك، قائد الفريق فرانكو باريزي والمدافع أليساندرو كوستاكورتا. علاوة على تم إقصاء كل من براين لاودروب، فلورين رادوسيو وجان بيير بابان بسبب قوانين الفيفا آنذاك بعد إشراك أكثر من ثلاث لاعبين أجانب. فكان عدد الغيابات 7 لاعبين منهم خمسة أساسيين. ولم يضيع ميلان فرصة الفوز بكأس السوبر الأوروبي للمرة الثالثة في تاريخه بعدما تغلب على آرسنال بهدفين نظيفين. وفي ظل هذه الإنجازات الجماعية، لم يغب عن الميلان الألقاب الفردية، ففاز «ماركو فان باستن» بعدّة ألقاب بعد الموسم الرائع - موسم 1991–92 - أهمها الكرة الذهبية وجائزة أفضل لاعب في العالم، وجائزة مجلة وورد سوكر الإنجليزية.
وفي موسم 1994–95 حل الميلان في المركز الرابع، الأمر الذي اعتبر مخيباً للآمال، وفي الموسم الذي تلاه ومع وجود الإيطالي «روبرتو باجيو»، وأفضل لاعب في العالم في عام 1995 الليبيري «جورج وياه» والكرواتي «زفونيمير بوبان» والمدافع الرائع والحاصل على جائزة مجلة وورد سوكر «باولو مالديني»، استطاع الميلان الفوز بلقب الدوري الإيطالي في موسم 1995/96 للمرة الخامسة عشرة في تاريخه، وكانت هذه هي البطولة الأخيرة «لفابيو كابيلو» مع الفريق، حيث تركه، وتوجه إلى ريال مدريد.

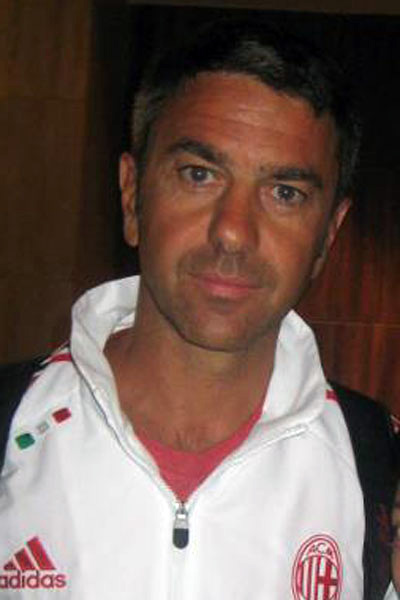
الإيطالي ألساندرو كوستاكورتا.

وتولى المدرب «أوسكار تاباريز» تدريب الميلان، إلا أن تراجع الفريق في البطولات المحلية أدى إلى إقالته وإسناد المهمة إلى «أريغو ساكي»، الذي لم يستطع انتشال الفريق من حالة الهوان،  فحلّ في المركز الحادي عشر في الدوري، وفي الموسم الذي تلاه عاد «فابيو كابيلو»  إلى تدريب الميلان، ولكنه حل في المركز العاشر في الدوري الإيطالي، وفي موسم 1998-1999، تم تعيين «ألبيرتو زاكيروني» لتدريب الفريق، بعدما قدم من أودينيزي، ومعه الهداف الألماني الشهير «أوليفر بيرهوف» هداف الدوري في الموسم السابق، ليُشكّل مع «جورج وياه» والبرازيلي «ليوناردو» مثلث هجومي ممتاز، مما مكن الفريق من أن يفوز بلقب الدوري الإيطالي في ذلك الموسم.

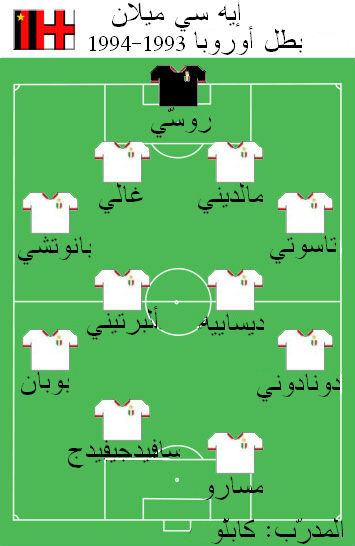
تشكيلة نهائي دوري الأبطال لعام 1994.

### الألفية الجديدة
كانت بداية الألفية عكس ما تمنته الجماهير، فبعد الظفر بالنجم الأوكراني «أندريه شيفشينكو» بعد صراع مع عدد من الأندية الأوروبية، فشل المدرب التركي «فاتح تيريم» في قيادة الميلان بنجاح، حيث احتل الفريق المركز السادس، مما أجبر «سيلفيو برلوسكوني» على الدخول في الميركاتو الصيفي بقوة، حيث تعاقد مع كثير من النجوم. فبعد رحيل «أوليفر بيرهوف» و«جورج وياه»، ظفر الميلان بخدمات لاعب نادي يوفنتوس الدولي الإيطالي «فيليبو إنزاغي» والإيطالي «أندريا بيرلو» والهولندي «كلارنس سيدورف» من نادي إنتر ميلان، وضم البرازيلي «ريفالدو» من برشلونة وحصل على خدمات نجم نادي فيورنتينا البرتغالي «روي كوستا»، وضم المدافع الإيطالي ألساندرو نيستا من نادي لاتسيو. عاد الفريق ليصبح من أقوى الفرق مجددا تحت قيادة لاعب الفريق السابق «كارلو أنشيلوتي»، فبعد موسم أول احتل فيه المركز الثالث، استطاع أن يفوز بدوري أبطال أوروبا في موسم 2002–03 بعد أن تغلب على نادي يوفنتوس في المباراة النهائية،، وتلا ذلك الفوز بـ كأس إيطاليا أمام روما للمرة الخامسة في تاريخه وكأس السوبر الأوروبي بعد الفوز على نادي بورتو البرتغالي. وفي موسم 2003–04 حصل ميلان على النجم البرازيلي الصاعد كاكا، وفي أول مواسمه قاد الفريق إلى الفوز ببطولة الدوري الإيطالي لموسم 2003-04 للمرة السابعة عشر في تاريخه، ثم الفوز بكأس السوبر الإيطالي للمرة الخامسة. وعلى الصعيد الفردي حصد النجم الأوكراني «أندريه شيفشينكو» على جائزة الكرة الذهبية.

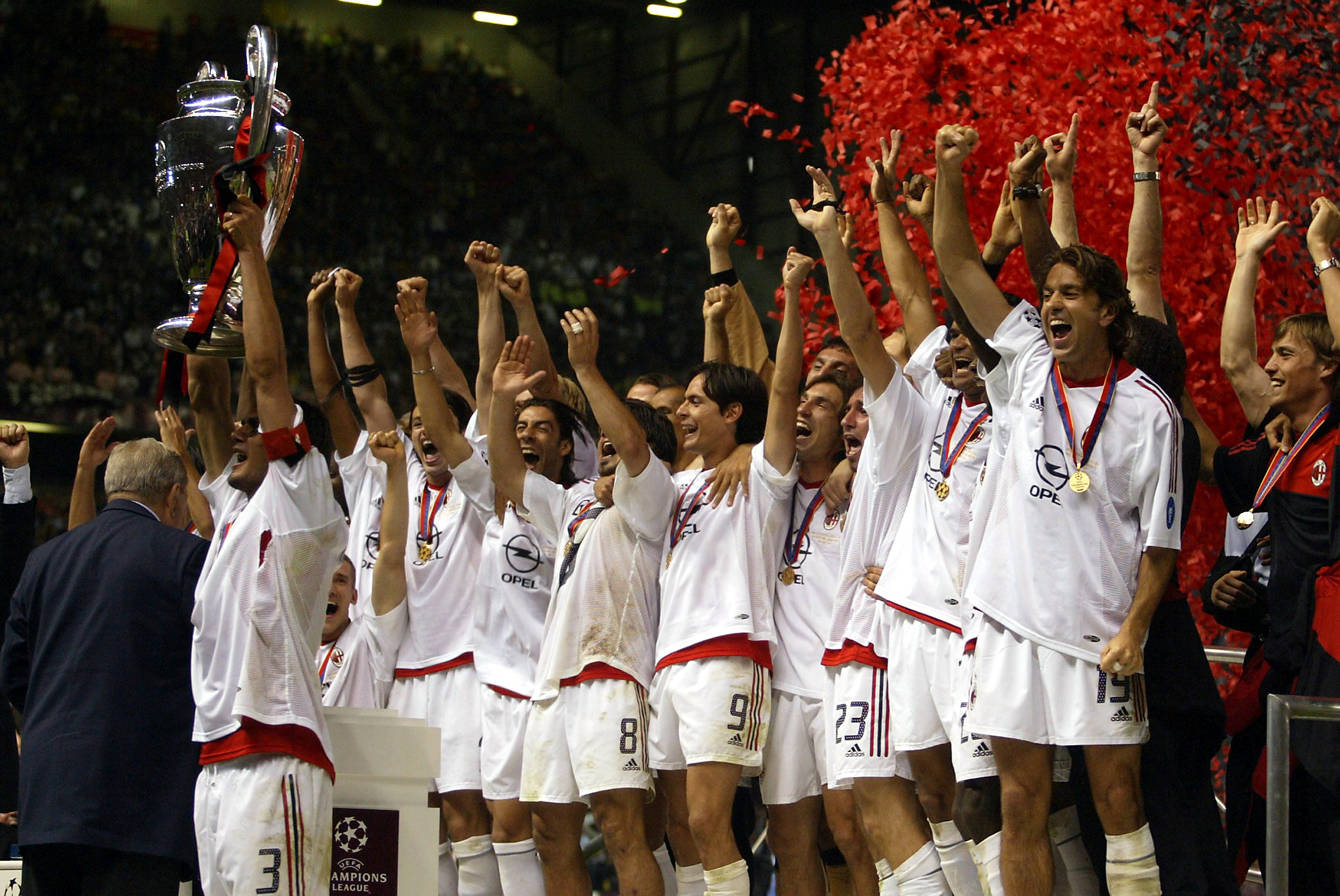
تتويح الفريق بلقب دوري الأبطال السادس في موسم 2002–03.

وفي الموسم التالي، تأهل الفريق إلى المباراة النهائية لدوري أبطال أوروبا للمرة الثانية خلال 3 سنين وواجه نادي ليفربول الإنجليزي، وتقدم عليهم في الشوط الأول بنتيجة 3-0، وسجل الأهداف كل من «باولو مالديني» و«هرنان كريسبو»، الذي سجّل هدفين. ولكن خلال فترة 6 دقائق استطاع نادي ليفربول أن يحول خسارته إلى تعادل بنتيجة 3–3، واتجهت المباراة إلى ركلات الجزاء الترجيحية وخسر نادي إيه سي ميلان فيها بنتيجة 3–2.
كان عام 2006 كئيباً على الفريق، فبعد أن حل ثانياً في الدوري الإيطالي بثمانية وعشرين فوزاً، اتُهم بضلوعه في فضيحة الكالتشيوبولي،  وتم خصم 30 نقطة من رصيده، فأصبح الفريق في المركز الثالث، وتوج نادي إنتر ميلان بلقب بطل الدوري. أما على المستوى الأوروبي، فلم يتجاوز الميلان الدور نصف النهائي بعد أن خسر ضد نادي برشلونة الذي توج بلقب البطولة فيما بعد.

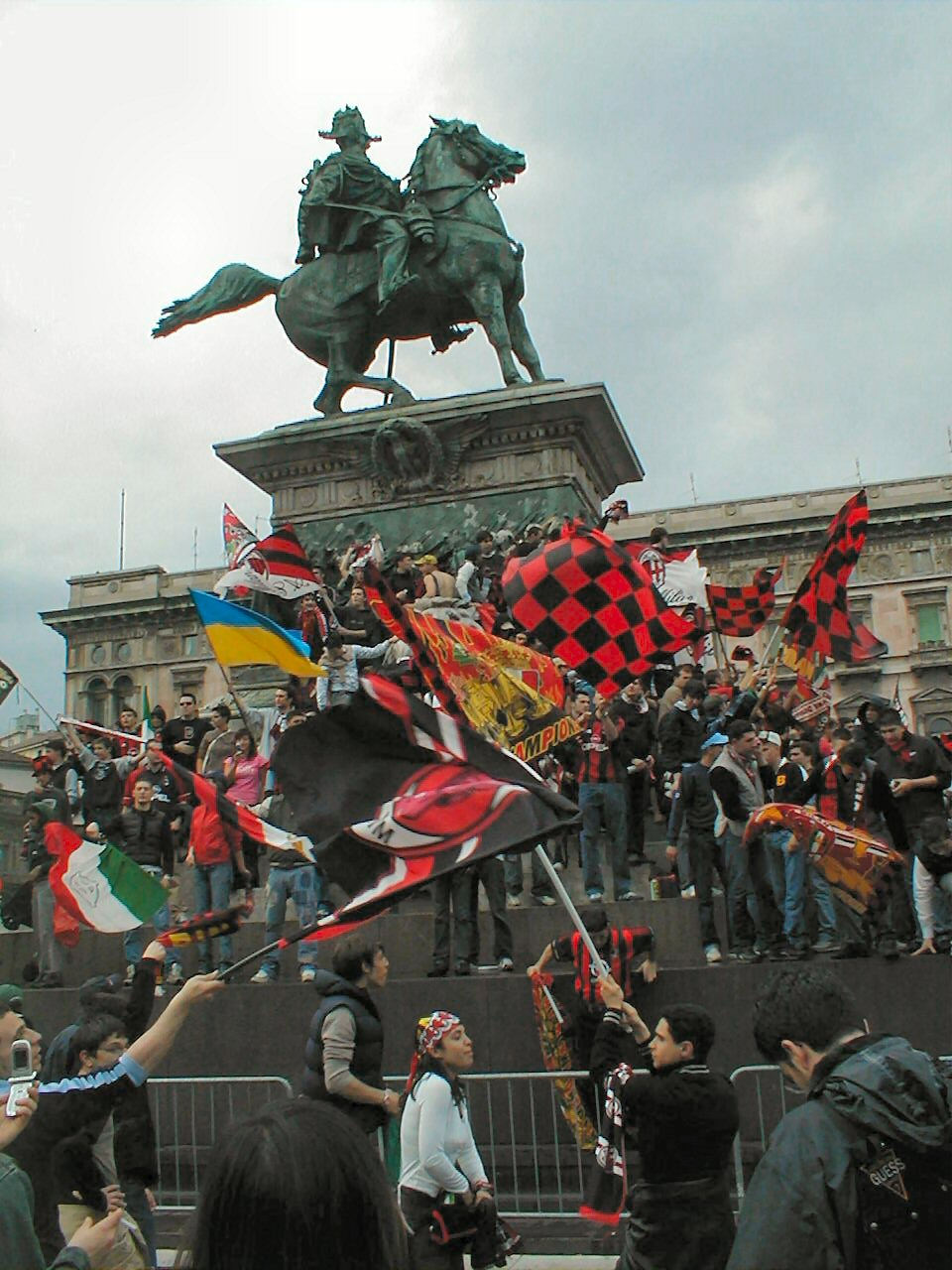
جمهور النادي يحتفل بلقب الدوري الإيطالي للمرة السابعة عشر في مايو 2004.

وفي موسم 2006–07، عانى نادي إيه سي ميلان من بداية صعبة في الدوري الإيطالي، وخصوصاً بعد انتقال «أندريه شيفشينكو» إلى نادي تشيلسي الإنجليزي، وبدايته اللعب في الدوري وقد خُصم منه 8 نقاط، وقد وصل ترتيب الفريق في القسم الأول في بعض الأحيان إلى المركز السابع عشر، وفي الانتقالات الشتوية، ظفر النادي بجهود لاعبين كانوا مفيدين له في مثل هذا الوقت وهم: «ماسيمو أودو» من نادي لاتسيو و«رونالدو» من ريال مدريد، وبدأت نتائج الفريق بالتحسن، وفي بطولة دوري أبطال أوروبا استطاع الفريق بلوغ المباراة النهائية، التي جرت أمام نادي ليفربول الإنجليزي، وكأن التاريخ يعيد نفسه، ولكن في هذه المرة استطاع نادي إيه ي سي ميلان أن يفوز بنتيجة 2–1 بفضل هدفي «فيليبو إنزاغي»، ليحصل على بطولة دوري أبطال أوروبا للمرة السابعة في تاريخه. وبعد ذلك استطاع النادي العريق الفوز على نادي إشبيلية في السوبر الأوروبي بثلاثة اهداف لهدف، الأمر الذي أهله لكأس العالم للأندية ليلاقي بوكا جونيورز في النهائي، حيث فاز عليه بأربع أهداف لهدفين.
عاد النادي في الموسم التالي بهمة عالية بعد فوز كاكا بالعديد من الجوائز، كجائزة أفضل لاعب في أوروبا،الكرة الذهبية،جائزة أفضل لاعب في العالم، وجائزة مجلة وورد سوكر، الأمر الذي رفع الفريق من المراتب قبل الأخيرة إلى المركز الخامس ومكّنه من منافسة فيورنتينا والتقدم عليه بعد الفوز بمباراة الديربي، لكن فريق فيورنتينا عاد وحصل على المركز الرابع. ومما زاد الطين بلة أن الميلان خرج من دور الستة عشر في دوري أبطال أوروبا على يد آرسنال، ليُصبح الأخير أول فريق إنجليزي يفوز على الميلان في عقر داره. تم الاستغناء عن خدمات المدرب «كارلو أنشيلوتي»، بعد مواسم حافلة مليئة بالإنجازات الأوروبية والمحلية. ومر الميلان بسنة أخرى بعيدة عن البطولات يقيادة المدرب الشاب «ليوناردو أرواخو»  والذي ما لبث أن أقيل، وعين المدرب ماسيميليانو أليغري بدلاً منه.

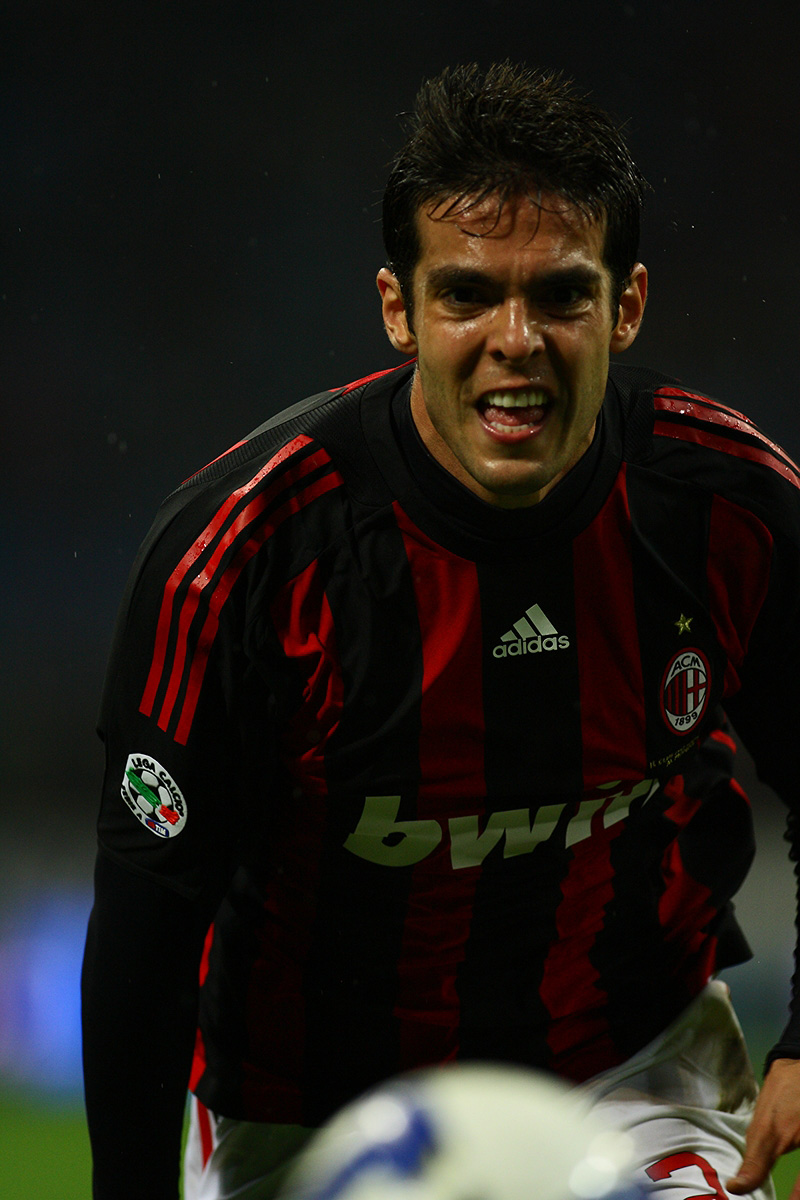
البرازيلي كاكا.

### فترة الركود والتخبطات الإدارية
قاد ماسيميليانو أليغري الميلان لثلاثة مواسم، حقق في موسمه الأول بطولة الدوري في موسم 2010–11، وهو القب الثامن عشر للميلان، والأول بعد 7 سنوات بعيدة عن الألقاب المحلية. وفي موسم 2012–13، حل النادي وصيفاً في الدوري وخرج من دور ربع النهائي من دوري أبطال أوروبا بعد خسارته من برشلونة. في موسم 2012–13 لم يتوج ميلان بأي لقب واكتفى بالمركز الثالث في الدوري الإيطالي. بعد 3 مواسم قضاها ماسيميليانو أليغري في الفريق، في موسم 2013–14 تم تعيين كلارنس سيدورف خلفاً له، وتبداً فترة التخباطات الإدارية. خلال 7 مواسم (من موسم 2013–14 ولغاية موسم 2019–20) درب الفريق 7 مدربين مختلفين؛ وهم كلارنس سيدورف وفيليبو إنزاغي وسينيشا ميهايلوفيتش وفينتشينزو مونتيلا وكريستيان بروكي وجنارو غاتوزو وماركو جيامباولو. وخلالها لم يحقق الفريق سوى لقب واحد، وهو لقب كأس السوبر الإيطالي في موسم 2016. كذلك ابتعد الفريق عن بطولة دوري أبطال أوروبا لعدة مواسم، واكتفى بالمشاركتين ف بطولة الدوري الأوروبي في موسمي 2017–18 و2018–19.

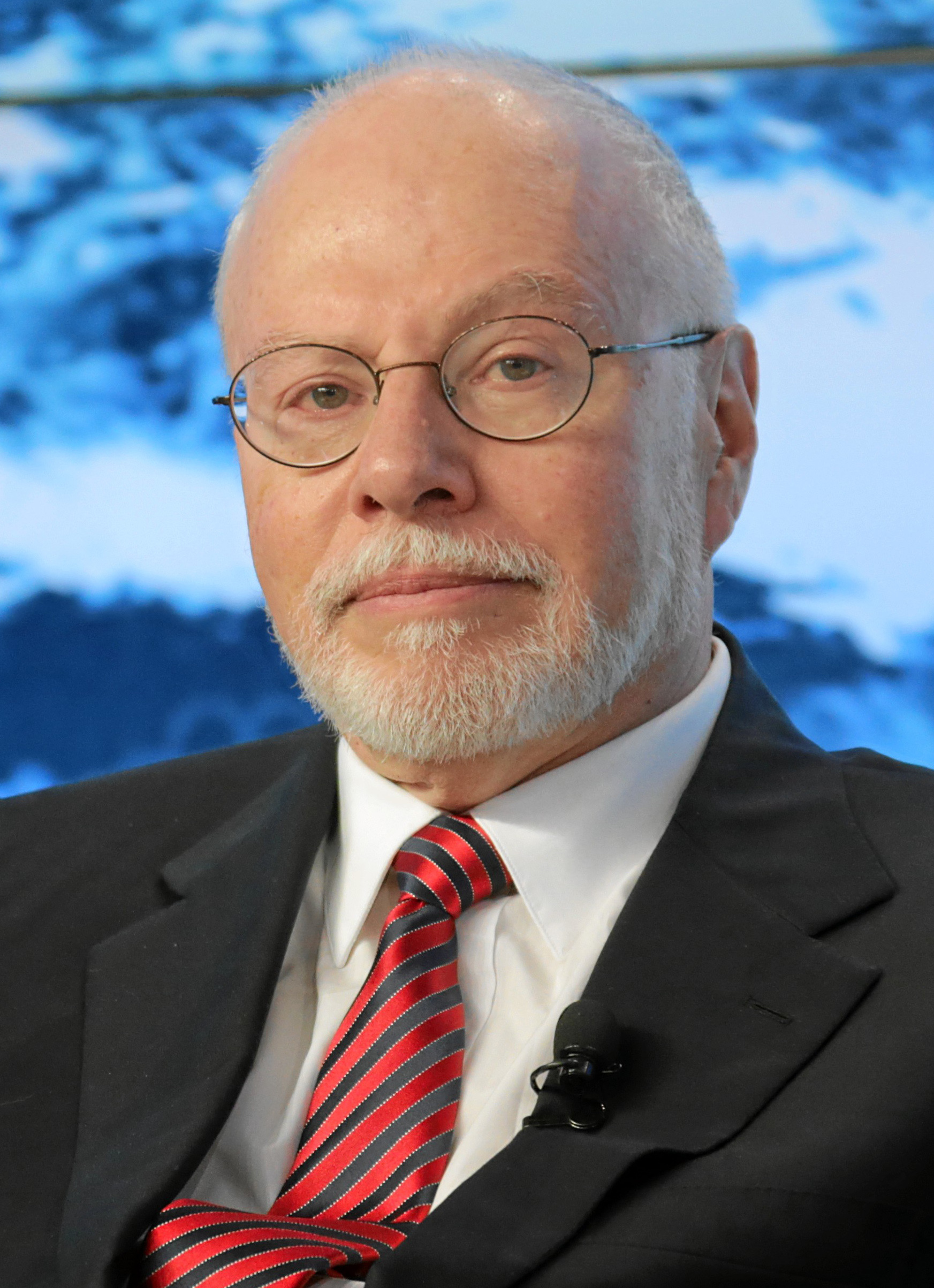
باول سينجر المدير التنفيذي لشركة إليوت للإدارة.

لم تقف التخبطات عند هذا الحد، بل شملت الطاقم الإدارة؛ فبسبب فشل النادي في التأهل للمنافسات الأوروبية منذ موسم 2014–15، فما كان من شركة النادي فينينفيست القابضة إلا أن وقعت عقدًا مبدئيًا مع رجل الأعمال التايلندي بي تايتشبول تبيعه بمقتضاه 48% من أسهم النادي مقابل 480 مليون يورو بحلول سنة 2015، غير أن الاتفاقية تداعت في نهاية المطاف. وفي 13 أبريل 2017 وبعد بضعة أشهر من المفاوضات، قامت مجموعة فينينفيست ببيع جميع الأسهم التي في حوزتها والتي تعادل 99.93٪ من رأس مال الشركة، لشركة روسونيري سبورت للاستثمار (بالإنجليزية: Rossoneri Sport Investment Lux)، ويرأسها رجل الأعمال الصيني لي يونغ هونغ، بمبلغ إجمالي قدره 740 مليون يورو. في اليوم التالي، أختير لي يونغ هونغ في اجتماع المساهمين رئيسًا جديداً للنادي، وهو أول أجنبي يشغل هذا المنصب -بعد المؤسس وأول رئيس للنادي ميلانو حتى عام 1909- الإنجليزي ألفريد إدواردز. عين الرئيس مجلس الإدارة الخاص به وتكون من أوربعة ممثلين من الشركة الصينية، ماركو فاسوني بمنصب المدير العام، ماسيمليانو ميرابيلي بمنصب المدير الرياضي، وباولو سكاروني وغيرهم.
في صيف موسم 2017–18، وبعد الاستحواذ الصيني على ملكية الفريق، قامت الإدارة الجديدة برئاسة مديرها الجديد ماركو فاسوني بعدة صفقات للفريق، حيث انتدبت الإدارة 11 لاعباً جديداً، كان من ضمنهم القائد الجديد ليوناردو بونوتشي قادماً من يوفنتوس. بلغت فيمة تلك الصفقات حوالي 230 مليون يورو، وهو رقم قياسي كأعلى قيمة صرفت في سوق الانتقالات في الدوري الإيطالي. لكن وبعد سلسة من النتائج المخيبة تحت قيادة مونتيلا، تم تعيين مدرب البيريمفيرا الإيطالي جنارو غاتوزو ليقود تلك المجموعة، وكان هدف الإدارة من تلك الانتدابات هو ضمان مركز مؤهل لدوري أبطال أوروبا، من أجل تعويض ما تم صرفه في سوق الإنتقالات.

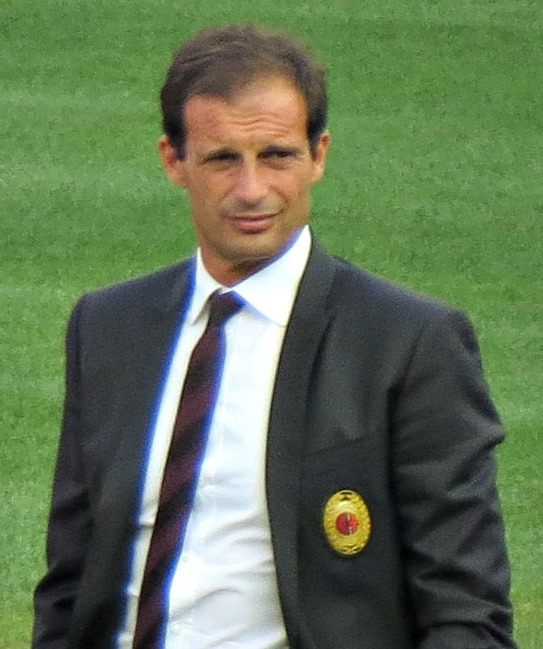
ماسيميليانو أليغري مدرب الفريق في موسم 2010–11.

لم يتغير حال الفريق، فخرج النادي من الدوري الأوروبي أمام نادي أرسنال بعد ما وصل لدور الـ16، وخسر نهائي كأس إيطاليا أمام يوفنتوس، إواحتل المركز السادس بدلاً من المراكز الأربعة الأولي المؤهلة للمشاركة في دوري أبطال أوروبا. تلاشت أحلام الإدارة الجديدة بالتأهل لدوري الأبطال، بل أصبحت مشارركة الفريق في الدوري الأوروبي محل شك، بعدما عاقب الاتحاد الأوروبي لكرة القدم الفريق بسبب كسره لقواعد العب المالي النظيف، منتظرين ما ستعلن عنه محكمة التحكيم الرياضية بخصوص قضيتهم المرفوعة على الاتحاد الأوروبي لكرة القدم. في يوليو 2017 حكمت محكمة التحكيم الرياضية ببطلان الحرمان الذي أقره اليويفا على الفريق، وبذلك تمكن ميلان من المشاركة في بطولة الدوري الأوروبي.
في 10 يوليو 2018، أعلنت شركة «إيليوت ماندجمنت» الأميركية عن سيطرتها على ملكية النادي بعدما قصر المالكون الجدد في في دفع التزاماتهم لصندوق الاستثمار الأمريكي. وفي 21 يوليو اجتمع مجلس الإدارة الجديد، وتم إعفاء ماركو فاسوني منصبع، وتعيين باولو سكاروني بدلاً عنه في رئيس النادي، كذلك تم انتداب البرازيلي ليوناردو أرواجو كمدير للفريق. أنهى ميلان أفضل موسم له منذ 2012-13، خامساً في الدوري الخامس برصيد 68 نقطة، وكان يفصله نقطة واحدة للتأهل لدوري أبطال أوروبا بفارق نقطة واحدة فقط، ولكنه خرج خالي الوفاض من بطولتي كأس إيطاليا والدوري الأوروبي. وفي صيف عام 2019 تم استبعاد النادي من الدوري الأوروبي لانتهاكه قواعد العب المالي النظيف في فترات (2014-2017) و (2015-2018).
بدأ ميلان موسم 2019-20 وهو مغاير تماما، لما كان عليه سابقا. فيعتبر موسم 2019-20 أكثر مواسم الفريق اضطرابا منذ فترة ما بعد الحرب العالمية في نهاية أربعينات القرن الماضي. حيث استقال البرازيلي ليوناردو أرواجو من منصبه كمديراًِ رياضياً للفريق وتم تعيين فريدريك مسارا بدلاً منه، وتم ترقية باولو مالديني إلى منصب المدير الفني، وعاد زفونيمير بوبان إلى الفريق في منصب المدير العام الرياضي، كذلك تم إقالة جنارو غاتوزو من منصبه وتعيين ماركو جيامباولو بديلاً. هذه التغيرات وعدم الاستقرار الإداري والفني أقر على الغريق بشكل كبير، حيث بدأ الفريق موسمه بأربعة هزائم في أول 6 مباريات؛ وهي أسوأ بداية للفريق منذ موسم 1938-39. وعليه تم إقالة ماركو جيامباولو في أكتوبر 2020، واستقدام الإيطالي ستيفانو بيولي بديلاً عنه بشكل مؤقت. مع وصول زلاتان إبراهيموفيتش وسيمون كيير في سوق الانتقالات الشتوية، وبعد التوقف الاضطراري بسبب تفشي جائحة فيروس كورونا في إيطاليا، ظهرت ملامح التعافي على الفريق، وبدأ يعود في لسكة الانتصارات، واستطاع الفوز بـ 9 مبارايات وتعادل في 3 في آخر 12 مباراة، مما أهله لاحتلال المركز السادس والتأهل لبطولة الدوري الأوروبي.

## منشآت وملاعب النادي

### كازا ميلان

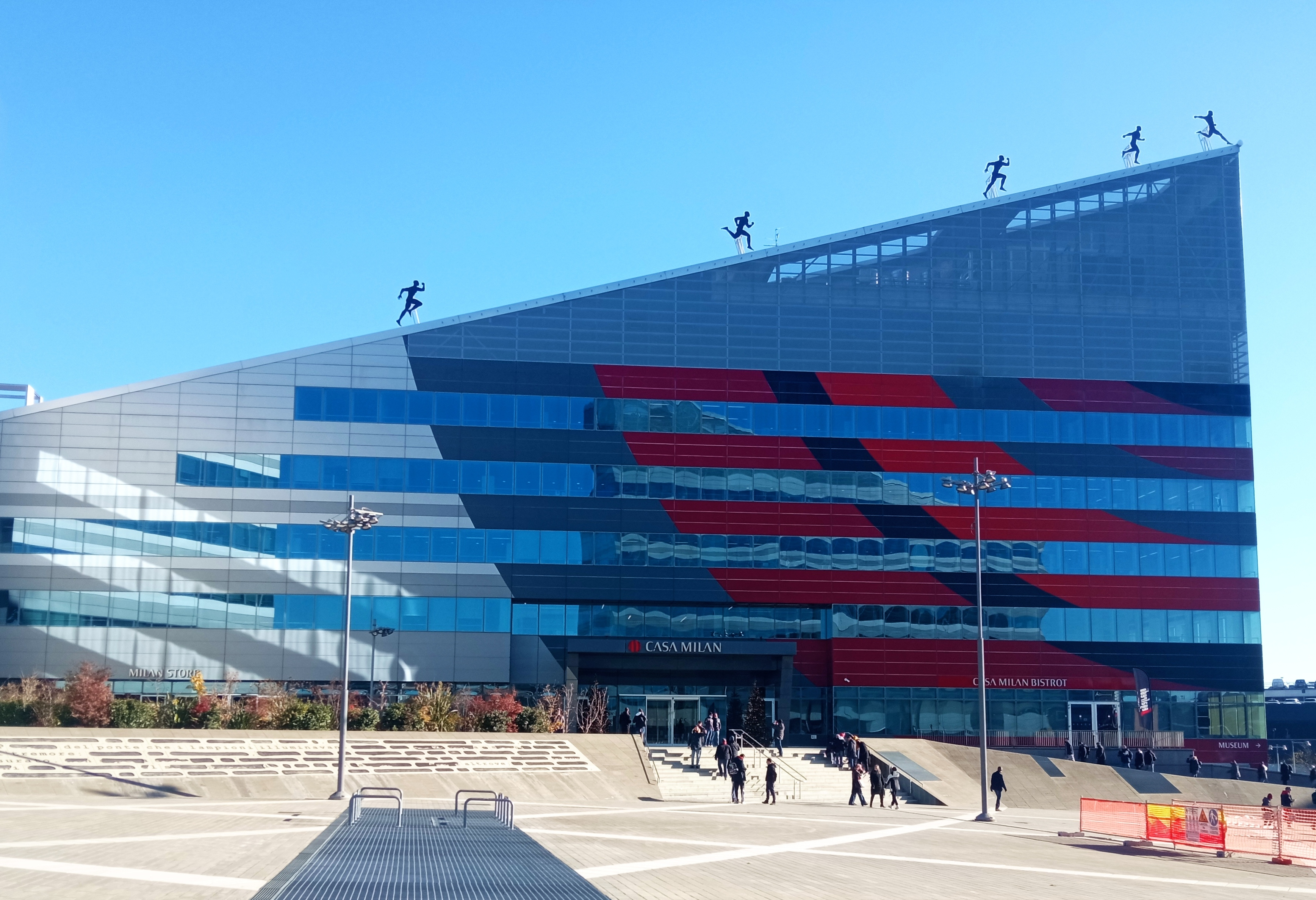
مبنى إدارة النادي كازا ميلان.

كازا ميلان (بالإيطالية: Casa Milan)، وتعني بيت ميلان حيث كازا تعني بيت. وهو مقر نادي إيه سي ميلان الإيطالي، انتقل إليه في 19 مايو 2014 قادماً من مقره القديم في شارع فيا توراتي بمدينة ميلانو. وهو مكان متعدد الخصائص يتوفر على متحف يعرض إنجازات الفريق ومحلات لتسويق العلامة التجارية الخاصة بالنادي ومقاهي ومطاعم.
بداية الفكرة كانت من باربارا بيرلسكوني نائب رئيس ميلان، وابنة السياسي مالك إيه سي ميلان الإيطالي سيلفيو برلسكوني، من أجل زيادة دخل النادي ومن أجل بداية مشروع ميلان الجديد، والمتمثل ببناء مقر جديد للنادي بجوار الملعب الجديد. ولهذا تم اختيار أرض مساحتها 25,000 متر مربع، في ساحة جينو فالي. وأؤكلت مهمة تصميم المبنى للمهندس المعماري الإيطالي فابيو نوفمبر سالنتو. بلغت تكاليف البناء ما يقارب 10 ملايين يورو، مع مليوني يورو تكلفة الإيجار السنوية، للمبنى الذي صمم من الداخل بواسطة شركة بوندو الهندسية، وتعود ملكية المبنى لشركة فيتوريا للتأمين. في 6 أكتوبر 2013 انتقلت إدارة ميلان من مقرها القديم الواقع في شارع فيا توراتي في مدينة ميلانو، إلى المقر الجديد. وأعلن عن كازا ميلان في 2 أبريل 2014، وافتتح رسميا 19 مايو 2014، وافتتح للزوار في 27 مايو 2014. في 10 يوليو 2014 تم عرض قميص النادي الذي خاض به موسم 2014–15. وفي اليوم التالي، كشفت شركة أودي للسيارات عن السلسة الثالثة لسيارة أودي تي تي.

### ستاد سان سيرو

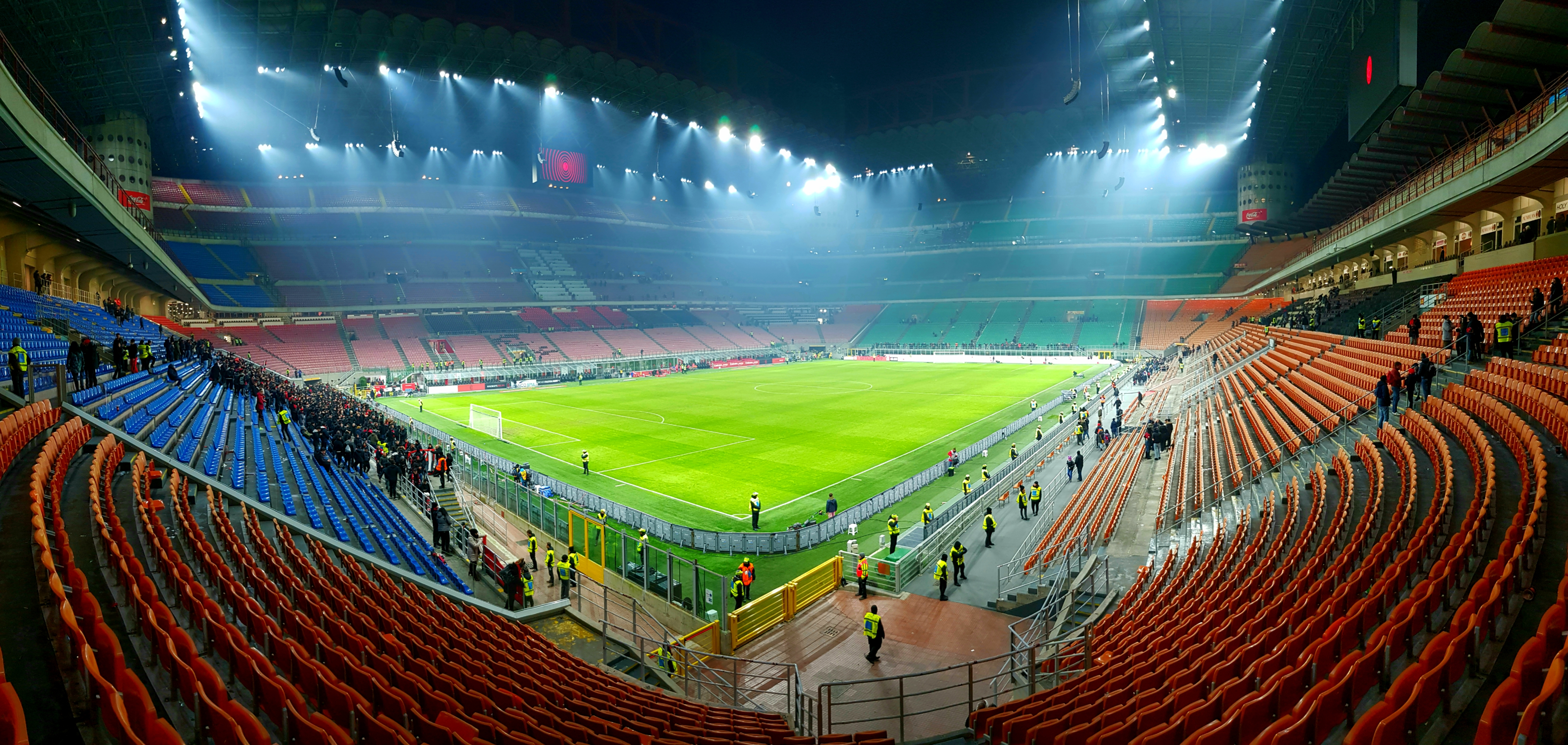
صورة من الداخل لملعب السان سيرو.

ستاد جوزيبي مياتسا أو «سان سيرو»، كما يُطلق عليه عُشاق إيه سي ميلان، هو الملعب الرئيسي في مدينة ميلانو الإيطالية ويلعب عليه قطبي المدينة: إنتر ميلانو وإي سي ميلان. ويعتبر من أجمل ملاعب العالم وأكثرها استيعابا للجماهير حيث تصل طاقته الإستيعابية إلى 80,074 متفرج. سمي الملعب على اسم الأسطورة الكروية الإيطالية جوزيبي مياتسا والذي لعب للناديين. بدأ إنشاء الملعب سنة 1925، وتحمّل رئيس إيه سي ميلان وقتها، «بييرو بيريلي»، كلفة إنشائه. صُمم الملعب على يد المهندس المعماري «أوليسي ستاكيني» وأشرف على التشييد المهندس المدني «ألبيرتو كوجيني». وسُمي باسم سان سيرو نسبة إلى اسم الكنيسة الموجودة في نفس الحي، وصُمم على طراز الملاعب الإنجليزية، حيث تميز بوجود أربع مدرجات قريبة منه وأجنحة رئيسية غُطيت بستائر، وكان قادراً على استيعاب 35,000 شخص. افتُتح المعلب يوم 19 سبتمبر 1926 بمباراة قوية بين قطبي المدينة انتهت لصالح الإنتر بنتيجة 6-3. بينما لعب منتخب إيطاليا لكرة القدم أولى لقاءاته يوم 20 فبراير 1927 أمام منتخب تشيكوسلوفاكيا لكرة القدم وانتهت بالتعادل الإيجابي 2-2. وكان الملعب وقتها يخص نادي إي سي ميلان فقط بينما كان يلعب إنتر ميلان في ملعبه القديم "Civica".
وفي عام 1935 تمّ توسيع الملعب ليستوعب 55,000 متفرج، وفي نفس العام بيع الملعب إلى بلدية ميلانو. وفي عام 1940 تم البدء في ترميمه ليصل حجم الطاقة الاستيعابية له إلى 125,000 متفرج، الأمر الذي جعله الملعب الأكبر في العالم، وتم الانتهاء من الترميم في عام 1947. ومن الجدير بالذكر أن أشهر مباراة استضافها الملعب آنذاك هي مباراة في الدوري الإيطالي جمعت بين قطبي مدينة ميلانو: إيه سي ميلان وإنتر ميلان، وانتهت بنتيجة 6-5 لصالح الإنتر. عام 1949، قرر الإنتر أن يُشارك إيه سي ميلان في ملعب سان سيرو وذلك قبل أن تُنشأ طبقة ثانية في المدرجات عام 1955 خافضةَ الطاقة الاستيعابية للملعب إلى 90,000 متفرج، ليكون بذلك أحد أكبر ملاعب أوروبا. في عام 1979 قرر مجلس بلدية ميلان بموافقة الإنتر وإيه سي ميلان تغيير مسمى الملعب إلى «جوزيبي مياتسا» الأسطورة الإيطالية ورمز نادي الإنتر في الثلاثينات والأربعينات والذي انتقل للميلان في آخر مواسمه قبل أن يعود مرة أخرى للإنتر.
لكن على رغم من ذلك، ما زالت جماهير الميلان تطلق على الملعب اسم سان سيرو، وذلك لأن «جوزيبي مياتسا» شارك في مباريات الإنتر بشكل أكبر ويُتعبر رمزا من رموزه. وقبل عام 1990، أي عندما استضافت إيطاليا نهائيات كأس العالم لعام 1990، تمّ تجديد الملعب بإضافة طبقة ثالثة للجماهير، كما تمّ إجراء بعض التعديلات في السقف والجوانب لتصل طاقة الملعب الاستيعابية لقرابة 85,500 شخص وليكون بهذا تحفة معمارية دائما ما تتفاخر بها جماهير أندية ميلانو.

### مركز ميلانيللو
مركز ميلانيللو الرياضي (بالإيطالية: Centro Sportivo Milanello) أنشأ في 1961 وهو مركز تدريبات نادي إيه سي ميلان الإيطالي، يُعد حاليا أفضل مركز تدريب كروي في العالم لما يحتويه من تجهيزات تقنية وطبية على أعلى مستوى ممكن مما يجعلها وجهه لكثير من الفرق الإيطالية والأوروبية والمنتخب الإيطالي بطبيعة الحال. صاحب فكرة إنشاء الميلانيلو الرئيس «أندريا ريزولي» هو عام 1961. واستمرت أعمال بناء الميلانيلو لعامين كاملين وافتتح في 1963. وبعد تولي الملياردير الإيطالي «سيلفيو برلسكوني» رئاسة النادي عام 1986، أولى اهتماما كبيرا بالميلانيلو، حتى يوفر المناخ المناسب لنجوم ومدربي الفريق.
يقع الميلانيللو على تلة يصل ارتفاعها إلى 300 متر عن سطح الأرض وتبعد 50 كيلومتراً عن مدينة ميلانو، حيث تقع بالقرب من قرية «فيراسي»، ويمكن الوصول لها بسهولة عبر الطريق السريع. القفص هو أحد ملاعب الميلانيللو وهو صغير الحجم لكنه يمتاز بوجود حائط حوله بطول 2.3 أمتار وفوقه سياج بطول 2.5 أمتار، ويمتاز ذلك الملعب بأن الكرة لا تتوقف ابدا داخله، وذلك بهدف زيادة سرعة اللاعبين وسرعة اتخاذهم للقرار.
من ناحية الإمكانيات، يضم الميلانيللو طريق بطول 1200 متر تمر بين الاشجار، مخصصة لممارسة تمارين الجري وركوب الدراجات بهدف تأهيل المصابين ورفع مستوى اللياقة البدنية. ويضم أيضا مختبر الميلان للقياسات البدنية ويُعد المختبر الأول في العالم في مجال قياس معدلات اللياقة البدنية للاعبين وقياسات أخرى في عالم كرة القدم بحيث يتمكن المدرب من معرفة متى يمكن أن يعود اللاعب المصاب بشكل محدد، وكم ستكون قوة تسديدته. ويستقبل المختبر عينات للاعبين من مختلف الأندية الأوروبية.

### مختبر إيه سي ميلان
مختبر إيه سي ميلان (بالإنجليزية: Milan Lab) هو مختبر الأبحاث الرياضية  لنادي إيه سي ميلان. افتتح المركز في يوليو 2002 ويقع في الميلانيللو، وهو مجهز بأفضل المعدات التقنية والتكنولوجية ويعمل على إعداد اللاعبين من الناحية الجسدية ومن الناحية النفسية أيضا. كان الهدف الأسمى من وراء إنشاء المختبر، هو التأثير بقوة على نتائج فرق كرة القدم بنادي الميلان الإيطالي حيث أن البحوث والدراسات التي تُجرى به تُطوّع تماما لخدمة الفريق سواء في مجال اعداد اللاعبين أو تأهيل المصابين أو منع اصابتهم، وفي نفس الوقت فهو يوفر معلومات كاملة للجهاز الفني والإداري في الميلان مما يساعده على اتخاذ القرارات الخاصة بالفريق واللاعبين مثل متى يمكن اتخاذ القرار السليم بعودة اللاعبين من الإصابة، وضم اللاعبين الجدد. إنّ الغرض الرئيسي من مختبر ميلان هو حماية اللاعبين، فإن صحة وعافية اللاعبين هي الميزة الأكثر ثمناً لأي فريق كرة قدم، والفريق الذي يلعب على الملعب بشكل جيد ورائع وخالي من الإصابات العنيفة لابد أن تتوفر لديه هذه الميزة.

### مركز فيسمارا الرياضي
مركز بيبينو فيسمارا (بالإيطالية: Peppino Vismara Sporting Centre)، هو الملعب الرسمي إيه سي ميلان بريميفيرا. أنشا في عام 1982 يقع في جنوب مدينة ميلانو بالقرب من حي غراتوزوليو، ويمثل أحد أهم البنيات التحتية الرياضية المختصة بكرة القدم بمدينة ميلانو. المركز يتواجد داخل مجال طبيعي أخضر بمساحة 230 ألف متر مربع وقد أنشئ كتذكار لجوزيبي فيسمارا مؤسس «كريديتو أرتيجانو» ولاستكمال أحد مشاريعه، بهدف تفعيل الأنشطة الرياضية والتربوية للشباب.يستقبل مركز فيسمارا جميع الفرق المنتمية إلى صغار الميلان ليتدرب فريق الشبان بالميلانيللو.

## رموز النادي

### الألوان

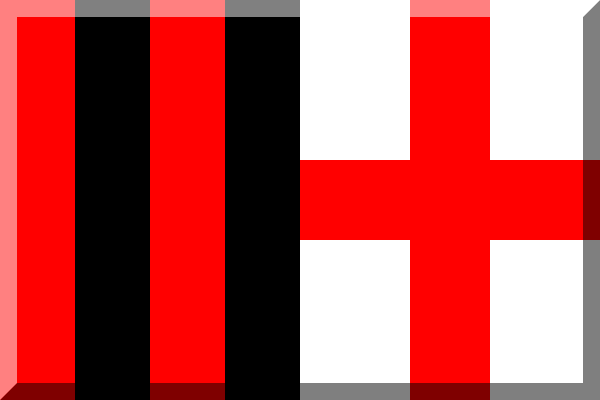
شعار الميلان.

منذ إعلان الإنجليزي هيربرت كيلبن تأسيس نادي إيه سي ميلان، كانت ولا تزال ألونه هي الأحمر والأسود، فالأسود يمثل الخوف المزروع في قلب المنافس، والأحمر يمثل اللهب. وبسبب القمصان الحمراء والسراويل السوداء اكتسب الميلان لقب «الروسونيري» (بالإيطالية: Rossoneri) أي الأحمر والأسود. أما الزيان الاحتياطيان فيحملا اللونين الأبيض والأسود. من جهة أخرى يُعتبر الزي الأبيض جالب للحظ لدى جماهير الميلان، فقد فاز الفريق بستة نهائيات من أصل ثمانية (حيث خسر من أياكس وليفربول) في مسابقة دوري أبطال أوروبا بينما فاز بنهائي واحد من أصل ثلاثة في نفس المسابقة، بالزي الأسود والأحمر.
أول قمصان صممها مؤسس الميلان وقائده حينها، هيربرت كيلبن، كانت عبارة عن قمصان من الصوف مخططة بخطوط سوداء تتخللها خطوط حمراء وسروال أبيض وجوارب سوداء، وفي يسار القميص وُضع شعار مدينة ميلانو. قبل الحرب العالمية الأولى، أصبحت الخطوط السوداء قليلة العدد، وسمح الاتحاد الإيطالي باتخاذ زي آخر احتياطي فاختار الفريق اللون الأبيض ذو الخطين الأسود والأحمر.
تم إزالة شعار مدينة ميلانو في العشرينات وظهرت الياقة المقصوصة على شكل حرف "V"، وأيضا ازداد عرض الخطوط السوداء والحمراء بشكل أكبر من ذي قبل، إلا أنه تم ارجاع شعار المدينة بسبب أوامر الديكتاتور الإيطالي «موسوليني». كانت الملابس الاحتياطية عبارة عن قميص أبيض اللون مع خطين أسود وأحمر عرضيين في مستوى نهاية الصدر. كما شهدت فترة الثلاثينات قميصاً احتياطياً يطغى اللون الأحمر على أغلب أجزائه عدا الجزء العلوي الذي كان أبيض اللون.
| الفترة  | صانع القميص   | الراعي الرسمي   | الراعي الرسمي                    |
| الفترة  | صانع القميص   | الاسم التجاري   | الشركة                           |
| ------- | ------------- | --------------- | -------------------------------- |
| 1981–82 | Linea Milan   | Pooh Jeans      | Italiana Manifatture S.p.A.      |
| 1982–83 | NR            | هيتاشي          | Hitachi Europe Srl               |
| 1983–84 | NR            | Cuore           | Cuore                            |
| 1984–85 | Rolly Go      | Oscar Mondadori | Arnoldo Mondadori Editore S.p.A. |
| 1985–86 | Gianni Rivera | Fotorex U-Bix   | Olivetti S.p.A.                  |
| 1986–87 | كابا          | Fotorex U-Bix   | Olivetti S.p.A.                  |
| 1987–90 | كابا          | ميديولانم       | ميديولانم                        |
| 1990–92 | أديداس        | ميديولانم       | ميديولانم                        |
| 1992–93 | أديداس        | Motta           | Motta                            |
| 1993–94 | لوتو سبورت    | Motta           | Motta                            |
| 1994–98 | لوتو سبورت    | أوبل            | أوبل                             |
| 1998–06 | أديداس        | أوبل            | أوبل                             |
| 2006–10 | أديداس        | Bwin            | Bwin                             |
| 2010–18 | أديداس        | طيران الإمارات  | مجموعة الإمارات                  |
| 2018–   | بوما          | طيران الإمارات  | مجموعة الإمارات                  |

في موسم 1946/1945 اختفى شعار المدينة مرة أخرى ولكن هذه المرة نهائيا، وأصبح القميص الأول أحمر تماما مع خط أسود عرضي بمستوى أسفل الصدر، وتقلّص أيضا عدد الخطوط السوداء ليصبح ثلاثة، يُضاف إليهما خطين أحمرين. أما في الخمسينات فلم تكن التغييرات كبيرة، فعدى عن إضافة شعار الدوري الإيطالي بعد الفوز باللقب، لم يحصل أي تغيير ذو أهمية للزي. وفي الستينات، اختفى الخطين الأحمر والأسود من على القميص الأبيض الاحتياطي للميلان لكن الياقة بقيت حمراء وسوداء كما هي. وفي السبعينات عادت خطوط قميص الميلان الأول للتقارب مجدداً وزاد عددها لكن الياقات اختفت تماماً، ومع الاسكوديتو العاشر في عام 1979 أضيفت النجمة الذهبية الخاصة بالفرق التي احرزت 10 ألقاب اسكوديتو للقميص، كما بدأ الاتجاه في السبعينيات إلى القمصان البلاستيكة بدلاً عن الصوفية.
في الثمانينات عدات الخطوط الحمراء والسوداء مرة أخرى إلى التباعد، وتم إضافة أسماء اللاعبين على القمصان بدأ من موسم 1981/1980، إلا أن سقوط الفريق للدرجة الثانية شكّل عقبة كبيرة في وجه الفكرة، وبعد رجوعة مجددا لدوري الدرجة الأولى، تمّ إضافة أسماء اللاعبين مرة أخرى والشركة الراعية "Pooh" المنتجة لملابس الجينز. أما القميص الأبيض فظل على هذا اللون أغلب فترة الثمانينات لكن تم إضافة الخطوط السوداء والحمراء بأوضاع وأحجام مختلفة بشكل متقطع، كما أضيفت للقميص الاحتياطي.
في التسعينيات أضيف قميص ثالث، كان في أغلب الفترة قميصا أسودا، ومثله السروال والجوارب. أضيف للقميص الأسود في أواخر التسعينات خطوط حمراء بينما شهد منتصف هذه الحقبة قمصانا صفراء وزرقاء بدلاً من السوداء. في الفترة الممتدة بين عاميّ 1990 و2000، صممت شركة أديداس، الراعي التقني للميلان، قميصاً أساسياً مغايرا للقميص الأول المعتاد وقتها، بمناسبة مئوية النادي، الذي كان يُستخدم في مباريات دوري الأبطال. كان القميص مشابهاً تماماً لأول قميص صمم للفريق، حيث كان مكوناً من خطوط سوداء وحمراء كثيرة العدد ومتقاربة مع شعار مدينة ميلانو بدلاً من شعار النادي. بينما وُضع شعار الميلان على الكم الأيمن للقميص وعلى الأيسر شعار الاسكوديتو، أما القميص الثاني فكان ذهبي اللون والثالث كان أزرقا.
لسنين عدة لعب الحراس بقميص أسود بياقة حمراء، وأكتاف حمراء أيضاً في بعض المواسم، كما لعب حراس المرمى بقمصان زرقاء وخضراء، حتى أتى عام 1970 حين أصبح القميص أصفر طيلة فترة كبيرة. في نهاية الثمانينات أصبح لون القميص أخضر مائل للأزرق، وفي التسعينات تعددت الوان القميص بشكل كبير حيث لعب حراس المرمى بقمصان خضراء، سوداء زرقاء، رمادية، سوداء صفراء، صفراء، سوداء حمراء، حمراء سوداء، وأيضاً خضراء سوداء.

### الشعار
قبل بداية موسم 2000–01، أضيف وسام اليويفا الفخري، المُسمّى بوسام اليويفا الشرفي (بالإنجليزية: UEFA badge of honour)، الممنوح للأندية الفائزة بدوري الأبطال 5 أو 3 مرات متتالية لقميص الميلان. وفي موسمي 2001–02 و2002–03 صممت شركة أديداس قميص الميلان من طبقتين. ومنذ موسم 2003–04 حتى الآن لم يتغير شكل القميص الأساسي كثيراً. كذلك بقي القميص الاحتياطي على لونه الأبيض بنما اختلف لون القميص الثالث في كل موسم فقط بين الفضي والعاجي والأسود الذي استقر النادي عليه في آخر موسمين.
ومنذ البدء بطولة كأس العالم لأندية كرة القدم بدلا من كأس الإنتركونتيننتال، قام الفيفا بمنح الفريق الفائز وسام شرفي، المُسمّى بوسام أبطال العالم للأندية (بالإنجليزية: Fifa club world champion badge)، وقد وضع ميلان الشعار على قمصانه منذ 2007 بعدما فاز بالبطولة التي أقيمت في اليابان حيث حقق البطولة بفوزه على بوكا جونيورز بنتيجة 4-2.

### النشيد الرسمية
| بالإيطالية | بالعربية |
| Milan milan solo con te Milan milan sempre per te Camminiamo noi accanto ai nostri eroi Sopra un campo verde sotto un cielo blu Conquistate voi una stella in piã¹ A brillar per noi E insieme cantiamo Milan milan solo con te Milan milan sempre per te Oh oh oh oh oh Una grande squadra Sempre in festa olã¨ Oh oh oh oh oh E insieme cantiamo Milan milan solo con te Milan milan sempre per te Con il milan nel cuore Nel profondo dell'anima Un vero amico sei E insieme cantiamo Milan milan solo con te Milan milan sempre con te Oh oh oh oh oh... | ميلان ميلان فقط معك ميلان ميلان دائماً لك نمشي بجانب أبطالنا فوق ملعب أخضر تحت سماء زرقاء اربحوا أنتم نجمة أخرى لتبرق لنا ومعاً نغني ميلان ميلان فقط معك ميلان ميلان دائماً لك أوه أوه أوه أوه أوه مع الميلان في القلب في أعماق الروح صديقاً حقيقياً تكون أوه أوه أوه أوه أوه ومعا نغني ميلان ميلان فقط معك ميلان ميلان دائماً لك ميلان قبل كل شيء فريق كبير دائماً في احتفال اوليه ومعاً نغني ميلان ميلان فقط معك ميلان ميلان دائماً لك أوه أوه أوه أوه أوووه |

## تشكيلة الفريق الحالية

### الفريق الأول
آخر تحديث 4 فبراير 2025.
ملاحظة: تشير الأعلام إلى المنتخب بحسب قواعد الأهلية المعتمدة من قبل الفيفا؛ تنطبق بعض الاستثناءات المحدودة. وقد يحمل اللاعبون أكثر من جنسية لا تعترف بها الفيفا.
| الرقم | البلد            | المركز | اللاعب             |
| ----- | ---------------- | ------ | ------------------ |
| 7     | المكسيك          | مهاجم  | سانتياغو خيمينيز   |
| 8     | إنجلترا          | وسط    | روبن لوفتوس-تشيك   |
| 9     | صربيا            | مهاجم  | لوكا يوفيتش        |
| 10    | البرتغال         | مهاجم  | رفائيل لياو        |
| 11    | الولايات المتحدة | وسط    | كريستيان بوليسيتش  |
| 14    | هولندا           | وسط    | تياني ريندرز       |
| 16    | فرنسا            | حارس   | مايك ماينان        |
| 18    | إيطاليا          | وسط    | كيفين زيرولي       |
| 19    | فرنسا            | مدافع  | تيو هرنانديز       |
| 20    | إسبانيا          | مدافع  | أليكس خيمينيز      |
| 21    | نيجيريا          | مهاجم  | صامويل تشوكويزي    |
| 22    | البرازيل         | مدافع  | إيمرسون رويال      |
| 23    | إنجلترا          | مدافع  | فيكايو توموري      |
| 24    | إيطاليا          | مدافع  | أليساندرو فلورينزي |

| الرقم | البلد            | المركز | اللاعب                             |
| ----- | ---------------- | ------ | ---------------------------------- |
| 28    | ألمانيا          | مدافع  | مالك ثياو                          |
| 29    | فرنسا            | وسط    | يوسف فوفانا                        |
| 31    | صربيا            | مدافع  | ستراهينيا بافلوفيتش                |
| 32    | إنجلترا          | مدافع  | كايل ووكر (معارًا من مانشستر سيتي)  |
| 38    | فرنسا            | وسط    | وارن بوندو                         |
| 42    | إيطاليا          | مدافع  | فيليبو تيراكيانو                   |
| 46    | إيطاليا          | مدافع  | ماتيو غابيا                        |
| 57    | إيطاليا          | حارس   | ماركو سبورتيلو                     |
| 79    | البرتغال         | مهاجم  | جواو فيليكس (معارًا من تشيلسي)      |
| 80    | الولايات المتحدة | وسط    | يونس موسى                          |
| 90    | إنجلترا          | مهاجم  | تامي أبراهام (معارًا من روما)       |
| 96    | إيطاليا          | حارس   | لورينزو تورياني                    |
| 99    | إيطاليا          | مهاجم  | ريكاردو سوتيل (معارًا من فيورنتينا) |

### المعارون
- تنتهي إعارة جميع اللاعبين في 30 يونيو 2024, فيما عدا إميل روباك والذي تنتهي إعارته في 30 نوفمبر 2023.[230]

ملاحظة: تشير الأعلام إلى المنتخب بحسب قواعد الأهلية المعتمدة من قبل الفيفا؛ تنطبق بعض الاستثناءات المحدودة. وقد يحمل اللاعبون أكثر من جنسية لا تعترف بها الفيفا.
| الرقم | البلد   | المركز | اللاعب                                      |
| ----- | ------- | ------ | ------------------------------------------- |
| —     | إيطاليا | مدافع  | غتوماسو سيكوتي (إلى أنادي كاربي)            |
| —     | إيطاليا | مدافع  | ليوناردو داليسيو (إلى برو سيستو 1913)       |
| —     | إيطاليا | مدافع  | ماتيو غابيا (إلى نادي فياريال)              |
| —     | إيطاليا | وسط    | انطونيو غالا (إلى نادي سيستري ليفانتي 1919) |
| —     | إيطاليا | وسط    | دانييل مالديني (إلى نادي إمبولي)            |

| الرقم | البلد   | المركز | اللاعب                                         |
| ----- | ------- | ------ | ---------------------------------------------- |
| —     | إيطاليا | مهاجم  | غابرييل أليسي (إلى نادي سامبدوريا)             |
| —     | إيطاليا | مهاجم  | ماركو ناستي (إلى نادي باري)                    |
| —     | إيطاليا | مهاجم  | بوب ميرفي أوموريجبي (إلى نادي فيورينزولا 1922) |
| —     | السويد  | مهاجم  | إميل روباك (إلى نادي نورشوبينغ)                |

### لاعبون آخرون
ملاحظة: تشير الأعلام إلى المنتخب بحسب قواعد الأهلية المعتمدة من قبل الفيفا؛ تنطبق بعض الاستثناءات المحدودة. وقد يحمل اللاعبون أكثر من جنسية لا تعترف بها الفيفا.
| الرقم | البلد    | المركز | اللاعب          |
| ----- | -------- | ------ | --------------- |
| —     | الدنمارك | حارس   | أندرياس غانغدال |
| —     | إيطاليا  | مدافع  | ماتيا كالدارا   |
| —     | كرواتيا  | وسط    | أنطونيو ميونيك  |

| الرقم | البلد      | المركز | اللاعب         |
| ----- | ---------- | ------ | -------------- |
| —     | إيطاليا    | مهاجم  | أندريا كابوني  |
| 22    | صربيا      | مهاجم  | ماركو لازيتيتش |
| 70    | ساحل العاج | مهاجم  | تشاكا تراوري   |

### الأرقام المجمدة
ملاحظة: تشير الأعلام إلى المنتخب بحسب قواعد الأهلية المعتمدة من قبل الفيفا؛ تنطبق بعض الاستثناءات المحدودة. وقد يحمل اللاعبون أكثر من جنسية لا تعترف بها الفيفا.
| الرقم | البلد   | المركز | اللاعب                    |
| ----- | ------- | ------ | ------------------------- |
| 3     | إيطاليا | مدافع  | باولو مالديني (1984-2009) |
| 6     | إيطاليا | مدافع  | فرانكو باريزي (1977-1997) |

## الطاقم الفني والإداري

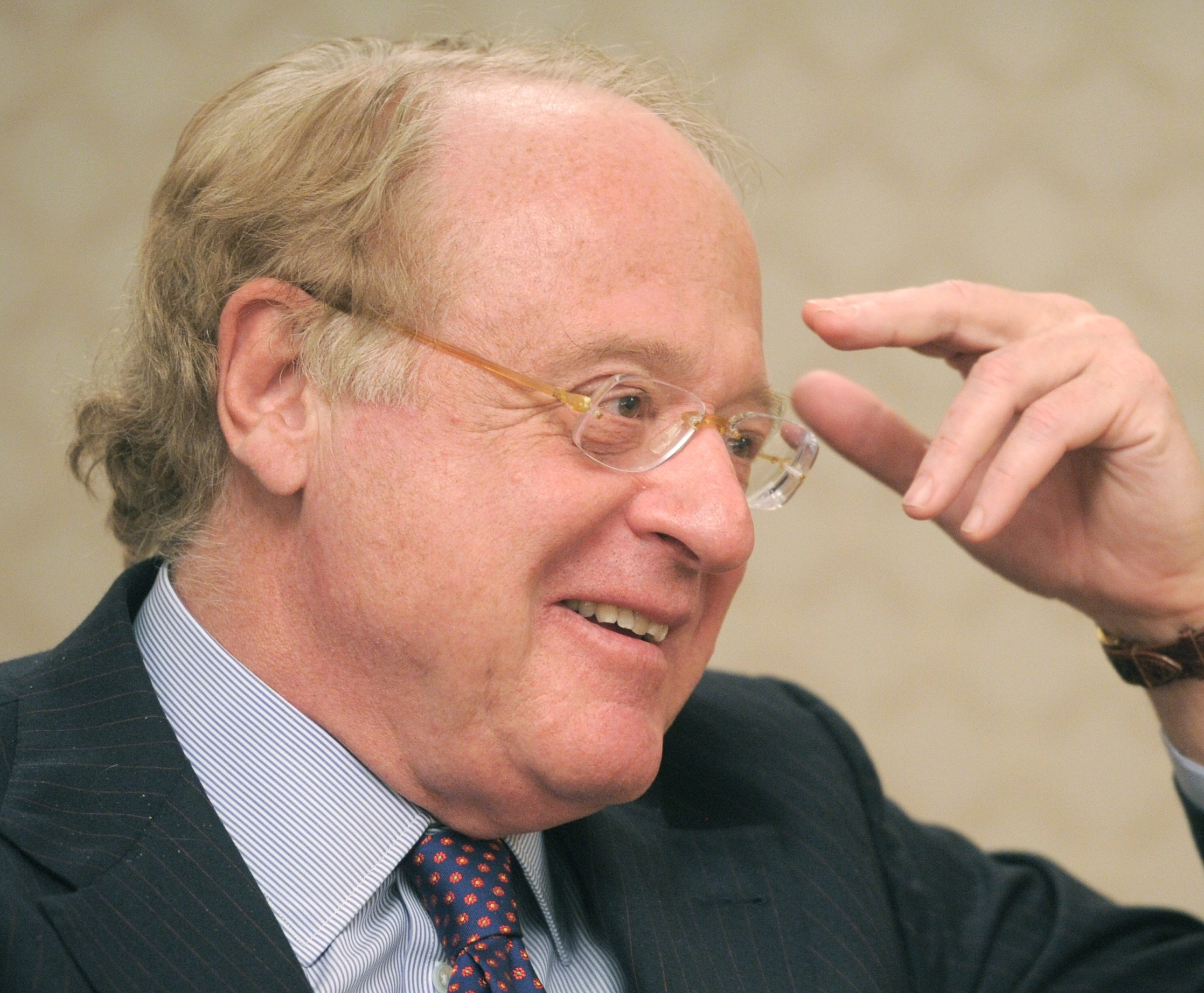
الرئيس باولو سكاروني.

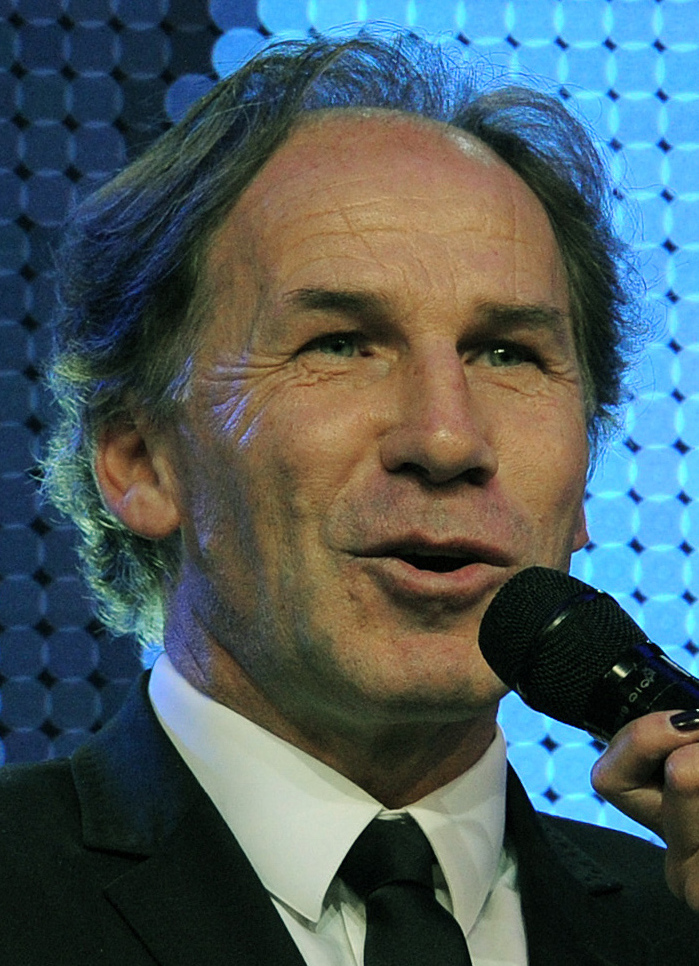
نائب الرئيس الفخري فرانكو باريزي.

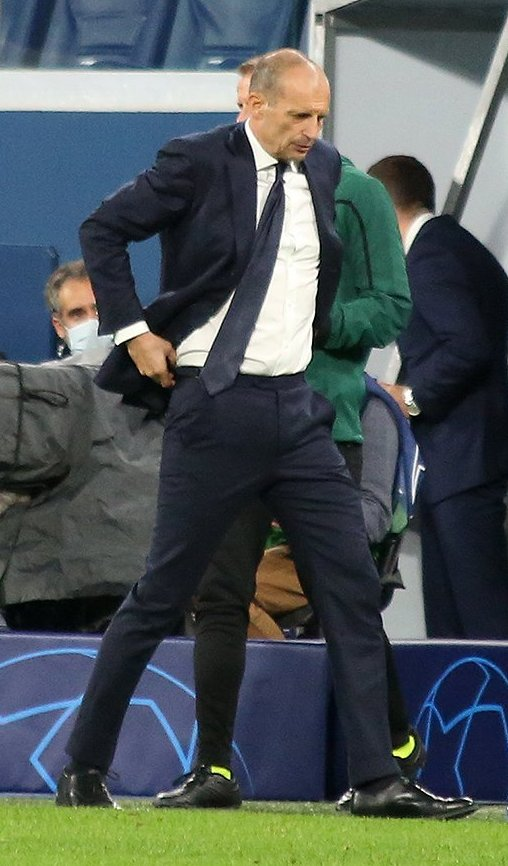
المدرب ماسيميليانو أليغري.

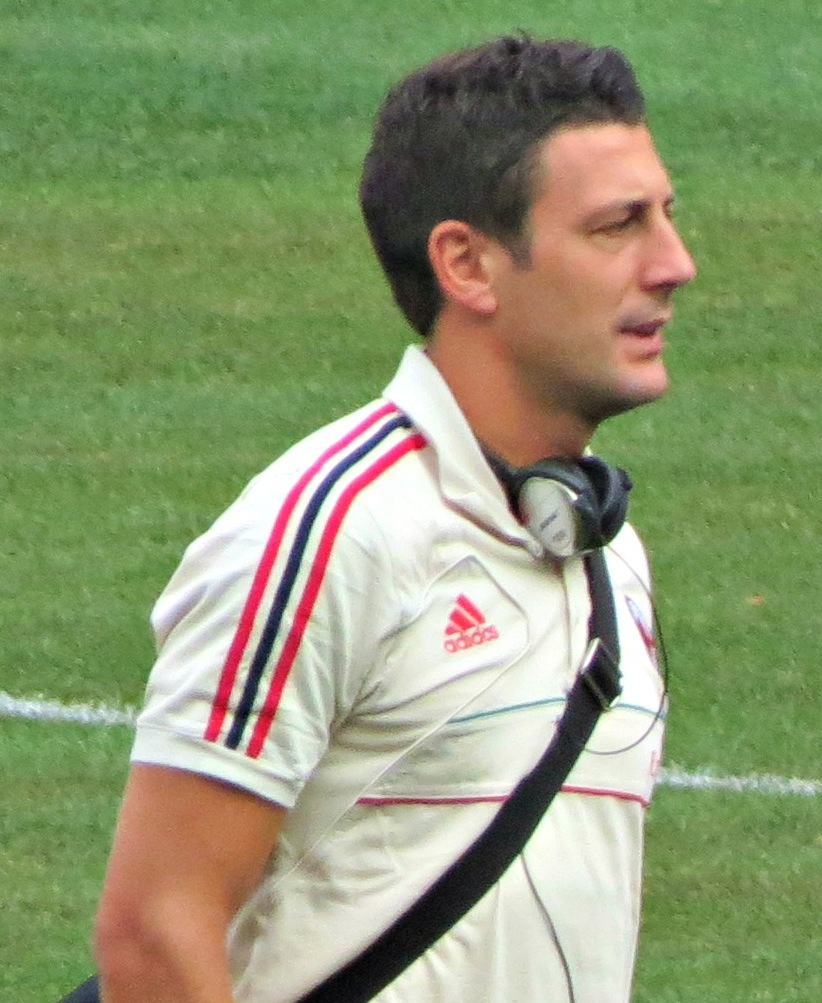
المساعد الفني دانييلي بونيرا.

- آخر تحديث في 30 مايو 2025

### الطاقم الفني
| المنصب                | الاسم                                                          |
| --------------------- | -------------------------------------------------------------- |
| المدرب                | ماسيميليانو أليغري                                             |
| مساعد المدرب          | جياكومو موريلي                                                 |
| مدربي اللياقة البدنية | لوكا مونجوزي ماتيو أوستي روبرتو بيرسوتي ماركو فاجو             |
| المساعدين الفنيين     | دانييلي بونيرا دافيد لوكاريلي جيانماركو بيولي لوتشيانو فولكانو |
| مدربي حراس المرمى     | لويجي تورسي إميليانو بيتي ديدا                                 |
| مدير الفريق           | أندريا روميو                                                   |

### الطاقم الإداري
| المنصب                          | الاسم |
| ------------------------------- | --- |
| الرئيس                          | باولو سكاروني |
| نائب الرئيس الفخري              | فرانكو باريزي |
| الرئيس التنفيذي والمدير العام   | إيفان غازيدس |
| أعضاء مجلس الإدارة              | باولو سكاروني إيفان غازيدس ماركو باتوانو ألفريدو كراكا جورجيو فورلاني ستيفانو كوتشيرو سالفاتور سيرشيوني جيانلوكا دافانز ماسيمو فيراري |
| مجلس مراجعي الحسابات القانونيين | فرانكو كارلو بابا (الرئيس) سيزار سيكوليني ألبرتو ديلو سترولوجو لوكا سالا (نائب المدقق) أليساندرو سيرياني (نائب المراجع)               |
| المدير الفني                    | باولو مالديني |
| المدير الرياضي                  | فريدريك مسارا |
| كبير المسؤولين التجاريين        | لورنزو جيورجيتي |
| كبير مسؤولي الاتصالات           | بيير دوناتو فيرسيلوني |
| رئيس العاملين                   | جيمس موراي |
| مدير العمليات                   | أليساندرو سوربون |
| ضابط إيرادات المجموعة           | كاسبر ستايلسفيج |

## أبرز اللاعبين في تاريخ النادي

### عالم الشهرة

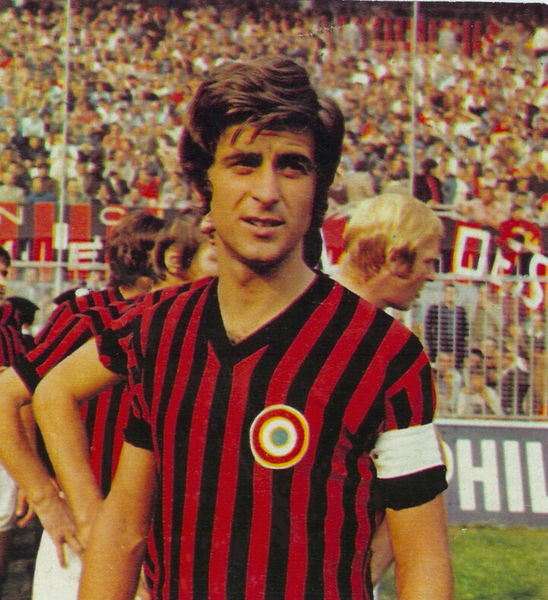
الإيطالي جاني ريفيرا.

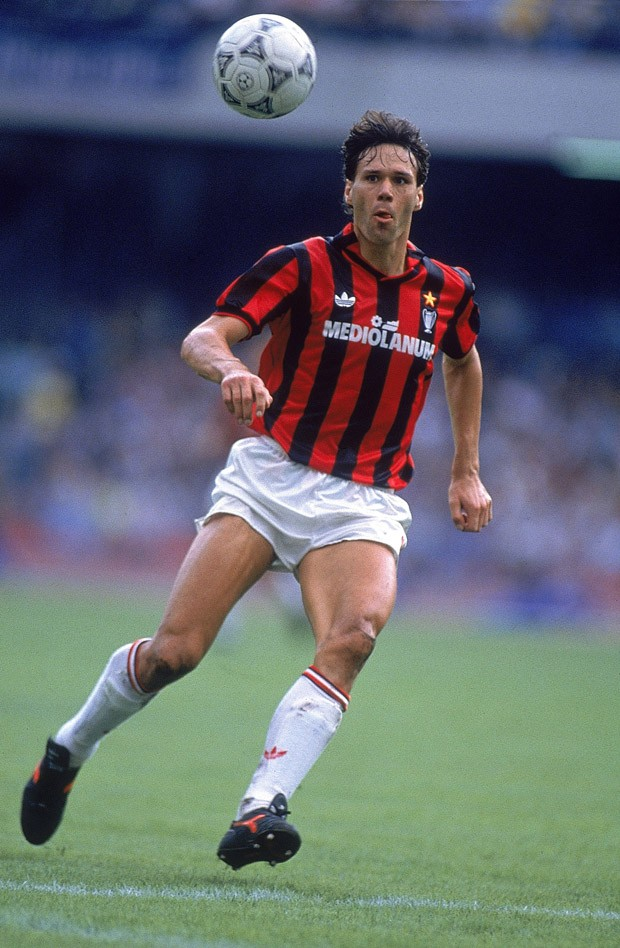
الهولندي ماركو فان باستن.

فيما يلي قائمة بأشهر اللاعبين.
| - فرانكو باريزي - جيوفاني غالي - دانييلي مسارو - فيليبو إنزاغي - أندريا بيرلو - جينارو غاتوزو - أليساندرو نيستا - ألبيرتو جيلاردينو - جيانلوكا زامبروتا - ماسيمو أودو - بييرو باسيناتي - جوزيبي مياتسا - باولو روسي - بيترو فييرجوود - بييترو أركاري - فولفيو كولوفاتي - روبيرتو روزاتو - جيوفاني لوديتي - جياني ريفيرا - بييرينو براتي - ماسيمو أمبروزيني - ألدو تشيفينيني - جوسيبي سانتاغوستينو - أوميرو توجنون - رينزو بيوريني - كارلو تشيفينيني - جيوفاني موريتي | - ألبيرتو بيغون - ألدو بوفي - لورينزو بوفون - جوسيبي أنتونيني - جيوفاني لوديتي - ريكاردو كارابيليس - لويجي بيرفيرزي - أنجلو أنكويليتي - ديميتريو ألبرتيني - روبيرتو باجيو - باولو مالديني - كارلو أنشيلوتي - سيباستيانو روسي - روبن بورياني - فابيو كابيلو - أليساندرو كوستاكورتا - فابيو كودتشيني - روبيرتو دونادوني - ألبريجو إيفاني - فيليبو غالي - ماورو تاسوتي - جيوفاني تراباتوني - ماركو سيموني - ألدو مالديرا - تشيزاري مالديني - لويجي راديشي - فريديس | - نيفيو سكالا - كريستيان فييري - خوان ألبرتو سيكافينو - أنجليو سورماني - جوزيه ألتافيني - كافو - دينو ساني - كاكا - ريفالدو - ليوناردو أرواخو - رونالدينهو - رونالدو - روكي جونيور - ديدا - أماريلدو - سيرجينهو - روبينيو - أليسيدس غيغيا - إتوري بوريتشيلي - تشيزاري لوفاتي - هيرنان كريسبو - رود خوليت - فرانك ريكارد - ماركو فان باستن - كلارنس سيدورف - مارك فان بومل - ياب ستام | - مارسيل ديساييه - باتريك فييرا - كريستوف دوغاري - جان بيير بابان - زلاتان إبراهيموفيتش - غونار غرين - غونار نوردال - نيلس ليدهولم - جيمي غريفز - راي ويلكينز - ديفيد بيكهام - أوليفر بيرهوف - كارل هينز شنيلينجير - يون دال توماسون - براين لاودروب - توماس هيلفيغ - لويس فان هيجي - ماكس توبياس - زفونيمير بوبان - داريو سيميتش - ديان سافيتشيفيتش - ماريك يانكولوفسكي - روي كوستا - كاخا كالادزه - أندريه شيفشينكو - جورج وياه |  |

### البطولات الدولية
| كأس العالم - بييترو أركاري (إيطاليا 1934) - فرانكو باريزي (أسبانيا 1982) - فولفيو كولوفاتي (أسبانيا 1982) - مارسيل ديسايي (فرنسا 1998) - روكي جونيور(كوريا واليابان 2002) - أليساندرو نيستا (ألمانيا 2006) - جنارو غاتوزو (ألمانيا 2006) - فيليبو إنزاغي (ألمانيا 2006) - ألبيرتو جيلاردينو (ألمانيا 2006) - أندريا بيرلو (ألمانيا 2006) | بطولة أمم أوروبا - بييرينو براتي (إيطاليا 1968) - أنجلو أنكويليتي (إيطاليا 1968) - جوفاني لوديتي (إيطاليا 1968) - روبيرتو روزاتو (إيطاليا 1968) - جاني ريفيرا (إيطاليا 1968) - ماركو فان باستن (ألمانيا الغربية 1988) - رود خوليت (ألمانيا الغربية 1988) | كوبا أمريكا - سيرجينهو (البارغواي 1999) - لوكاس باكيتا (البرازيل 2019) كأس القارات - ليوناردو أرواجو (السعودية 1997) - سيرجينهو (أوروغواي 1999) - ألكساندر باتو (جنوب أفريقيا 2009) - ديدا (ألمانيا 2005) - كاكا (ألمانيا 2005، جنوب أفريقيا 2009) |  |

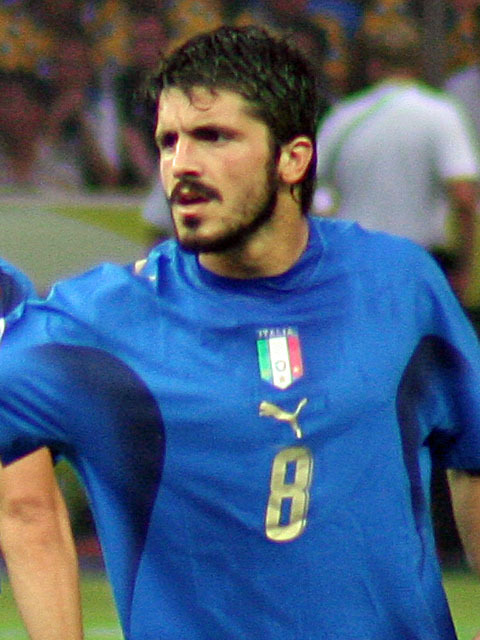
جنارو غاتوزو.

### الجوائز الفردية
| الكرة الذهبية - جياني ريفيرا (1968) - رود غوليت (1987) - ماركو فان باستن (1988-1989-1992) - جورج وياه (1995) - أندريه شيفشينكو (2004) - كاكا (2007) | جائزة مجلة وورد سوكر - رود غوليت (1987-1989) - ماركو فان باستن (1992) - باولو مالديني (1994) - كاكا (2007) | جائزة القدم الذهبية - أندريه شيفشينكو (2005) - رونالدو (2006) - رونالدينهو (2009) - زلاتان إبراهيموفيتش (2011) | جائزة الفيفا للاعب العام - ماركو فان باستن (1992) - جورج وياه (1995) - كاكا (2007) |

أفضل 125 لاعب في العالم

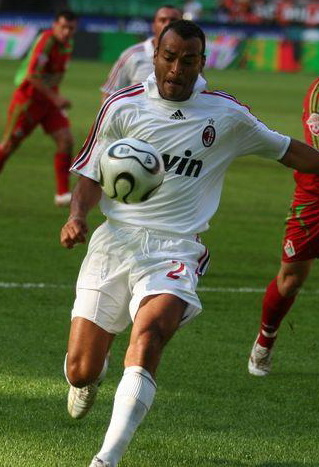
البرازيلي كافو.

هناك 26 لاعبا من قائمة أفضل 125 لاعب كرة قدم حي والذين اختارهم بيليه  وهم:
- الأرجنتين (1): هرنان كريسبو
- البرتغال (1): روي كوستا
- أوكرانيا (1): أندريه شيفشينكو
- فرنسا (4): مارسيل ديساييه، جان بيير بابان، ليليان تورام، باتريك فييرا
- البرازيل (4): كافو، ريفالدو، رونالدينهو، رونالدو
- هولندا (6): إدغار ديفيدز، رود غوليت، باتريك كلايفرت، فرانك ريكارد، كلارنس سيدورف، ماركو فان باستن
- إيطاليا (7): روبيرتو باجيو، فرانكو باريزي، باولو مالديني، أليساندرو نيستا، جياني ريفيرا، باولو روسي، كريستيان فييري

## رؤساء النادي
كان للميلان العديد من الرؤساء على مدار تاريخه، وكان بعضهم ممن يملكون النادي، في حين أن البعض الآخر كان من الرؤساء الفخريون. وهنا قائمة كاملة:
| - 1899–1909: ألفريد إدواردز - 1909: جيانينو كامبيريو - 1909–1928: بيرو بيريلي - 1928–1930: لويجي رافاسكو - 1930–1933: ماريو بنازولي - 1933–1935: لويجي رافاسكو - 1935–1936: بييترو أنوني - 1936–1937: بييترو أنوني، جيوفاني لورينزيني، رينو فالداميري - 1937–1939: إمليو كولومبو - 1939–1940: أكيلي إنفيرينيزي - 1940–1944: أومبيرتو تراباتوني | - 1944–1945: أنتونيو بوسيني - 1945–1954: أومبيرتو تراباتوني - 1954–1963: أندريا ريزولي - 1963–1965: فيليس ريفا - 1965–1966: فيدريكو سوردللو - 1966–1967: لويجي كاررارو - 1967–1971: فرانكو كاررارو - 1971–1972: فيدريكو سوردللو - 1972–1975: البينو بوتيكي - 1975–1976: برينو باردي - 1976–1977: فيتوريو دوينا | - 1977–1980: فيليس كولومبو - 1980–1982: غاتينو مورازوني - 1982–1986: جيوسيبي فارينا - 1986: روسارو لو فريدي - 1986–2004: سيلفيو برلسكوني - 2004–2006: المنصب شاغر - 2006–2008: سيلفيو برلسكوني - 2008–2012: المنصب شاغر - 2012–2017: سيلفيو برلسكوني - 2017–2018: لي يونغهونغ - 2018–الآن: باولو سكاروني |  |

## مدربو الفريق
تعاقب على تدريب نادي إيه سي ميلان 60 مدربًا منذ نشأته في عام 1899 وحتى الوقت الحالي، منهم 18 مدرباً أجنبياً. أول مدرب في تاريخ ميلان هو هيربرت كيلبن وهو أيضاَ أول مدرب أجنبي للفريق. و أول مدرب إيطالي كان دانييلي أنجيلوني وهو الذي درب الفريق لموسم واحد 1906-07. ويُعد نيريو روكو أكثر المدربين تحقيقاً للألقاب بشكل عام برصيد 10 بطولات. أيضا هو نفسه الأكثر تحقيقاً للألقاب الأوروبية بالمشاركة مع كارلو أنشيلوتي برصيد 5 ألقاب. فحقق نيريو روكو (2 الأبطال و 2 السوبر وكأس الإنتركونتيننتال) وحقق كارلو أنشيلوتي (2 الأبطال و 2 السوبر وكأس العالم). بينما يعتبر فابيو كابيلو أنجح المدربين على المستوى المحلي بعدما استطاع الفوز بسبعة ألقاب محلية (4 بطولات دوري إيطالي، و 3 بطولات كأس السوبر الإيطالي). أطول فترة تدريب متواصلة كانت من نصيب كارلو أنشيلوتي (8 سنوات و 199 يوما)، خلال الفترة من 13 نوفمبر 2001 إلى 31 مايو 2009. بينما أكثر المدربين خوضاً للمباريات هو نيريو روكو حيث قاد الميلان في 459 مباراة خلال 16 سنة وشهر واحد من يونيو 1961 يوليو 1977.
فيما يلى قائمة بأسماء مدربو ميلان في الفترة من عام 1900 حتى اليوم
| - 1900–1906: هيربرت كيلبن - 1907: دانييلي أنجيلوني - 1908–1911: جيانينو كامبيريو - 1911–1912: اللجنة الفنية - 1912–1913: بيرو بيفيريلي - 1913–1915: اللجنة الفنية - 1915–1916: جويدو مودا - 1916–1918: المنصب شاغر - 1918–1919: اللجنة الفنية - 1919–1921: جويدو مودا - 1921–1922: المنصب شاغر - 1922–1924: فيردي أوبنهيم - 1924–1926: فيتوريو بوتسو - 1926: جويدو مودا - 1926–1928: هربرت بورغيس - 1928–1931: إنغلبرت كونيغ - 1931–1933: جوزيف باناس - 1933–1934: جوزيف فيولا - 1934–1936: أدولفو بالونشييري - 1936–1937: ويليام غاربوت - 1937–1938: هيرمان فيلسنر جوزيف باناس - 1938–1940: جوزيف فيولا - 1940–1941: غويدو أرا أنتونيو بوسيني - 1941–1943: ماريو ماغنوزي - 1943–1945: جوسيبي سانتاغوستينو - 1945–1946: أدولفو بالونشييري | - 1946–1949: جوزيبي بيغونيو - 1949–1952: لاجوس كيززلر - 1952: غونار غرين - 1952–1953: ماريو سبيروني - 1953–1954: بيلا غوتمان - 1954: أنتونيو بوسيني - 1954–1956: إتوري بوريتشيلي - 1956–1958: جوزيبي فياني - 1958–1960: لويجي بونيزوني - 1960–1961: باولو توديتشيني - 1961–1963: نيريو روكو - 1963–1964: لويس كارنيلجيا - 1964–1966: نيلس ليدهولم - 1966: جيوفاني كاتوزو - 1966–1967: أرتورو سيلفيستري - 1967–1972: نيريو روكو - 1973–1974: تشيزاري مالديني - 1974: جوفاني تراباتوني - 1974–1975: غوستافو جانيوني - 1975: نيريو روكو - 1975–1976: باولو باريزون - 1976: جوفاني تراباتوني - 1976–1977: جوزيبي مارتشيورو - 1977: نيريو روكو - 1977–1979: نيلس ليدهولم - 1979–1981: ماسيمو جياكوميني - 1981: إيتالو غالبياتي | - 1981–1982: لويجي راديشي - 1982: إيتالو غالبياتي - 1982: فرانسيسكو زاغاتي - 1982–1984: إيلاريو كاستانجر - 1984: إيتالو غالبياتي - 1984–1987: نيلس ليدهولم - 1987: فابيو كابيلو - 1987–1991: أريغو ساكي - 1991–1996: فابيو كابيلو - 1996: جورجو موريني - 1996: أوسكار تاباريز - 1996–1997: أريغو ساكي - 1997–1998: فابيو كابيلو - 1998–2001: ألبيرتو زاكيروني - 2001: ماورو تاسوتي - 2001: تشيزاري مالديني - 2001: فاتح تريم - 2001–2009: كارلو أنشيلوتي - 2009–2010: ليوناردو أرواجو - 2010–2013: ماسيميليانو أليغري - 2013–2014: كلارنس سيدورف - 2014–2015: فيليبو إنزاغي - 2015–2016: سينيشا ميهايلوفيتش - 2016: كريستيان بروكي - 2016–2017: فينتشينزو مونتيلا - 2017–2019: جنارو غاتوزو - 2019: ماركو جيامباولو - 2019–2024: ستيفانو بيولي - 2024: باولو فونسيكا - 2024–2025: سيرجيو كونسيساو - 2025–: ماسيميليانو أليغري |  |

## قادة الميلان
تناوب 46 لاعبا علي حمل شارة القائد على مدار تاريخ الفريق. يعتبر ديفيد أليسون أول لاعب يحمل الشارة وأيضا أول لاعب غير إيطالي يصبح قائدا للفريق في عام 1901. واستمر الحال إلى 1908 عندما شهد أول قائد إيطالي للفريق ألا وهو راديكا لموسم واحد فقط. ومن ذلك الحين كانت الشارة من نصيب اللاعبين الإيطاليين فيما عدا بعض الاستثناءات (ديفيد أليسون، هيربرت كيلبن، غونار نوردال، نيلس ليدهولم، لويس فان هيجي، ماكس توبياس). يعتبر فرانكو باريزي صاحب أطول مدة في حمل شارة القيادة بواقع خمسة عشر سنة (1982-1997)، يليه باولو مالديني باثنتا عشرة سنة (1997-2009). فرانكو باريزي أيضا صاحب أكثر عدد من البطولات في زمن قيادته للفريق بعدد 17 بطولة. فيما يلي قائمة بقادة الميلان.
| - ديفيد أليسون (1900) - هيربرت كيلبن (1901–1907) - راديكا (1908–1909) - جويدو مودا (1909–1910) - ماكس توبياس (1910–1911) - جوسيبي ريتزي (1911–1913) - لويس فان هيجي (1913–1915) - ماركو سالا (1915–1916) - ألدو تشيفينيني (1916–1919) - أليساندرو شكاريوني (1919–1921) - تشيزاري لوفاتي (1921–1922) - فرانشيسكو سولديرا (1922–1924) - بيترو برونزيني (1924–1926) - بارزان (1926–1927) - سيجاربي (1927–1929) | - أليساندرو سكينوني (1929–1930) - ماريو ماغنوزي (1930–1933) - كارلو ريجوتي (1933–1934) - جوسيبي بونيزوني (1934–1936) - لويجي بيرفيرزي (1936–1939) - جوسيبي بونيزوني (1939–1940) - برونو أركاري (1940-1941) - جوسيبي مياتزا (1941–1942) - جوسيبي انتونيني (1942–1944) - باولو توديتشيني (1944–1945) - جوسيبي انتونيني (1945–1949) - أندريا بونومي (1949–1952) - كارلو انوفاتزي (1952–1953) - أوميرو توجنون (1953–1954) - غونار نوردال (1954–1956) | - نيلس ليدهولم (1956–1961) - فرانسيسكو زاغاتي (1961) - تشيزاري مالديني (1961–1966) - جياني ريفيرا (1966–1975) - روميو بينيتي (1975–1976) - جياني ريفيرا (1976–1979) - ألبيرتو بيغون (1979–1980) - ألدو مالديرا (1980–1981) - فولفيو كولوفاتي (1981–1982) - فرانكو باريزي (1982–1997) - باولو مالديني (1997–2009) - ماسيمو أمبروزيني (2009–2013) - ريكاردو مونتوليفو (2013–2017) - ليوناردو بونوتشي (2017–2018) - أليسيو رومانيولي (2018–2022) - دافيد كالابريا (2022–2025) - مايك ماينان (2025– الان) |  |

## الإنجازات
يُعد إيه سي ميلان أحد أنجح الأندية في إيطاليا، فهو يقبع في المركز الثاني في إيطاليا بعد أن فاز 34 بطولة محلية، والثاني عالميّا حيث حصد 18 لقباً على مستوى القارة الأوروبية وعلى مستوى العالم متساوياً مع بوكا جونيورز. يُسمح لإي سي ميلان بوضع النجمة على قمصان لاعبيه بعد أن فاز بأكثر من 10 بطولات بالدوري الإيطالي، ويُسمح له أيضا بوضع شعار شرفي يُسمّى «وسام اليويفا الشرفي» (بالإنجليزية: UEFA badge of honour) يبين عدد البطولات التي أحرزها بالبطولة الأوروبية.
| الفئة  | البطولة                        | عدد الألقاب | سنوات التتويج |
| ------ | ------------------------------ | ----------- | --- |
| محلية  | الدوري الإيطالي                | 19          | 1901، 1906، 1907، 1950–51، 1954–55، 1956–57، 1958–59، 1961–62، 1967–68، 1978–79، 1987–88، 1991–92، 1992–93، 1993–94، 1995–96، 1998–99، 2003–04، 2010–11، 2021–22 |
| محلية  | الدوري الإيطالي الدرجة الثانية | 2           | 1980–81، 1982–83 |
| محلية  | كأس إيطاليا                    | 5           | 1966–67، 1971–72، 1972–73، 1976–77، 2002–03 |
| محلية  | كأس السوبر الإيطالي            | 8           | 1988، 1992، 1993، 1994، 2004، 2011، 2016، 2024 |
| قارية  | كأس أوروبا / دوري أبطال أوروبا | 7           | 1962–63، 1968–69، 1988–89، 1989–90، 1993–94، 2002–03، 2006–07 |
| قارية  | كأس الكؤوس الأوروبية           | 2           | 1967–68، 1972–73 |
| قارية  | كأس السوبر الأوروبي            | 5           | 1989، 1990، 1994، 2003، 2007 |
| عالمية | كأس الإنتركونتيننتال           | 3م          | 1969، 1989، 1990 |
| عالمية | كأس العالم للأندية             | 1           | 2007 |

- رقم قياسي
- مرقم قياسي مشترك

## الإحصائيات والمعلومات

### الإحصائيات

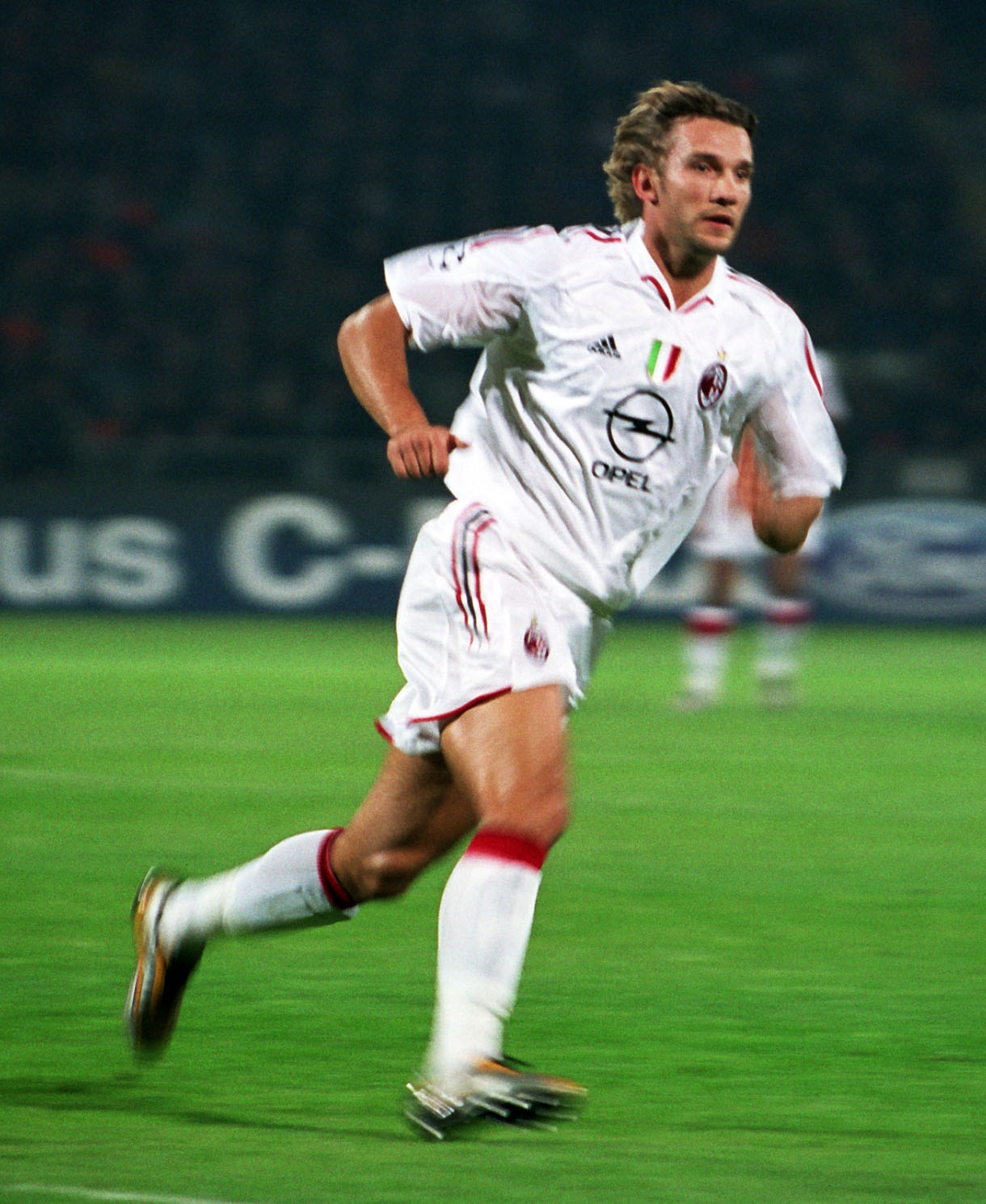
أندريه شيفشينكو ثاني أكثر اللاعبين تسجيلا مع إيه سي ميلان.

حصل إيه سي ميلان بالمشاركة مع بوكا جونيور وإنديبندينتي على المركز الثالث في عدد من الألقاب القارية والعالمية (18 بطولة) مما جعله من أنجح الأندية في العالم حيث حصد 18 لقباً على مستوى القارة الأوروبية وعلى مستوى العالم، حيث حقق الميلان لقب دوري أبطال أوروبا 7 مرات، وفاز بلقب كأس العالم للأندية، أو كما كان يُسمّى قديماً «كأس الإنتركونتيننتال» 4 مرات، وفاز بلقب كأس السوبر الأوروبي 5 مرات. يحتل المرتبة الرابع عشر على مستوى الفرق الأوروبية، وفقاً لتصنيف الاتحاد الأوروبي لكرة القدم،معتمدا على النتائج التي حققها في المسابقات الأوروبية في السنوات الخمس الأخيرة.
وبالنسبة لأكثر اللاعبين تمثيلاً للفريق، فيتقدمهم "باولو مالديني" الذي يمتلك الرقم القياسي لأكثر اللاعبين مشاركة بالمباريات، فقد لعب 902 مباراة رسمية مع الفريق بين عاميّ 1985 و2009، وأكثر من 1000 مباراة مع احتساب المباريات الودية والرسمية. يليه "فرانكو باريزي"، حيث لعب 719 مباراة مع الفريق، ويليه "أليساندرو كوستاكورتا" بستمائة وثلاثة وستين مباراة، بينما يُعد الحارس كريستيان أبياتي" أكثر الحرّاس لعباً بثلاثمائة وأربعة وسبعين مباراة لغاية الآن.

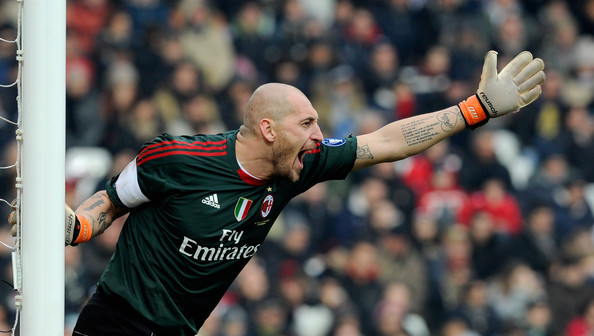
كريستيان أبياتي أكثر الحراس مشاركة مع الفريق برصيد 374 مباراة.

أكثر اللاعبين تسجيلاً مع إيه سي ميلان هو السويدي "غونار نوردال بمئتين وواحد وعشرين هدفاً في 268 مباراة، يليه أندريه شيفشينكو بمائة وخمسة وسبعين هدفا في 322 مباراة، ومن ثم "جاني ريفيرا" بمائة وأربعة وستين هدفا. وعلى الصعيد الأروربي فإن "فيليبو إنزاغي" استطاع معادلة أهداف "جيرد مولر" الأوروبية، والتي وصلت إلى 70 هدفاً.
أما بالنسبة لأرقام المدربين فأول مدرب هو «هيربرت كيلبن» من 15 أبريل 1900 إلى 6 مايو 1906. و أكثر المدربين فوزا بالألقاب بشكل عام هو «نيريو روكو» بواقع 10 بطولات. بينما أكثرهم فوزا بالألقاب المحلية هو «فابيو كابيلو» بواقع 7 بطولات.، وأكثرهم فوزا بالألقاب الأوروبية هما «نيريو روكو» و «كارلو أنشيلوتي» (5 بطولات لكل منهما).

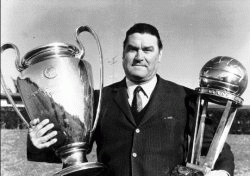
نيريو روكو أكثر المدربين فوزا بالألقاب.

يمتلك إيه سي ميلان رقماً فريداً من نوعه، حيث لم يتعرض لأية خسارة خلال 58 مباراة متتالية، بدأً من 26 مايو 1991 (إيه سي ميلان 0-0 بارما) إلى 21 مارس 1993 (إيه سي ميلان 1-0 بارما)، وهو الأول إيطاليا والثالث أوروبياً بعد كل من ستيوا بوخارست (104 مباريات) وسيلتيك (68 مباراة). كانت أطول فترة في تاريخ الدوري الإيطالي تربع فيها فريق واحد على القمة من نصيب الميلان بواقع 72 جولة، بدأً من 15 سبتمبر 1991 (إيه سي ميلان 1-1 جنوى) وصولا إلى 29 أكتوبر 1993 (إيه سي ميلان 2-3 سامبدوريا). أما أطول فترة لم تتلق شباك الميلان أي هدف خلال 929 دقيقة، فبدأت من 19 ديسمبر 1993 (إيه سي ميلان 2-1 كالياري) وانتهت في 27 فبراير 1994 (إيه سي ميلان 2-1 فوجيا)، وكان حاصد الرقم هو الحارس «سيباستيانو روسي».

### المعلومات
الأسماء التاريخية للفريق:
| - (1989 - 23 مارس 1916): نادي ميلان لكرة القدم والكركيت (بالإيطالية: Milan Foot-Ball and Cricket Club). - (23 مارس 1916 - 1936): نادي ميلان لكرة القدم (بالإيطالية: Milan Football Club). - (1936 - 15 فبراير 1939): رابطة ميلان الرياضية (بالإيطالية: Milan Associazione Sportiva). | - (15 فبراير 1939 - 14 يونيو 1945): رابطة ميلانو لكرة القدم (بالإيطالية: Associazione Calcio Milano). - (14 يونيو 1945 - 1962): رابطة ميلان لكرة القدم (بالإيطالية: Associazione Calcio Milan). - (1962 - 2003): اتحاد ميلان كرة القدم (بالإيطالية: Milan Associazione Calcio). - (2003 - إلى الآن): نادي إيه سي ميلان كرة القدم (بالإيطالية: Associazione Calcio Milan). |

### المواسم السابقة
مفتاح
| مفتاح الموسم: - W = البطل - 1st = بطل الدوري - Grp = مرحلة المجموعات - R32 = دور الـ32 - KPO = تصفيات مرحلة خروج المغلوب - R16 = دور الـ16 - QF = ربع النهائي - SF = نصف النهائي - RU أو 2nd = الوصيف |

| الموسم  | الدوري          | الدوري | الدوري | الدوري | الدوري | الدوري | الدوري | الدوري | الدوري | الكأس | أوروبا / آخرى        | أوروبا / آخرى | أفضل هداف[C]             | أفضل هداف[C] |
| الموسم  | الدرجة          | لعب    | فاز    | تعادل  | خسر    | له     | عليه   | النقاط | المركز | الكأس | أوروبا / آخرى        | أوروبا / آخرى | اللاعبين                 | عدد أهداف    |
| ------- | --------------- | ------ | ------ | ------ | ------ | ------ | ------ | ------ | ------ | ----- | -------------------- | ------------- | ------------------------ | ------------ |
| 2005–06 | الدوري الإيطالي | 38     | 28     | 4      | 6      | 85     | 31     | 58[Y]  | 3rd    | QF    | دوري الأبطال         | SF            | أندري شيفتشينكو          | 28           |
| 2006–07 | الدوري الإيطالي | 38     | 19     | 12     | 7      | 57     | 36     | 61[Y]  | 4th    | SF    | دوري الأبطال         | W             | كاكا                     | 18           |
| 2007–08 | الدوري الإيطالي | 38     | 18     | 10     | 10     | 66     | 38     | 64     | 5th    | R16   | دوري الأبطال         | R16           | كاكا                     | 19           |
| 2007–08 | الدوري الإيطالي | 38     | 18     | 10     | 10     | 66     | 38     | 64     | 5th    | R16   | كأس السوبر الأوروبي  | W             | كاكا                     | 19           |
| 2007–08 | الدوري الإيطالي | 38     | 18     | 10     | 10     | 66     | 38     | 64     | 5th    | R16   | كأس العالم للأندية   | W             | كاكا                     | 19           |
| 2008–09 | الدوري الإيطالي | 38     | 22     | 8      | 8      | 70     | 35     | 74     | 3rd    | R16   | كأس الاتحاد الأوروبي | R32           | ألكساندر باتو            | 17           |
| 2009–10 | الدوري الإيطالي | 38     | 20     | 10     | 8      | 60     | 39     | 70     | 3rd    | QF    | دوري الأبطال         | R16           | ماركو بورييلورونالدينيو  | 15           |
| 2010–11 | الدوري الإيطالي | 38     | 24     | 10     | 4      | 65     | 24     | 82     | 1st    | SF    | دوري الأبطال         | R16           | زلاتان إبراهيموفيتش      | 21           |
| 2011–12 | الدوري الإيطالي | 38     | 24     | 8      | 6      | 74     | 33     | 80     | 2nd    | SF    | دوري الأبطال         | QF            | زلاتان إبراهيموفيتش      | 35           |
| 2011–12 | الدوري الإيطالي | 38     | 24     | 8      | 6      | 74     | 33     | 80     | 2nd    | SF    | كأس السوبر الإيطالي  | W             | زلاتان إبراهيموفيتش      | 35           |
| 2012–13 | الدوري الإيطالي | 38     | 21     | 9      | 8      | 67     | 39     | 72     | 3rd    | QF    | دوري الأبطال         | R16           | ستيفان الشعراوي          | 19           |
| 2013–14 | الدوري الإيطالي | 38     | 16     | 9      | 13     | 57     | 49     | 57     | 8th    | QF    | دوري الأبطال         | R16           | ماريو بالوتيلي           | 18           |
| 2014–15 | الدوري الإيطالي | 38     | 13     | 13     | 12     | 56     | 50     | 52     | 10th   | QF    |                      |               | جيريمي مينيز             | 16           |
| 2015–16 | الدوري الإيطالي | 38     | 15     | 12     | 11     | 49     | 43     | 57     | 7th    | RU    |                      |               | كارلوس باكا              | 20           |
| 2016–17 | الدوري الإيطالي | 38     | 18     | 9      | 11     | 57     | 45     | 63     | 6th    | QF    | كأس السوبر الإيطالي  | W             | كارلوس باكا              | 14           |
| 2017–18 | الدوري الإيطالي | 38     | 18     | 10     | 10     | 56     | 42     | 64     | 6th    | RU    | الدوري الأوروبي      | R16           | باتريك كوتروني           | 14           |
| 2018–19 | الدوري الإيطالي | 38     | 19     | 11     | 8      | 55     | 36     | 68     | 5th    | SF    | الدوري الأوروبي      | Grp           | كشيشتوف بيونتيك          | 11           |
| 2018–19 | الدوري الإيطالي | 38     | 19     | 11     | 8      | 55     | 36     | 68     | 5th    | SF    | كأس السوبر الإيطالي  | RU            | كشيشتوف بيونتيك          | 11           |
| 2019–20 | الدوري الإيطالي | 38     | 19     | 9      | 10     | 63     | 46     | 66     | 6th    | SF    |                      |               | أنته ريبيتش              | 12           |
| 2020–21 | الدوري الإيطالي | 38     | 24     | 7      | 7      | 74     | 41     | 79     | 2nd    | QF    | الدوري الأوروبي      | R16           | زلاتان إبراهيموفيتش      | 17           |
| 2021–22 | الدوري الإيطالي | 38     | 26     | 8      | 4      | 69     | 31     | 86     | 1st    | SF    | دوري الأبطال         | Grp           | أوليفييه جيرورفائيل لياو | 14           |
| 2022–23 | الدوري الإيطالي | 38     | 20     | 10     | 8      | 64     | 43     | 70     | 4th    | R16   | دوري الأبطال         | SF            | أوليفييه جيرو            | 18           |
| 2022–23 | الدوري الإيطالي | 38     | 20     | 10     | 8      | 64     | 43     | 70     | 4th    | R16   | كأس السوبر الإيطالي  | RU            | أوليفييه جيرو            | 18           |
| 2023–24 | الدوري الإيطالي | 38     | 22     | 9      | 7      | 76     | 49     | 75     | 2nd    | QF    | دوري الأبطال         | Grp           | أوليفييه جيرو            | 17           |
| 2023–24 | الدوري الإيطالي | 38     | 22     | 9      | 7      | 76     | 49     | 75     | 2nd    | QF    | الدوري الأوروبي      | QF            | أوليفييه جيرو            | 17           |
| 2024–25 | الدوري الإيطالي | 38     | 18     | 9      | 11     | 61     | 43     | 63     | 8th    | RU    | دوري الأبطال         | KPO           | كريستيان بوليسيتش        | 17           |
| 2024–25 | الدوري الإيطالي | 38     | 18     | 9      | 11     | 61     | 43     | 63     | 8th    | RU    | كأس السوبر الإيطالي  | W             | كريستيان بوليسيتش        | 17           |

## المنافسات والمواجهات

### ديربي ميلانو
ديربي ديلا مادونينا (بالإيطالية: Derby della Madonnina) أو كما يعرف ديربي ميلان (بالإنجليزية: Milan Derby) هو ديربي في كرة قدم بين فريقي مدينة ميلانو الواقعة في إقليم لومبارديا بشمال إيطاليا، بين نادي إي سي ميلان ونادي إنتر ميلان. وهو واحد من أشهر الديربيات كرة القدم الإيطالية بجوار ديربي روما، ديربي تورينو وديربي جنوى. يقام الديربي مرتين سنوياً ضمن منافسات الدوري الإيطالي الممتاز و في بعض الأحيان ضمن بطولات أخرى مثل كأس إيطاليا ودوري أبطال أوروبا. وهو من الديربيات القلائل التي تلعب في ملعب واحد وهو ملعب سان سيرو. يعتبر ديربي ميلانو مباراة ديربي محلي في كرة القدم ومن أكثر ديربيات كرة القدم مشاهدة في العالم، فهي أشهر الديربيات الأوروبية بل العالمية  فهو يمثل ديربي بين فريقين حصدوا 10 بطولات دوري أبطال أوروبا، و 36 بطولة دوري محلي.

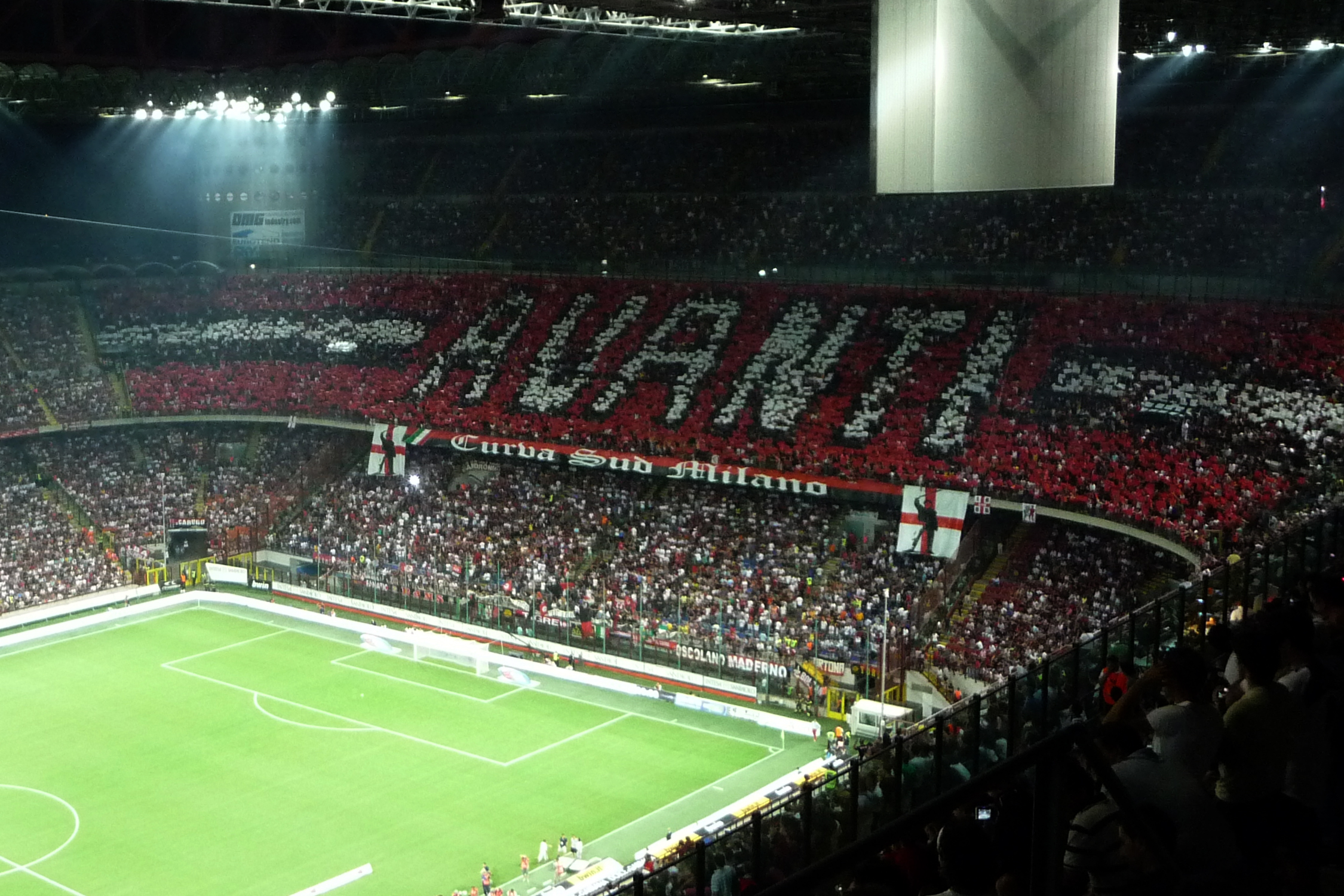
جانب من اللافتات المرفوعة في مبارايات ديربي ميلانو.

تُمثل هذه المباراة صراع بين الطبقة العاملة الكادحة، أي جمهور إيه سي ميلان في مدينة ميلانو، والطبقة الراقية، أي جمهور إنتر ميلان،  ويعود جذور هذا الصراع إلى عام 1908 عندما رفضت العديد من الأندية الإيطالية مشاركة اللاعبين الأجانب في مباريات الدوري، ووافق الاتحاد الإيطالي لكرة القدم على هذا، الأمر الذي جعل أقوى الأندية (إيه سي ميلان وتورينو وجنوة)، تُقدم على مقاطعة الدوري، إلا أن جماعة من إدارة الميلان كانت موافقة على قرار الاتحاد، فانشقت عن النادي وأسست نادي إنتر ميلان.
أقيم أول لقاء بين الفريقين بتاريخ 18 أكتوبر 1908 ضمن منافسات كأس كياسو بمدينة كياسو السويسرية، وانتهى بفوز إيه سي ميلان بنتيجة 2–1. بينما أول لقاء رسمي جمعهما كان ضمن البطولة الوطنية الإيطالية لموسم 1908-1909، وتحديداً في يوم 10 يناير 1909 على ملعب بورتا مونفونتري، وانتهى لصالح إيه سي ميلان بنتيجة 3–2، والمُثير أن تلك المباراة كانت الرسمية الأولى في تاريخ إنتر ميلان. وللديربي أسماء عديدة أهمها ديربي الغضب وديربي ميلانو وديربي ديلا المادونينا، تكريما لأحد المعالم الرئيسية لمدينة ميلانو، وهو تمثال لمريم العذراء الموضوع على قمة كاتدرائية ميلانو، والذي يسمى عادة «المادونينا».
- الجدول الآتي يوضح المباريات بين الغريمين منذ بدايتها حتى أخر ديربي جمعها في 23 أبريل 2025. والذي انتهى بـفوز إيه سي ميلان 3–0 ضمن إياب نصف النهائي كأس إيطاليا 2024–25.[295][296][297]

| المسابقات                 | إجمالي المباريات التي لعبت | فوز الإنتر | تعادل | فوز ميلان | أهداف الإنتر | أهداف ميلان |
| ------------------------- | -------------------------- | ---------- | ----- | --------- | ------------ | ----------- |
| البطولة الوطنية الإيطالية | 22                         | 8          | 3     | 11        | 40           | 36          |
| الدوري الإيطالي           | 182                        | 70         | 57    | 55        | 260          | 234         |
| المجموع (الدوري)          | 204                        | 78         | 60    | 66        | 300          | 270         |
| كأس إيطاليا العظمى        | 2                          | 1          | 0     | 1         | 3            | 3           |
| كأس إيطاليا               | 29                         | 9          | 9     | 11        | 28           | 38          |
| كأس السوبر الإيطالي       | 3                          | 1          | 0     | 2         | 6            | 5           |
| دوري أبطال أوروبا         | 6                          | 2          | 2     | 2         | 4            | 6           |
| المجموع (رسمية)           | 244                        | 91         | 71    | 82        | 341          | 322         |

### منافسة يوفنتوس
منافسة إيه سي ميلان ويوفنتوس (بالإيطالية: Rivalità calcistica Juventus-Milan) هو تنافس في لعبة كرة القدم بين ناديي إيه سي ميلان ويوفنتوس، وهما فرقين من أكبر الفرق في تاريخ كرة القدم الإيطالية، حيث يعتبر نادي إيه سي ميلان أكثر الأندية الإيطالية تتويجاً بالألقاب الأوروبية وثاني أكثر من حصل على لقب الدوري الإيطالي. بينما يوفنتوس هو أكثر الأندية الإيطالية تتويجاً بالألقاب المحلية، والفريق الوحيد الذي حقق كل البطولات الأوروبية. بعيداً عن الألقاب، يمثل هذا الصراع كذلك صراع أكثر الأندية جماهيرية في إيطاليا.
- الجدول الآتي يوضح المباريات بين الغريمين منذ بدايتها حتى أخر ديربي جمعها في 18 يناير 2025. والذي انتهى بفوز يوفنتوس بنتيجة 2–0 ضمن إياب منافسة الدوري الإيطالي موسم 2024–25.[298][299]

| البطولات                               | المواجهات | فوز يوفنتوس | تعادل | فوز ميلان | أهداف يوفنتوس | أهداف ميلان |
| -------------------------------------- | --------- | ----------- | ----- | --------- | ------------- | ----------- |
| دوري الفئة الأولى (1898–1926)1         | 18        | 7           | 3     | 8         | 23            | 33          |
| دوري الدرجة الأولى (1921–1926)2        | 6         | 3           | 3     | 0         | 15            | 6           |
| البطولة الوطنية الإيطالية (1926–1929)3 | 8         | 3           | 3     | 2         | 18            | 11          |
| الدوري الإيطالي (منذ 1929)4            | 180       | 69          | 58    | 53        | 246           | 227         |
| مجموع مباريات الدوري                   | 212       | 82          | 67    | 63        | 302           | 277         |
| كأس إيطاليا                            | 27        | 11          | 9     | 7         | 34            | 28          |
| كأس السوبر الإيطالي                    | 4         | 1           | 2     | 1         | 4             | 4           |
| دوري أبطال أوروبا                      | 1         | 0           | 1     | 0         | 0             | 0           |
| مجموع مباريات الرسمية                  | 244       | 94          | 79    | 71        | 340           | 309         |
| المباريات الودية                       | 64        | 21          | 12    | 31        | 101           | 124         |
| المجموع الكلي                          | 308       | 115         | 91    | 102       | 441           | 433         |

## في الإعلام

### مجلة فورزا ميلان
مجلة فورزا ميلان (بالإيطالية: Forza Milan) هي مجلة خاصة بنادي إيه سي ميلان يتم إصدارها شهرياً، أبصرت المجلة النور عام 1963، عندما قرر «جينو سانسوني» الصحفي الشهير ومشجع الميلان المتعصب تبني الفكرة وطرحها على النادي. طُرحت النسخة الأولى في نوفمبر من نفس العام بسعر 100 ليرة. وعلى الرغم من أن المجلة اعتبرت طريئة العود مقارنة بصحف Hurra Juventus 1917 ،Nero-Azzurro 1921، AS Roma 1931، إلا أنها سرعان ما أصبحت من أشهر وأفضل المجلات الإيطالية.

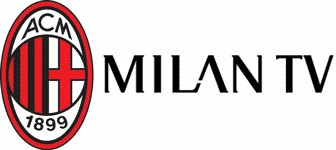
شعار قناة إيه سي ميلان.

### قناة إيه سي ميلان
قناة إيه سي ميلان (بالإنجليزية: Milan TV) هي قناة فضائية رقمية مشفرة، تأسست في 16 ديسمبر 1999،  وهي تتبع نادي إيه سي ميلان وتهتم بجميع أخبار النادي وتنتج تقارير وتنقل المباريات. القناة مملوكة من قبل رجل الأعمال «ريكاردو سيلفا»، وهي تبثّ إرسالها في 23 قناة أجنبية في 48 دولة حول العالم. ومن الجدير بالذكر أن قناة إيه سي ميلان هي أوّل قناة في العالم تبثّ عبر موقع يوتيوب الفيديو والصور والأمور السمعية والبصرية لجميع أنحاء العالم دون أي مقابل، كما وفرت لجماهير الفريق صفحة تحتوي على آخر اللقاءات والأحداث المعروضة على القناة الرسمية.

### إذاعة تلفزيون ميلان إنتر
إذاعة تلفزيون ميلان إنتر (بالإنجليزية: Milan Inter Radio TV)، المعروفة أكثر باسم إذاعة ميلان إنتر، هي إذاعة خاصة مقرها مدينة ميلانو تأسست في عام 2005، و تبث على موجات الـ إف إم بتردد مقدارة 96.1 ميغار هرتز.

## التسويق

### متحف السان سيرو

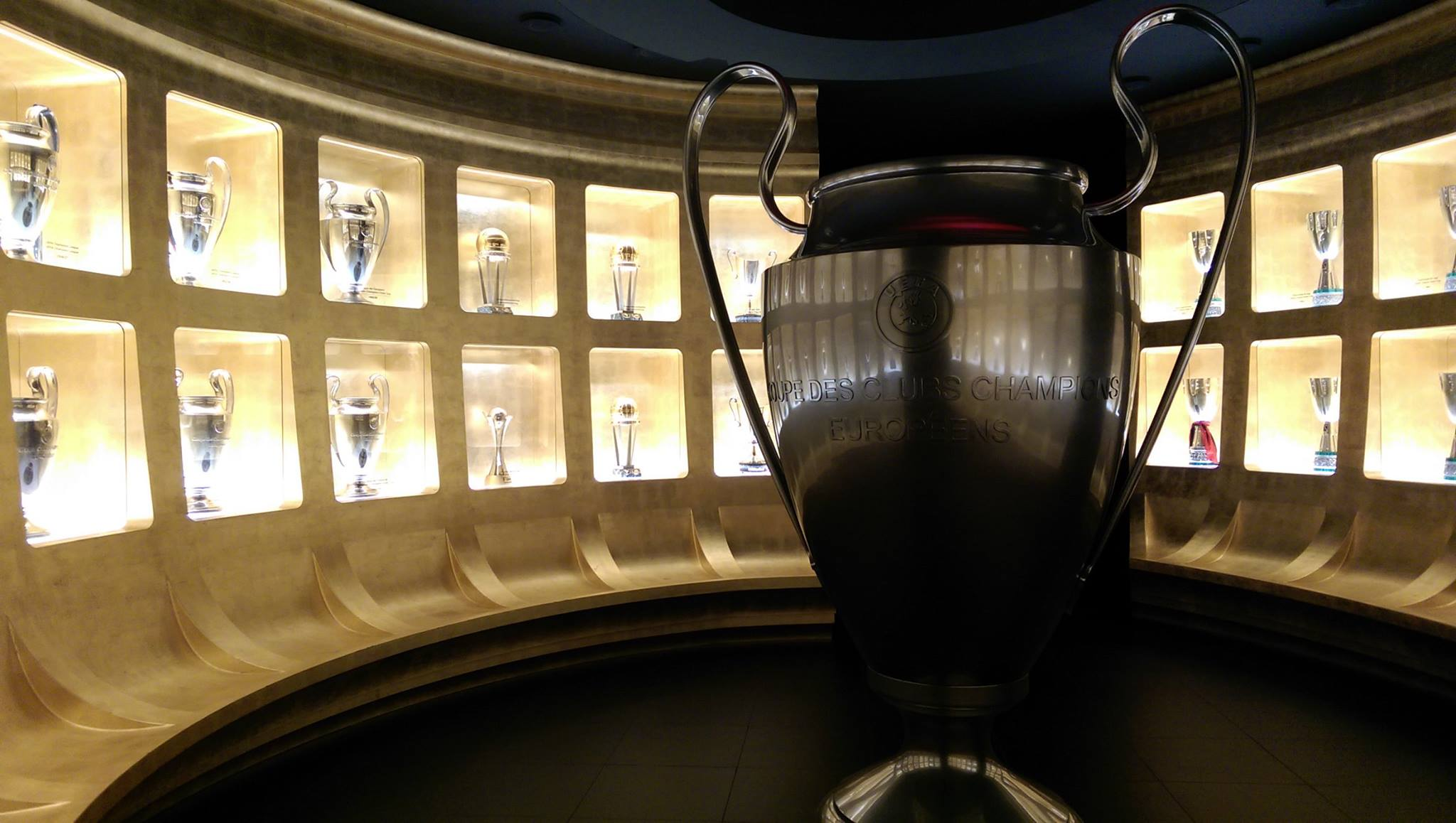
بطولات الفريق معروضة في كازا ميلان.

متحف السان سيرو (بالإنجليزية: San Siro Museum) افتتح في 5 أكتوبر 1996، ويعود الفضل في تأسيسه إلى مديره «أونوراتو أريتزي». يضم المتحف مجموعة من المقتنيات التاريخية، للاعبي فريقيّ إيه سي ميلان وإنتر ميلان، وأيضاً لأساطير الكرة أمثال «بيليه» و«مارادونا» و«زين الدين زيدان» و«كرويف»، وكذلك الكرات التي لعب بها الفريقين أهم المباريات والكرات القديمة إلى جانب أحذية اللاعبين. تعرض سينما المعرض تاريخ الميلان والإنتر وتاريخ ملعب السان سيرو، بالإضافة لأهم الأحداث والمباريات الرائعة في تاريخ الفريقين.

### متجر إيه سي ميلان
نيو ميلان بوينت (بالإنجليزية: New Milan Point) هو المتجر الرسمي لنادي إي سي لميلان، الذي يضم جميع المنتجات الرسمية للنادي بدءاً من الملابس انتقالاً إلى الأدوات الرياضية. لا يعتبر هذا المشروع بمثابة متجر فقط، بل بإمكان المشجعين التمتع بمشاهدة قناة الميلان على شاشة عرض كبيرة وأيضاً مباريات الفريق بشكل مباشر. يُذكر أن للمتجر عدة فروع منتشرة في المدن الكبرى، ومنها: مدريد، باريس، ميونخ، طوكيو، ومدن عدة أخرى خارج إيطاليا.

## الأمور المالية

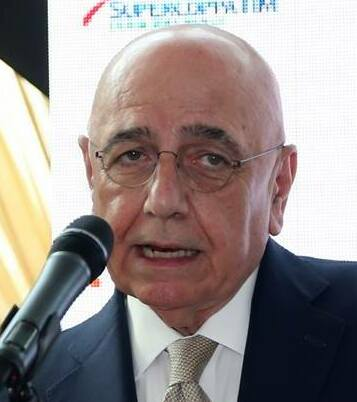
أدريانو غالياني الملقب بـ جويري وتعني الأصلع، كان يشغل منصب نائب الرئيس في عهد سيلفيو برلسكوني مالك مجموعة فينينفيست.

أصبح نادي إيه سي ميلان شركة من ضمن مجموعة من الشركات التابعة لمجموعة فينينفيست الاستثمارية منذ عام 1986 بعدما اشترى رجل الأعمال سيلفيو برلسكوني النادي في مارس 1986 بعد أحداث فضيحة التوتونيرو. وفي 2013، نشر التقرير الصادر عن شركة فينينفيست الاستثمارية مفادها أن الشركة تملك 99.93% من قيمة الفريق. وفي 13 أبريل من عام 2017، تم بيع أغلب أسم النادي (99.93%) والمملوكة من قبل شركة فينينفيست الاستثمارية بقيمة تتجاوز 960 مليون يورو إلى شركة روسونيري سبورت للاستثمار، وهي شركة استثمارية يديرها الملياردير الصيني لي يونغ هونغ، و تساهم فيها العديد من الشركات الاستثمارية مثل شركة «هايشيا كابيتال» (بالإنجليزية: Haixia Capital Management Co. Ltd) المدعومة من الحكومة الصينية. وشركة «إيليوت ماندجمنت» الاستثمارية الأميركية (بالإنجليزية: Elliott Advisors Uk Ltd). وقد نص الاتفاق المبرم على تحديد قيمة النادي بمبلغ 740 مليون يورو (825 مليون دولار أمريكي) إلى جانب مديونية قدرت بمبلغ 220 مليون يورو. كذلك نص الاتفاق على إلزام شركة روسونيري للاستثمار بضخ 350 مليون يورو في النادي على مدار الأعوام الثلاثة المقبلة من أجل التعاقدات اللاعبين. حينئذ كان مجلس الإدارة يتكون من؛ لي يونغ هونغ رئيساً، وماركو فاسوني كمدير تنفيذي. والأعضاء الآخرون في مجلس الإدارة هم روبرتو كابيلي، وديفيد هان لي، ولو بو، وماركو باتوانو، باولو سكاروني بالإضافة إلى وشو رينشو.
لكن في يوليو من عام 2018، فشل الصيني لي ليونغ هونغ عن سداد ديونه البالغة 415 مليون يورو إلى إليوت في الموعد المحدد، مما أجبر شركة «إيليوت ماندجمنت» الاستثمارية الأميركية على القيام بعملية استحواذ فعلية على النادي، مما جعلها المالك الرسمي للنادي بملكية ما يقارب 99.93٪ من حصص النادي، ولتنتقل ملكية النادي كاملةً إلى شركة «إيليوت ماندجمنت» الاستثمارية الأميركية، والتي تدير النادي حالياً عن طريق شركة «إيليوت أدفايزرز (المملكة المتحدة)» (بالإنجليزية: Elliott Advisors (UK) Ltd.)، وهي شركة استشارات تابعة لشركة إليوت شركة إليوت للإدارة. تم إقالة ماركو فاسوني بالإضافة إلى الأعضاء المعينين من قبل شركة روسونيري للاستثمار، وتم تعيين باولو سكاروني ورئيساً جديداً للنادي.

مجموعة فينينفيست المالكة الرسمية للنادي في الفترة 1986-2017.

وفقًا للتقرير السنوي لقائمة أغنى أندية كرة القدم في العالم والذي تصدره مجموعة ديلويت لخدمات الأعمال، وفي موسم 2005−06 بالتحديد، كان ميلان خامس أعلى نادٍ لكرة القدم ربحًا في العالم بإيرادات تقدر بحوالي 233.7 مليون يورو. ومع ذلك، فقد تراجعت تلك الإيرادات ليصبح الفريق يحتل المركز الثامن في موسم 2011−12، والعاشر في 2012−13، ثم المرتبة الثانية عشر في موسم 2013−14. كما تم تصنيف النادي على أنه ثامن أغنى نادي كرة قدم في العالم من قبل مجلة فوربس اعتبارًا من 2014، مما يجعله أغنى نادي كرة القدم في إيطاليا، متجاوزًا بذلك يوفنتوس الذي حل تاسعاً بفارق ضئيل.
طيران الإمارات هو الراعي الرئيسي الحالي لقميص ميلان ابتداءً من موسم 2010−11 وحتى موسم الحالي. يأتي ذلك بعد علاقة استمرت أربع سنوات مع شركة المراهنات النمساوية على الإنترنت (bwin.com). سابقاً، قامت شركة السيارات الألمانية أوبل برعاية ميلان لمدة 12 موسماً. في معظم تلك السنوات، تم عرض «أوبل» على القميص من الأمام، ولكن في موسمي 2003−04 و2005−06، تم عرض كل من «ميريفا» و «زافيرا» (سيارتان من مجموعة الشركة) على القميص بدلاً من اسم الشركة.
تعتبر شركة بوما المورد الحالي للقميص الرسمي للفريق منذ عام 2018. سابقاً كانت شركة الملابس الرياضية الألمانية أديداس هي المورد الرسمي للقمصان بعقد طويل الأمد مدته 25 عاماً، بدءاً من عام 1998، وكان من المقرر أن تستمر تلك الشراكة حتى عام 2023. وقد جعلت تلك الصفقة شركة أديداس الشركة المصنعة الرسمية لجميع الأطقم ومعدات التدريب والأزياء المقلدة. ولكن في عام 2018 اتفق الطرفان على إنهاء العقد مبكراً، وقم تم الإعلان عند انهاء العقد في أكتوبر 2017؛ ليصبح الفريق بلا راعي رسمي اعتبارًا من 30 يونيو 2018، قبل أن تقوم شركة بوما برعاية الفريق. تاريخياً، قبل شركة أديداس كانت القمصان تقدم من شركة الملابس الرياضية الإيطالية لوتو.
حققت مجموعة إيه سي ميلان الرياضية خسارة صافية إجمالية في السنوات الأخيرة، وتعتبر تلك الخسارة واحدة من أكبر الخسائر بين الأندية الإيطالية، ولا سيما في هذه المواسم؛ عام 2005 صافي خسارة 4.5 مليون يورو؛ عام 2006 صافي الدخل 11.9 مليون يورو (ساهمت بشكل رئيسي في مبيعات أندري شيفتشينكو)؛ عام 2007 خسارة صافية قدرها 32 مليون يورو؛ عام 2008 خسارة صافية قدرها 77 مليون يورو؛ عام 2009 خسارة صافية قدرها 19 مليون يورو (ساهمت مبيعات كاكا بشكل رئيسي في انخفاض صافي الخسارة)؛ عام 2010 خسارة صافية قدرها 65 مليون يورو؛ عام 2011 خسارة صافية قدرها 67.334 مليون يورو؛ عام 2012 خسارة صافية قدرها 6.857 مليون يورو (ساهمت بها مبيعات تياغو سيلفا وزلاتان إبراهيموفيتش). وفي عام 2013 بلغ صافي الخسارة ما يقارب 15.7 مليون يورو (مع بعض المساهمة من مبيعات كيفن برينس بواتينغ وألكساندر باتو وغيرهما من اللاعبين، بالإضافة إلى انخفاض في معدل الأجور).)
بعد احتساب المعدلات المالية الإجمالية (بمعدل 2.5 سنة) في فترة التقارير المنتهية في 31 ديسمبر 2015 و31 ديسمبر 2016 و31 ديسمبر 2017، وبسبب مخالفة ميلان اللعب المالي النظيف الخاصة بالاتحاد الأوروبي لكرة القدم تم منع ميلان من المشاركة في البوطلات الأوروبية لغاية تعديل الإنفاق السنوي. حيث علل الاتحاد الأوروبي لكرة القدم سبب القرار بالتالي: «جرى استبعاد ميلان من المشاركة في بطولات الاندية الأوروبية لموسم 2019−20 نتيجة لخرقه للالتزامات التي تنص عليها قواعد اللعب المالي النظيف الخاصة بالوصول لنقطة التعادل بين الإيرادات والمصروفات وذلك خلال أعوام 2015 و2016 و2017 وفترات المراقبة التي خضع لها أعوام 2016 و2017 و2018». ومع ذلك، تم رفع الحظر عن طريق استئناف قُدِّم إلى محكمة التحكيم الرياضية، وسُمح لميلان بتحقيق حالة التعادل المالية في موعد أقصاه 30 يونيو 2021.
| العام              | الإيرادات  | الربح       | إجمالي الأصول | القيمة المالية | إعادة الرسملة                   |
| ------------------ | ---------- | ----------- | ------------- | -------------- | ------------------------------- |
| 2006               | 00 305.111 | 0000 11.904 | 00 287.065    | ▼ −40.768      | ▼ 001.464                       |
| 2007               | ▼ 275.442  | ▼ −031.716  | ▲ 303.678     | ▼ −47.483      | ▲ 025.000                       |
| 2008               | ▼ 237.900  | ▼ −066.838  | ▲ 325.625     | ▼ −64.482      | ▲ 050.000                       |
| 2009 (مكرر)        | ▲ 307.349  | ▲ −009.836  | ▲ 394.150     | ▼ −71.978      | ▼ 002.340                       |
| 2010               | ▼ 253.196  | ▼ −069.751  | ▼ 380.868     | ▼ −96.693      | ▲ 045.068                       |
| 2011               | ▲ 266.811  | ▲ −067.334  | ▼ 363.756     | ▲ −77.091      | ▲ 087.060                       |
| 2012               | ▲ 329.307  | ▲ −006.857  | ▼ 334.284     | ▲ −54.948      | ▼ 029.000                       |
| 2013               | ▼ 278.713  | ▼ −015.723  | ▲ 354.595     | ▼ −66.921      | ▼ 003.750                       |
| 2014               | ▼ 233.574  | ▼ −091.285  | ▼ 291.301     | ▼ −94.206      | ▲ 064.000                       |
| 2015 (مكرر)        | ▼ 213.426  | ▲ −089.079  | ▲ 362.156     | ▲ −50.557      | ▲ 150.000                       |
| 2016               | ▲ 236.128  | ▲ −074.871  | ▼ 315.200     | −50.427        | ▼ 075.000                       |
| 2017 (النصف الأول) | ▼ 102.866  | ▲ −032.624  | ▲ 447.557     | ▲ 029.969      | ▲ 059.520 + 53.500              |
| 2017–18            | ▲ 255.733  | ▼ −126.019  | ▼ 435.166     | ▼ −36.043      | ▼ 038.88 + 21.1032 (59.983):115 |
| 2018–19            | ▼ 242.637  | ▼ −145.985  | ▲ 455.954     | ▲ 82.286       |                                 |

## جماهير إيه سي ميلان

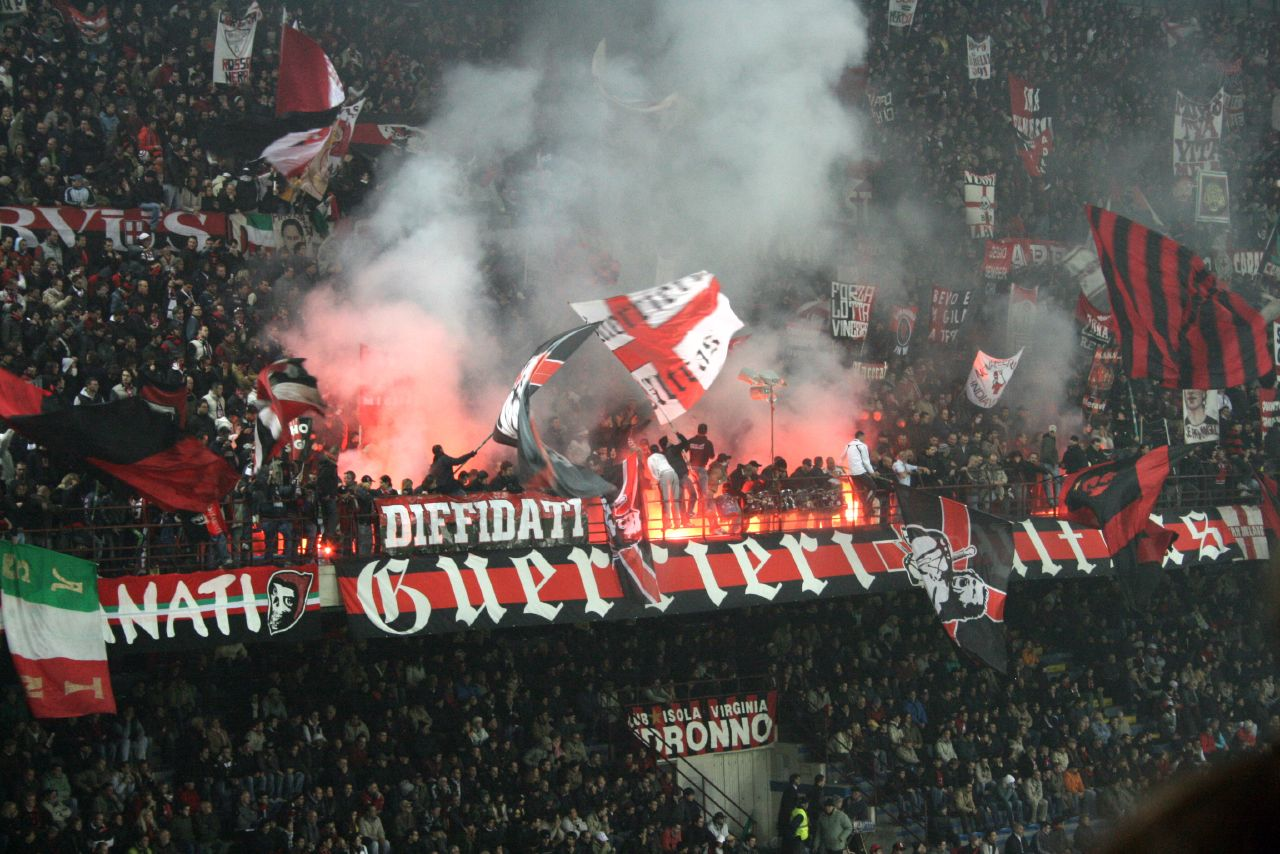
جماهير الأولتراس.

الأولتراس (بالإنجليزية: Milan Ultras) ، وهي جماهير ميلان المتعصبة للفريق، دائماً ما تكون في المدرجات الجنوبية من ملعب السان سيرو تؤازر وتشجع فريقها، فهؤلاء مجموعة من الجماهير التي تعلم الكثير عن النادي وهم أشد الناس حباً للميلان وتعصباً له، ومن الجدير بالذكر أن أكثر اللاعبين المقربين لجماهير الأولتراس هما «جورج وياه»، خاصة بعد هدفه الشهير في مرمى فيرونا، و«رود غوليت»، بينما من المدربين فهناك «نيلس ليدهولم»، «نيريو روكو»، و«أريغو ساكي». اتحدت جميع الروابط مع بعضها البعض وقررت التشجيع سوية في عام 1985.
يُعتبر إيه سي ميلان أكثر الفرق الإيطالية جماهيرية وفقا لبحوث أجرتها صحيفة «لا ريبوبليكا» في أغسطس 2007. اعتبرت الطبقة العاملة والنقابيين على أنهما الداعمين الرئيسين للميلان تاريخيا، بينما في الجانب الأخر فإن الطبقة المتوسطة التي تنعم برفاهية أكثر هي التي كانت تدعم الغريم إنتر ميلان.

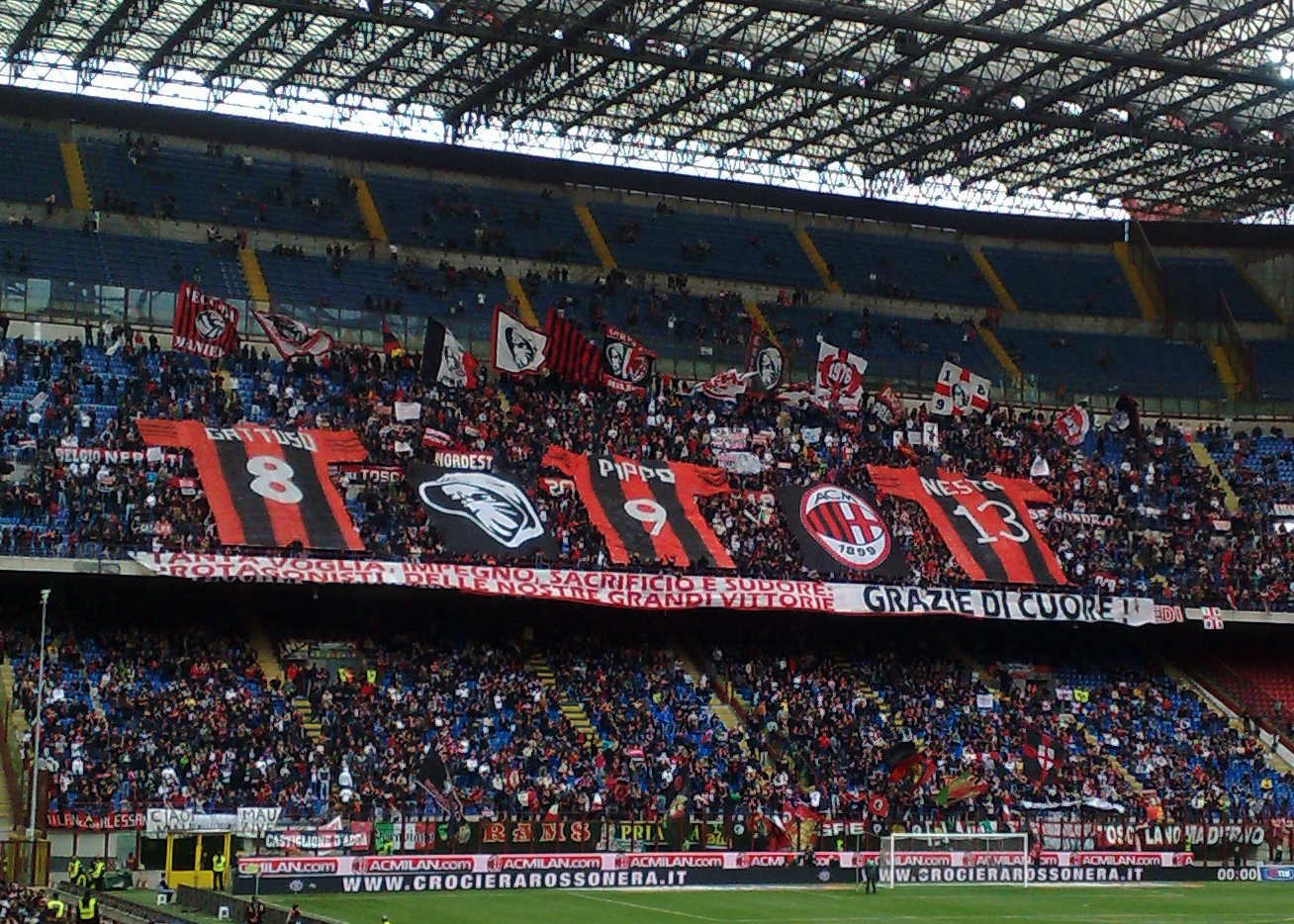
جماهير إيه سي ميلان ترفع اللافتات التشجيعية للفريق.

إن أكبر المشجعين الأصدقاء لأولتراس الميلان هم مشجعي بريشيا، فكل من الطرفين لديه تسهيلات للانضمام لروابط تشجيع كلا الفريقين، كما يملك مشجعو الميلان علاقات جيدة مع مشجعي نادي ريجينا، نادي ساليرنيتانا، ونادي فينيسيا. أما على الصعيد الدولي، فإن جماهير نادي إشبيلية الإسباني هي الأقرب لجماهير الميلان، خصوصا بعد حادثة وفاة لاعب نادي إشبيلية أنتونيو بويرتا  في مباراة كأس السوبر الأوروبي 2007.
يُعتبر كل من مشجعي يوفنتوس، روما، كييفو فيرونا، الإنتر، أتالانتا، وجنوة أعداء أولتراس الميلان. كما يُعتبر كل من مشجعي نادي كالياري، لاتسيو، سامبدوريا، فيورنتينا، ونابولي أيضاً أعداء لجماهير الميلان لكن بشكل أقل من سابقيهم. تُعد الاشتباكات والمعارك بين مشجعي الميلان وأعدائهم قليلة جداً وذلك لأنه يُعرف عن أولتراس الميلان أخلاقهم العالية وهدوئهم وتركيزهم على تشجيع الميلان، إلا أن أبرز حادثة تسبب بها أحد هؤلاء وقعت في مدينة جنوة بعد مقتل أحد أنصار نادي المدينة عام 1995.
يصل تعداد الأولتراس الميلانيون في المدرجات الجنوبية، إلى حوالي 8 آلاف عادةً، وأحياناً يصل إلى 11 ألف مشجع، وقد وصل عددهم لأكثر من ذلك في نهائي كأس الأندية الأوروبية البطلة في برشلونة عام 1989 بدوري أبطال أوروبا ضد نادي ستيوا بوخارست، حيث وصل التعداد الجماهيري إلى 80 ألف، كان 55 ألفاً منهم ميلانيين ومن هؤلاء 28 ألف أولتراس. أيضاً من ضمن المباريات التي أبدع فيها الأولتراس كانت مباراة نهائي دوري أبطال أوروبا لعام 2003 ضد يوفنتوس في مدينة مانشستر.
| الرابطة              | التأسيس | الأعضاء | الموقع الإلكتروني | ملاحظات                                     |
| -------------------- | ------- | ------- | ----------------- | ------------------------------------------- |
| فوسا دي ليوني        | 1968    | 3000    | الموقع الرسمي     | أكبر الروابط الميلانية. تم إحلالها عام 2005 |
| بريغاتي روسونيري     | 1975    | 2000    | الموقع الرسمي     | شديدة التعصب                                |
| ألترينافيتا روسونيري | 1994    | 850     | الموقع الرسمي     | أكثر الروابط وفاء                           |
| كواندوس تيغري        | 1967    | 600     | الموقع الرسمي     | شديدة التعصب                                |

## الأعمال الخيرية والاجتماعية

مؤسسة الميلان الخيرية.

مؤسسة ميلان الخيرية التنفيدية (بالإيطالية: Fondazione Milan) أنشئت بتاريخ 20 فبراير 2003،  بدعم من نادي إيه سي ميلان. إن الهدف الأسمى للمؤسسة هو ضمان حقوق الناس في الرعاية الاجتماعية والتعليم ونشر ثقافة الرياضة والنشاط البدني كإجراء يهدف إلى حماية الصحة العقلية والبدنية والوصول إلى نوعية حياة أفضل. دعمت المؤسسة خلال السنوات الست من أنشطتها 39 مشروعا تُقدر بأكثر من 3 ملايين يورو. يتكون مجلس إدارة المؤسسة من الرجل الأول في الميلان «أدريانو غالياني» رئيسا، وبجانبه كل من «بيير سيلفيو برلسكوني» نائبا للرئيس، المدرب «ليوناردو أرواخو»، و«باولو مالديني»، و11 عضو آخر كأعضاء مجلس إدارة مما يعكس الشعور العميق بالمسؤولية الاجتماعية والإنسانية لدى إداريي ولاعبي الميلان إلى جانب مسؤوليتهم الأخرى وهي إسعاد الميلانيستا في كل مكان.
ميلان جونيرز (بالإنجليزية: Milan Junior)، هو إحدى برامج المؤسسة ويتضمن سلسلة من الأحداث الرياضية ومختلف الخدمات والمنتجات ذات الصلة بكرة القدم. تأسس هذا المشروع في عام 1999، والغرض منه تشجيع النشاط البدني للأطفال والمراهقين. يتضمن المشروع:
- مخيم ميلان جونيور (بالإنجليزية: Milan Junior Camp)، وهو عبارة عن مخيمات نُظمت في أكثر من 100 مدينة في إيطاليا وخارجها للبنين والبنات من سن 8 إلى 15 سنة، وهي مزيج من مدارس كرة القدم، ومعاهد دورات اللغة الإنجليزية.
- مخيم الأحد (بالإنجليزية: Sunday Camp)، وهو عبارة عن مخيمات لكرة القدم للأطفال الذين تتراوح أعمارهم من 6 إلى 11 سنة، وهي تُقام في مركز الرياضة «لومبارديا أونو» في ميلانو وعلى استاد سان سيرو.
- حديقة ميلان (بالإنجليزية: Milan Park)، وهي حديقة ملعب للأطفال والآباء والأمهات.
- جيل الميلان (بالإنجليزية: MGeneration)، هو برنامج لأنصار النادي من الأطفال والمراهقين دون سن 18 سنة من العمر.
- مدارس الكالتشيو (بالإيطالية: Scuole Calcio)، وهي تؤمن تعليم كرة القدم المدرسية للأطفال الذين تتراوح أعمارهم من 6 إلى 8 سنوات، وتجري وفقا للمبادئ التوجيهية للاتحاد الإيطالي لكرة القدم.

## الفرق الأخرى

### ميلان المستقبل
ميلان المستقبل (بالإيطالية: Milan Futuro)، المعروف أيضًا باسم ميلان تحت 23 سنة (بالإنجليزية: Milan U23)، هو الفريق الاحتياطي لنادي إيه سي ميلان الإيطالي، تأسس في 27 يونيو 2024 بعد قبول الفريق في الدوري الإيطالي الدرجة الثالثة لشغل منصب شاغر بعد استبعاد نادي أنكونا. يقوده المدرب الإيطالي دانييلي بونيرا، ويلعب مبارياته على ملعب فيليس شينيتي في بلدة سولبياتي أرنو بمقاطعة فاريزي، الذي يتسع لحوالي 4500 متفرج. يتألف الفريق من لاعبين عائدين من الإعارة ولاعبين تمت ترقيتهم من فريق الأكاديمية، مع إمكانية انضمامهم إلى القائمة الرئيسية أو اللعب في فرق الشباب والأكاديمية.

### فريق البريمافيرا وقطاع الشباب
رابطة ميلان المحدودة لكرة القدم للشباب (بالإيطالية: Associazione Calcio Milan Primavera)، المعروفة أكثر باسم إيه سي ميلان بريميفيرا، أو مجرد بريميفيرا، هو فريق إيه سي ميلان لكرة قدم للشباب، تأسس بتاريخ 1962. يلعب الفريق في دوري الشباب وفي كأس إيطاليا للشباب وبطولة الكرنفال العالمية. فاز فريق الشباب بلقب الدوري مرة واحدة في موسم 1964-1965، وفاز بلقب الكأس مرتين في 1984–85, 2009–10. حالياً يقود فدريكو جونتي قطاع الشباب. يلعب فريق البريميفيرا جميع مبارياته الرسمية على أرضية مركز فيسمارا الرياضي.

### فريق النساء
رابطة ميلان المحدودة لكرة القدم (للسيدات) (بالإيطالية: Associazione Calcio Milan (femminile))، ويُعرف اختصاراً باسم إيه سي ميلان للسيدات هو فريق كرة قدم نسائي إيطالي، يتبع نادي إيه سي ميلان المعروف. تأسس الفريق في 11 يونيو 2018، بعدما اشترى تصريح نادي بريشيا النسائي الذي يشارك في الدوري الإيطالي للسيدات. وسيشارك الفريق في الدوري الإيطالي للسيدات. للمرة الأولى في موسم 2018–19. المدرب الحالي للفريق هو الإيطالي ماوريتسيو جانز.

## مقالات ذات صلة
| - كأس لويجي برلوسكوني - أفضل الأندية في القرن العشرين لكرة القدم | - جي-14 - رابطة الأندية الأوروبية |

## الملاحظات والمراجع
الملاحظات
1. ↑  لم يكن البيان المالي الكامل لعام 2014 متاحًا؛ في التقرير السنوي لعام 2016، تم تحديد حقوق الملكية في نهاية السنة المالية 2014 على أنها سالبة 111.616 مليون.

المراجع
1. 1 2  "Organisational chart". acmilan.com. Associazione Calcio Milan. مؤرشف من الأصل في 2010-10-07. اطلع عليه بتاريخ 2010-10-04.
2. ↑  "A.C. Milan - History". A.C. Milan. مؤرشف من الأصل في 2010-01-15. اطلع عليه بتاريخ 2010-01-11.
3. ↑  AFC Ajax: UEFA CHAMPIONS LEAGUE | SEASON 2011/12 | GROUP D نسخة محفوظة 17 مايو 2017 على موقع واي باك مشين.
4. ↑  "The history of the San Siro stadium". A.C.Milan. مؤرشف من الأصل في 2010-01-15. اطلع عليه بتاريخ 2010-01-11.
5. ↑  "RedBird Capital Partners completes acquisition of AC Milan". acmilan.com. Associazione Calcio Milan. 31 أغسطس 2022. مؤرشف من الأصل في 2022-11-29. اطلع عليه بتاريخ 2022-09-01.
6. ↑  "Relazione e bilancio al 30 giugno 2019" [Financial statement as of 30 June 2019] (PDF) (بالإيطالية). Associazione Calcio Milan. 18 Oct 2019. p. 14. Archived (PDF) from the original on 2020-10-22. Retrieved 2020-10-10.
7. ↑  "Chi Siamo" [About]. APA Milan (بالإيطالية). 15 May 2017. Archived from the original on 2020-10-17. Retrieved 2020-10-10.
8. ↑  "بواسطة إبراهيموفيتش.. خطوة من ميلان للإعلان عن مدربه الجديد". مؤرشف من الأصل في 2024-08-31. اطلع عليه بتاريخ 2024-08-30.
9. 1 2  "Record, statistiche, curiosità" (بالإيطالية). MagliaRossonera.it. Archived from the original on 2008-11-09. Retrieved 2010-06-19.
10. ↑  / معلومات عن النادي  نسخة محفوظة 17 يناير 2010 على موقع واي باك مشين.
11. 1 2  ملعب سان سيرو نسخة محفوظة 24 نوفمبر 2010 على موقع واي باك مشين.
12. ↑  "Struttura - San Siro Stadium". 5 أبريل 2012. مؤرشف من الأصل في 2019-04-30. اطلع عليه بتاريخ 2022-07-04.
13. 1 2  موقع ملعب سان سيرو نسخة محفوظة 29 سبتمبر 2017 على موقع واي باك مشين.
14. ↑  Milan – UEFA.com نسخة محفوظة 14 أكتوبر 2017 على موقع واي باك مشين.
15. 1 2  InterMilan Profile نسخة محفوظة 27 سبتمبر 2017 على موقع واي باك مشين.
16. 1 2  معلومات عن النادي  نسخة محفوظة 02 مارس 2018 على موقع واي باك مشين. [وصلة مكسورة]
17. 1 2  اللقب العالمي الرابع نسخة محفوظة 30 أبريل 2011 على موقع واي باك مشين.
18. ↑  كأس الكؤوس الاوربية نسخة محفوظة 03 مايو 2010 على موقع واي باك مشين.
19. ↑  International Cups Trivia rsssf. اطلع عليه بتاريخ 16 نوفمبر 2020 نسخة محفوظة 2 أكتوبر 2020 على موقع واي باك مشين.
20. ↑  UEFA Coefficients | UEFA.com نسخة محفوظة 11 نوفمبر 2020 على موقع واي باك مشين.
21. ↑  بطولات الدوري نسخة محفوظة 18 ديسمبر 2008 على موقع واي باك مشين.
22. ↑  كأس إيطاليا نسخة محفوظة 07 أغسطس 2017 على موقع واي باك مشين.
23. ↑  السوبر الإيطالية نسخة محفوظة 19 سبتمبر 2017 على موقع واي باك مشين.
24. ↑  فان باستن والكرة الذهبية نسخة محفوظة 25 ديسمبر 2010 على موقع واي باك مشين.
25. ↑  الكرة الذهبية 2010 نسخة محفوظة 15 أكتوبر 2017 على موقع واي باك مشين.
26. ↑  برشلونة ينهي احتكار الميلان نسخة محفوظة 10 ديسمبر 2010 على موقع واي باك مشين.
27. 1 2  جماهيرية الفريق نسخة محفوظة 29 سبتمبر 2017 على موقع واي باك مشين.
28. ↑  أعضاء مجموعة G14 نسخة محفوظة 25 أغسطس 2017 على موقع واي باك مشين.
29. ↑  رابطة الأندية الأوروبية نسخة محفوظة 29 سبتمبر 2009 على موقع واي باك مشين.
30. ↑  Nick DeSantis (11 مايو 2016). "The 20 Most Valuable Soccer Teams Of 2016, Visualized". Forbes. مؤرشف من الأصل في 2018-06-12.
31. ↑  قيمة النادي لسنة 2017 من موقع فوربس نسخة محفوظة 11 يناير 2018 على موقع واي باك مشين.
32. ↑  أغلى العلامات التجارية لأندية العالم .. شاهد أين جاءت الفرق السعودية - MBC.net نسخة محفوظة 2020-05-25 على موقع واي باك مشين.
33. ↑  ميلان تاسعا بالعلامة التجارية نسخة محفوظة 7 مارس 2016 على موقع واي باك مشين.
34. 1 2  "Soccer Team Valuations". forbes.com. فوربس. 30 أبريل 2008. مؤرشف من الأصل في 2010-09-29. اطلع عليه بتاريخ 2010-10-04.
35. ↑  قائمة ديلويت لأكثر أندية كرة القدم تحقيقاً للإيرادات لموسم 2016-17 نسخة محفوظة 11 مارس 2018 على موقع واي باك مشين.
36. ↑  استقالة برلسكوني نسخة محفوظة 25 أغسطس 2017 على موقع واي باك مشين.
37. ↑  الرئيس التنفيذي للنادي نسخة محفوظة 29 مايو 2010 على موقع واي باك مشين. [وصلة مكسورة]
38. ↑  موقع ميلان العربي نسخة محفوظة 16 أبريل 2017 على موقع واي باك مشين.
39. ↑  صفقة الاستحواذ الصيني على ميلان شارفت على النهاية نسخة محفوظة 2020-05-25 على موقع واي باك مشين.
40. 1 2   {{استشهاد ويب}}: استشهاد فارغ! (مساعدة)
41. ↑  موقع ميلان العربي نسخة محفوظة 16 أبريل 2017 على موقع واي باك مشين.
42. ↑  مقولة كليبين  نسخة محفوظة 06 أكتوبر 2009 على موقع واي باك مشين.
43. ↑  "ثلاثة إنجليز أسسوا نادي إيه سي ميلان". MagliaRossonera.it (بالإيطالية). Archived from the original on 2018-06-14. Retrieved 2010-06-18.
44. ↑  تأسيس النادي نسخة محفوظة 02 ديسمبر 2017 على موقع واي باك مشين.
45. ↑  Neil Heath (17 نوفمبر 2009). "AC Milan's Nottingham-born hero". bbc.co.uk. British Broadcasting Corporation. مؤرشف من الأصل في 2017-11-04. اطلع عليه بتاريخ 2010-10-04.
46. ↑  it in collaborazione con Giuseppe e Giovanni Pietropaolo del Torino Club Napoli نسخة محفوظة 16 يناير 2014 على موقع واي باك مشين. [وصلة مكسورة]
47. ↑  أول مباراة ودية نسخة محفوظة 28 سبتمبر 2017 على موقع واي باك مشين.
48. ↑  "أول هدف في تاريخ ميلان". MagliaRossonera.it (بالإيطالية). Archived from the original on 2017-09-28. Retrieved 2010-06-03.
49. 1 2  أول مباراة رسمية نسخة محفوظة 15 أكتوبر 2017 على موقع واي باك مشين.
50. 1 2 3 4 5  تاريخ الميلان نسخة محفوظة 25 أغسطس 2009 على موقع واي باك مشين.
51. ↑  البطولات الثلاث الأولى نسخة محفوظة 15 مايو 2020 على موقع واي باك مشين.
52. ↑  بطولة الدوري الثانية نسخة محفوظة 03 أكتوبر 2017 على موقع واي باك مشين.
53. ↑  بطولة الدوري الثالثة نسخة محفوظة 15 مايو 2020 على موقع واي باك مشين.
54. ↑  Inter - Storia: le origini، Meazza, gli scudetti di Foni. inter.it. URL consultato il 25-09-2008. نسخة محفوظة 30 سبتمبر 2017 على موقع واي باك مشين.
55. ↑  الانقسام وظهور الإنتر نسخة محفوظة 07 أكتوبر 2017 على موقع واي باك مشين.
56. ↑  نسخة محفوظة 14 مارس 2016 على موقع واي باك مشين.
57. 1 2 3  إيه سي ميلان نسخة محفوظة 30 سبتمبر 2007 على موقع واي باك مشين.
58. 1 2 3  معلومات عن إيه سي ميلان نسخة محفوظة 30 سبتمبر 2007 على موقع واي باك مشين.
59. ↑  بطولة الدوري الرابعة نسخة محفوظة 20 سبتمبر 2017 على موقع واي باك مشين.
60. ↑  بطولة الدوري الخامسة نسخة محفوظة 20 يونيو 2017 على موقع واي باك مشين.
61. 1 2  بطولة الدوري السابعة نسخة محفوظة 20 يونيو 2017 على موقع واي باك مشين.
62. ↑  خسارة النهائي الأوروبي الأول نسخة محفوظة 28 يناير 2010 على موقع واي باك مشين. [وصلة مكسورة]
63. ↑  عصر مدينة ميلانو نسخة محفوظة 31 ديسمبر 2009 على موقع واي باك مشين. [وصلة مكسورة]
64. ↑  صفقة التافيني نسخة محفوظة 6 فبراير 2009 على موقع واي باك مشين.
65. ↑  بطولة الدوري الثامنة نسخة محفوظة 01 ديسمبر 2016 على موقع واي باك مشين.
66. ↑  بطولة كأس الأندية الأوروبية البطلة الأولى نسخة محفوظة 04 فبراير 2010 على موقع واي باك مشين. [وصلة مكسورة]
67. 1 2 3  الفوز بكأس إيطاليا نسخة محفوظة 19 سبتمبر 2017 على موقع واي باك مشين.
68. ↑  بطولة الدوري التاسعة نسخة محفوظة 05 مارس 2016 على موقع واي باك مشين.
69. ↑  كأس الكؤوس الأوروبية للمرة الأولى نسخة محفوظة 26 سبتمبر 2009 على موقع واي باك مشين. [وصلة مكسورة]
70. ↑  بطولة كأس الأندية الأوروبية البطلة الثانية نسخة محفوظة 04 فبراير 2010 على موقع واي باك مشين. [وصلة مكسورة]
71. ↑  كأس الكؤوس الأوروبية للمرة الثانية نسخة محفوظة 31 ديسمبر 2009 على موقع واي باك مشين. [وصلة مكسورة]
72. ↑  الفوز بكأس إيطاليا للمرة الثانية نسخة محفوظة 19 سبتمبر 2017 على موقع واي باك مشين.
73. ↑  فترات الوصافة نسخة محفوظة 12 سبتمبر 2008 على موقع واي باك مشين.
74. ↑  أعتزال ريفيرا نسخة محفوظة 05 مارس 2016 على موقع واي باك مشين.
75. ↑  بطولة الدوري العاشرة نسخة محفوظة 20 يونيو 2017 على موقع واي باك مشين.
76. ↑  فضيحة التوتونيرو نسخة محفوظة 6 أبريل 2009 على موقع واي باك مشين. [وصلة مكسورة]
77. ↑  للدرجة الثانية [وصلة مكسورة] نسخة محفوظة 5 أبريل 2020 على موقع واي باك مشين.
78. ↑  "1986, Berlusconi salva il Milan". كوريري ديلو سبورت. 20 febbraio 2011. مؤرشف من الأصل في 04 مارس 2016. {{استشهاد بخبر}}: تحقق من التاريخ في: |تاريخ= (مساعدة)
79. ↑  شراء النادي نسخة محفوظة 14 أكتوبر 2016 على موقع واي باك مشين.
80. ↑  تاريخ إيه سي ميلان نسخة محفوظة 25 أغسطس 2009 على موقع واي باك مشين.
81. ↑  التوقيع مع الثلاثي الهولندي نسخة محفوظة 21 نوفمبر 2015 على موقع واي باك مشين.
82. ↑  بطولة الدوري الحادية عشر نسخة محفوظة 20 يونيو 2017 على موقع واي باك مشين.
83. 1 2 3  الفوز بكأس السوبر الإيطالي نسخة محفوظة 19 سبتمبر 2017 على موقع واي باك مشين.
84. ↑  خوليت والفوز بالكرة الذهبية نسخة محفوظة 25 سبتمبر 2017 على موقع واي باك مشين.
85. ↑  مجلة وورد سوكر نسخة محفوظة 29 يونيو 2011 على موقع واي باك مشين.
86. ↑  الفوز بدوري أبطال أوروبا للمرة الثالثة نسخة محفوظة 01 فبراير 2010 على موقع واي باك مشين. [وصلة مكسورة]
87. ↑  الفوز بكأس السوبر الأوروبي للمرة الأولى نسخة محفوظة 22 سبتمبر 2009 على موقع واي باك مشين. [وصلة مكسورة]
88. ↑  بكأس الإنتركونتيننتال للمرة الثانية نسخة محفوظة 26 أكتوبر 2012 على موقع واي باك مشين.
89. ↑  الفوز بدوري أبطال أوروبا للمرة الرابعة نسخة محفوظة 31 يناير 2010 على موقع واي باك مشين. [وصلة مكسورة]
90. ↑  باستن والفوز بالكرة الذهبية نسخة محفوظة 27 يونيو 2017 على موقع واي باك مشين.
91. ↑  بداية الحقبة الذهبية نسخة محفوظة 28 سبتمبر 2013 على موقع واي باك مشين.
92. ↑  وصول فرانك ريكارد نسخة محفوظة 18 مايو 2020 على موقع واي باك مشين. [وصلة مكسورة]
93. ↑  الدوري الإيطالي المرة الثانية عشر نسخة محفوظة 15 سبتمبر 2017 على موقع واي باك مشين.
94. ↑  الدوري الإيطالي المرة الثالثة عشرة نسخة محفوظة 24 سبتمبر 2017 على موقع واي باك مشين.
95. ↑  الدوري الإيطالي المرة الرابعة عشر نسخة محفوظة 27 سبتمبر 2017 على موقع واي باك مشين.
96. ↑  AC Milan: the most successful club. History: 1899/1929  نسخة محفوظة 25 أغسطس 2009 على موقع واي باك مشين.
97. ↑  عهد كابيلو  نسخة محفوظة 15 مايو 2020 على موقع واي باك مشين.
98. ↑  بكأس السوبر الأوروبي للمرة الثالثة [وصلة مكسورة] "نسخة مؤرشفة". مؤرشف من الأصل في 2020-04-05. اطلع عليه بتاريخ 2020-05-11.
99. ↑  باستن والكرة الذهبية  نسخة محفوظة 25 سبتمبر 2017 على موقع واي باك مشين.
100. ↑  أفضل لاعب في العالم نسخة محفوظة 03 مارس 2013 على موقع واي باك مشين.
101. ↑  MarcovanBasten.net, Biography نسخة محفوظة 27 يونيو 2017 على موقع واي باك مشين.
102. ↑  جورج وياه أفضل لاعب قي العالم  نسخة محفوظة 06 فبراير 2018 على موقع واي باك مشين.
103. ↑  مالديني وجائزة الوورد سوكر نسخة محفوظة 05 مارس 2016 على موقع واي باك مشين.
104. ↑  لقب الدوري الخامس عشر نسخة محفوظة 19 يوليو 2017 على موقع واي باك مشين.
105. ↑  ذهاب كابيلو وقدوم تاباريز نسخة محفوظة 11 أغسطس 2017 على موقع واي باك مشين. [وصلة مكسورة]
106. ↑  ساكي مدربا نسخة محفوظة 28 سبتمبر 2013 على موقع واي باك مشين.
107. ↑  كابيللو نسخة محفوظة 9 مارس 2016 على موقع واي باك مشين.
108. ↑  قدوم بيرهوف نسخة محفوظة 07 مارس 2016 على موقع واي باك مشين.
109. ↑  لقب الدوري السادس عشر نسخة محفوظة 16 سبتمبر 2017 على موقع واي باك مشين.
110. ↑  انتقال شيفا للميلان نسخة محفوظة 04 مارس 2016 على موقع واي باك مشين.
111. ↑  ميركاتو التجديد نسخة محفوظة 25 أغسطس 2009 على موقع واي باك مشين.
112. ↑  الفوز على اليوفي بدوري الأبطال نسخة محفوظة 04 فبراير 2010 على موقع واي باك مشين. [وصلة مكسورة]
113. ↑  الفوز بكأس السوبر الأوروبي للمرة الرابعة نسخة محفوظة 07 أبريل 2014 على موقع واي باك مشين.
114. ↑  انتقال كاكا  نسخة محفوظة 13 سبتمبر 2014 على موقع واي باك مشين.
115. ↑  الفوز بالدوري للمرة السابعة عشرة نسخة محفوظة 28 سبتمبر 2017 على موقع واي باك مشين.
116. ↑  شيفا والكرة الذهبية نسخة محفوظة 23 يونيو 2008 على موقع واي باك مشين.
117. ↑  معجزة اسطنبول نسخة محفوظة 28 يونيو 2013 على موقع واي باك مشين.
118. ↑  خسارة اللقب الأوروبي نسخة محفوظة 28 يناير 2010 على موقع واي باك مشين. [وصلة مكسورة]
119. ↑  الكالتشيو بولي نسخة محفوظة 09 مايو 2017 على موقع واي باك مشين.
120. ↑  الخروج من برشلونة نسخة محفوظة 01 فبراير 2010 على موقع واي باك مشين. [وصلة مكسورة]
121. ↑  خصم 8 نقاط نسخة محفوظة 14 أكتوبر 2016 على موقع واي باك مشين.
122. ↑  انتقال رونالدو للميلان نسخة محفوظة 14 أبريل 2009 على موقع واي باك مشين. [وصلة مكسورة]
123. ↑  الثأر من خسارة اسطنبول نسخة محفوظة 03 أكتوبر 2017 على موقع واي باك مشين.
124. ↑  السوبر الأوربي الخامس نسخة محفوظة 24 مايو 2009 على موقع واي باك مشين. [وصلة مكسورة]
125. ↑  الفوز بكأس العالم للأندية نسخة محفوظة 26 يوليو 2009 على موقع واي باك مشين.
126. ↑  أفضل لاعب في أوروبا نسخة محفوظة 27 يناير 2010 على موقع واي باك مشين.
127. ↑  كاكا والكرة الذهبية نسخة محفوظة 09 يونيو 2008 على موقع واي باك مشين.
128. ↑  كاكا أفضل لاعب في العالم نسخة محفوظة 13 أبريل 2018 على موقع واي باك مشين.
129. ↑  كاكا يفوز بجائزة المجلة الإنجليزية وورد سوكر[وصلة مكسورة] "نسخة مؤرشفة". مؤرشف من الأصل في 2020-04-05. اطلع عليه بتاريخ 2020-05-11.{{استشهاد ويب}}:  صيانة الاستشهاد: BOT: original URL status unknown (link)
130. ↑  معلومات عن الميلان نسخة محفوظة 15 مايو 2020 على موقع واي باك مشين.
131. ↑  أرسنال يهزم إيه سي ميلان نسخة محفوظة 30 أكتوبر 2008 على موقع واي باك مشين. [وصلة مكسورة]
132. ↑  خروج أنشيلوتي نسخة محفوظة 30 سبتمبر 2017 على موقع واي باك مشين.
133. ↑  ليونارو مدربا نسخة محفوظة 11 يونيو 2009 على موقع واي باك مشين.
134. ↑  اللقب الـ 18 نسخة محفوظة 27 سبتمبر 2011 على موقع واي باك مشين.
135. ↑  Lowe، Sid (21 فبراير 2013). "Barcelona's black night draws ire as warning signs are ignored in Milan". The Guardian. London. مؤرشف من الأصل في 2013-02-26.
136. ↑  Allegri: "A fine stagione lascio il Milan" نسخة محفوظة 1 ديسمبر 2017 على موقع واي باك مشين.
137. ↑  Esonerato Allegri - Squadra Provvisoriamente A Tassotti | News | Ac Milan نسخة محفوظة 1 ديسمبر 2017 على موقع واي باك مشين.
138. ↑  Breaking News: Ac Milan Comunicato Ufficiale Inzaghi | Ac Milan نسخة محفوظة 4 مارس 2016 على موقع واي باك مشين.
139. ↑  "sinisa Mihajlovic ha firmato un contratto" [Sinisa Mihajlovic signed a two-year contract]. acmilan.com (بالإيطالية). Associazione Calcio Milan. Archived from the original on 2020-05-29. Retrieved 2015-06-16.
140. ↑  "AC MILAN MONTELLA BROCCHI | News". مؤرشف من الأصل في 2016-06-29. اطلع عليه بتاريخ 2016-06-28.
141. ↑  "Milan: "Montella, benvenuto". Firma un biennale da 2,3 milioni". مؤرشف من الأصل في 2020-11-27. اطلع عليه بتاريخ 2016-06-28.
142. ↑  "AC Milan News - Ultime notizie e aggiornamenti live Milan". مؤرشف من الأصل في 2016-08-22. اطلع عليه بتاريخ 2021-01-07.
143. ↑  "Official: Milan sack Mihajlovic". Football Italia. 12 أبريل 2016. مؤرشف من الأصل في 2020-11-28. اطلع عليه بتاريخ 2016-04-13.
144. ↑  "AC Milan: Sinisa Mihajlovic replaced by Cristian Brocchi as manager". BBC Sport. مؤرشف من الأصل في 2020-11-08. اطلع عليه بتاريخ 2016-04-26.
145. ↑  "OFFICIAL STATEMENT: VINCENZO MONTELLA" (Press release). A.C. Milan. 27 نوفمبر 2017. مؤرشف من الأصل في 2019-06-08. اطلع عليه بتاريخ 2017-11-27.
146. ↑  "MARCO GIAMPAOLO SARÀ IL NUOVO ALLENATORE DEL MILAN". مؤرشف من الأصل في 2020-02-15. اطلع عليه بتاريخ 2019-06-19.
147. ↑  "Supercoppa italiana al Milan - Sportmediaset" (بالإيطالية). Archived from the original on 2019-02-20. Retrieved 2021-01-07. {{استشهاد ويب}}: تجاهل المحلل الوسيط |accesso= لأنه غير معروف، ويقترح استخدام |access-date= (help), تجاهل المحلل الوسيط |autore= لأنه غير معروف، ويقترح استخدام |author= (help), and تجاهل المحلل الوسيط |sito= لأنه غير معروف، ويقترح استخدام |website= (help)
148. ↑  congiunto Fininvest-Bee_30.09.15.pdf "FININVEST – MR. BEE TAECHAUBOL" (PDF) (بالإيطالية). Fininvest. 30 Sep 2015. Archived from the original (PDF) on 2016-08-22. Retrieved 2016-08-15. {{استشهاد ويب}}: تحقق من قيمة |مسار أرشيف= (help)
149. ↑  قالب:Cita news
150. ↑  "Milan, inizia l'era cinese - Gli obiettivi: "Ritorno in Champions League e rinnovo Donnarumma"" (بit-IT). Archived from the original on 2018-07-20. Retrieved 2021-01-07. {{استشهاد ويب}}: تجاهل المحلل الوسيط |accesso= لأنه غير معروف، ويقترح استخدام |access-date= (help), تجاهل المحلل الوسيط |data= لأنه غير معروف، ويقترح استخدام |date= (help), and تجاهل المحلل الوسيط |sito= لأنه غير معروف، ويقترح استخدام |website= (help)صيانة الاستشهاد: لغة غير مدعومة (link)
151. ↑  قالب:Cita news
152. ↑  "Milan, ecco il nuovo CdA: Yonghong Li presidente, presenti Fassone e Scaroni" (بit-IT). Archived from the original on 2020-01-05. Retrieved 2021-01-07. {{استشهاد ويب}}: تجاهل المحلل الوسيط |accesso= لأنه غير معروف، ويقترح استخدام |access-date= (help), تجاهل المحلل الوسيط |autore= لأنه غير معروف، ويقترح استخدام |author= (help), تجاهل المحلل الوسيط |data= لأنه غير معروف، ويقترح استخدام |date= (help), and تجاهل المحلل الوسيط |sito= لأنه غير معروف، ويقترح استخدام |website= (help)صيانة الاستشهاد: لغة غير مدعومة (link)
153. ↑  قالب:Cita news
154. 1 2  ميلان يعين ماركو فاسوني مديراً عاماً للنادي - سبورت 360 عربية نسخة محفوظة 17 يوليو 2017 على موقع واي باك مشين.
155. ↑  صفقة ميلان: أول إطلالة للرئيس التنفيذي الجديد فاسوني نسخة محفوظة 20 مايو 2017 على موقع واي باك مشين.
156. ↑  قالب:Cita news
157. ↑  قالب:Cita news
158. ↑  "Milan, Fassone: «Spesi sul mercato 230 milioni, tutti a bilancio quest'anno»" (بالإيطالية). Archived from the original on 2018-06-21. Retrieved 2021-01-07. {{استشهاد ويب}}: تجاهل المحلل الوسيط |accesso= لأنه غير معروف، ويقترح استخدام |access-date= (help) and تجاهل المحلل الوسيط |data= لأنه غير معروف، ويقترح استخدام |date= (help)
159. ↑  "Facciamo i conti: tutti i record di questa folle sessione di calciomercato - Eurosport". مؤرشف من الأصل في 2018-06-21. اطلع عليه بتاريخ 2021-01-07. {{استشهاد ويب}}: تجاهل المحلل الوسيط |accesso= لأنه غير معروف، ويقترح استخدام |access-date= (مساعدة) وتجاهل المحلل الوسيط |data= لأنه غير معروف، ويقترح استخدام |date= (مساعدة)
160. ↑  رسمياً .. اليويفا يحرم ميلان من أوروبياً لموسم واحد خلال عامين - سبورت 360 نسخة محفوظة 2018-07-01 على موقع واي باك مشين.
161. ↑  محكمة «كاس» تلغي قرار استبعاد ميلان من «يوروبا ليغ» نسخة محفوظة 2021-01-07 على موقع واي باك مشين.
162. ↑  قنوات الكأس الرياضية نسخة محفوظة 2021-01-07 على موقع واي باك مشين.
163. ↑  "Milan, Elliott assume il controllo e apporta 50 milioni di capitale" (بالإيطالية). Archived from the original on 2019-02-12. Retrieved 2021-01-07. {{استشهاد ويب}}: تجاهل المحلل الوسيط |accesso= لأنه غير معروف، ويقترح استخدام |access-date= (help) and تجاهل المحلل الوسيط |data= لأنه غير معروف، ويقترح استخدام |date= (help)
164. ↑  قالب:Cita news
165. ↑  "Milan fuori dall'Europa League" (بالإيطالية). Archived from the original on 2020-08-11. Retrieved 2021-01-07. {{استشهاد ويب}}: تجاهل المحلل الوسيط |data= لأنه غير معروف، ويقترح استخدام |date= (help)
166. ↑  "Milan: i motivi dell'addio di Gattuso e Leonardo" (بالإيطالية). Archived from the original on 2019-07-07. Retrieved 2021-01-07. {{استشهاد ويب}}: تجاهل المحلل الوسيط |data= لأنه غير معروف، ويقترح استخدام |date= (help)
167. ↑  "Milan, ora è ufficiale: Maldini d.t. e Boban Chief Football Officer" (بit-IT). Archived from the original on 2019-07-01. Retrieved 2021-01-07. {{استشهاد ويب}}: تجاهل المحلل الوسيط |data= لأنه غير معروف، ويقترح استخدام |date= (help)صيانة الاستشهاد: لغة غير مدعومة (link)
168. ↑  "Milan, è ufficiale: Giampaolo è il nuovo allenatore" (بit-IT). Archived from the original on 2020-11-08. Retrieved 2021-01-07. {{استشهاد ويب}}: تجاهل المحلل الوسيط |data= لأنه غير معروف، ويقترح استخدام |date= (help)صيانة الاستشهاد: لغة غير مدعومة (link)
169. ↑  "Milan, 4 ko nelle prime 6: era successo 81 anni fa" (بالإيطالية). Archived from the original on 2019-09-30. Retrieved 2021-01-07. {{استشهاد ويب}}: تجاهل المحلل الوسيط |data= لأنه غير معروف، ويقترح استخدام |date= (help)
170. ↑  "La resa di Giampaolo, vittima (non solo) dei suoi errori" (بالإيطالية). Archived from the original on 2019-11-01. Retrieved 2021-01-07. {{استشهاد ويب}}: تجاهل المحلل الوسيط |data= لأنه غير معروف، ويقترح استخدام |date= (help)
171. ↑  "E' Pioli l'allenatore giusto per il Milan?" (بالإيطالية). Archived from the original on 2019-11-01. Retrieved 2021-01-07. {{استشهاد ويب}}: تجاهل المحلل الوسيط |autore= لأنه غير معروف، ويقترح استخدام |author= (help) and تجاهل المحلل الوسيط |data= لأنه غير معروف، ويقترح استخدام |date= (help)
172. 1 2  "Ultime notizie ufficiali Media". مؤرشف من الأصل في 2020-04-06. اطلع عليه بتاريخ 2021-01-07. {{استشهاد ويب}}: تجاهل المحلل الوسيط |data= لأنه غير معروف، ويقترح استخدام |date= (مساعدة)
173. ↑  "AC Milan News - Ultime notizie e aggiornamenti live Milan". مؤرشف من الأصل في 2020-03-16. اطلع عليه بتاريخ 2021-01-07. {{استشهاد ويب}}: تجاهل المحلل الوسيط |data= لأنه غير معروف، ويقترح استخدام |date= (مساعدة)
174. ↑  "Milan: Ibrahimovic ha firmato, scelta la maglia 21 - Sportmediaset" (بالإيطالية). Archived from the original on 2020-03-11. Retrieved 2021-01-07. {{استشهاد ويب}}: تجاهل المحلل الوسيط |data= لأنه غير معروف، ويقترح استخدام |date= (help)
175. ↑  "Milan-Juve 4-2: Rabiot, Ronaldo, Ibra, Kessie, Leao e Rebic" (بit-IT). Archived from the original on 2020-10-20. Retrieved 2021-01-07. {{استشهاد ويب}}: تجاهل المحلل الوسيط |data= لأنه غير معروف، ويقترح استخدام |date= (help)صيانة الاستشهاد: لغة غير مدعومة (link)
176. ↑  "Milan-Juventus, 4 gol ai bianconeri mancavano dal 1989" (بالإيطالية). Archived from the original on 2020-08-28. Retrieved 2021-01-07. {{استشهاد ويب}}: تجاهل المحلل الوسيط |data= لأنه غير معروف، ويقترح استخدام |date= (help)
177. ↑  "Cagliari-Milan 0-2: Ibrahimovic segna e trascina i rossoneri" (بالإيطالية). Archived from the original on 2020-04-14. Retrieved 2021-01-07. {{استشهاد ويب}}: تجاهل المحلل الوسيط |accesso= لأنه غير معروف، ويقترح استخدام |access-date= (help), تجاهل المحلل الوسيط |data= لأنه غير معروف، ويقترح استخدام |date= (help), تجاهل المحلل الوسيط |lingua= لأنه غير معروف، ويقترح استخدام |language= (help), and تجاهل المحلل الوسيط |sito= لأنه غير معروف، ويقترح استخدام |website= (help)
178. ↑  "Coppa Italia, Juve-Milan 0-0: Sarri in finale" (بit-IT). Archived from the original on 2020-10-06. Retrieved 2021-01-07. {{استشهاد ويب}}: تجاهل المحلل الوسيط |data= لأنه غير معروف، ويقترح استخدام |date= (help)صيانة الاستشهاد: لغة غير مدعومة (link)
179. ↑  موقع جول: ما هو الاسم الذي اختاره الميلان لملعبه الجديد؟ بقلم لؤي حمادة نسخة محفوظة 7 مارس 2016 على موقع واي باك مشين.
180. ↑  بربرا برلسكوني تُرسم مستقبل الروسونيري من خلال "كازا ميلان" نسخة محفوظة 18 سبتمبر 2016 على موقع واي باك مشين.
181. 1 2  IL MILAN HA UNA NUOVA CASA نسخة محفوظة 21 أغسطس 2017 على موقع واي باك مشين.
182. ↑  أخبار اي سي ميلان الايطالي، الملعب الجديد: الموافقة الرسمية تقترب نسخة محفوظة 12 سبتمبر 2016 على موقع واي باك مشين.
183. ↑  Uffici, museo, ristorante e una piazza Milan, una Casa con vista sul futuro نسخة محفوظة 28 نوفمبر 2016 على موقع واي باك مشين.
184. ↑  UFFICIALE/ AC Milan, precisazioni a proposito dei costi di Casa Milan نسخة محفوظة 17 سبتمبر 2016 على موقع واي باك مشين.
185. ↑  (بالإنجليزية والإيطالية) Casa Milan su Bondino Engineering نسخة محفوظة 17 أغسطس 2016 على موقع واي باك مشين. [وصلة مكسورة]
186. ↑  Il Milan cambia casa: nuova sede a Fiera Milano City نسخة محفوظة 09 نوفمبر 2017 على موقع واي باك مشين.
187. ↑  Ecco Casa Milan نسخة محفوظة 18 سبتمبر 2016 على موقع واي باك مشين.
188. ↑  أخبار إيه سي ميلان الإيطالي: أكثر من 300 زائر في اليوم الأول نسخة محفوظة 13 مارس 2016 على موقع واي باك مشين.
189. ↑  OGGI CASA MILAN VILLAGE نسخة محفوظة 01 ديسمبر 2017 على موقع واي باك مشين.
190. ↑  Audi presenta la nuova TT a Casa Milan نسخة محفوظة 22 أغسطس 2016 على موقع واي باك مشين.
191. ↑  مذكور في: SIRBeC. لغة العمل أو لغة الاسم: الإيطالية.
192. ↑  مذكور في: أرش إنفورم. مُعرِّف مشروع في موقع "أرش إنفورم" (archINFORM): 14260. الوصول: 30 يوليو 2018. لغة العمل أو لغة الاسم: الألمانية.
193. 1 2 3  مذكور في: قاعدة بيانات الملاعب.كوم. مُعرِّف ملعب في قاعدة بيانات الملاعب (StadiumDB): ita/stadio_san_siro. لغة العمل أو لغة الاسم: الإنجليزية. الوصول: 22 يناير 2025.
194. ↑  "Internazionale batte Milan (6-3)". لا ستامبا (بالإيطالية). Italiana Editrice. 20 Sep 1926. p. 2. Retrieved 2020-12-12. Verso le ore 16:30, S.A.R. ha tagliato la fettuccia tricolore, ed il nuovo Stadio calcistico del Milan ha avuto la sua inaugurazione, fra il vivo entusiasmo di un numeroso pubblico.
195. ↑  "Struttura". مؤرشف من الأصل في 2022-09-25. اطلع عليه بتاريخ 2023-01-15.
196. ↑  مذكور في: جيونيمز. مُعرِّف الأسماء الأرضية (GeoNames): 6693813. لغة العمل أو لغة الاسم: الإنجليزية. الوصول: 22 يناير 2025. تاريخ النشر: 2005.
197. ↑  مقالة عن ملعب الميلان سان سيرو نسخة محفوظة 15 سبتمبر 2017 على موقع واي باك مشين.
198. ↑  التوسعة الأولى نسخة محفوظة 21 نوفمبر 2016 على موقع واي باك مشين.
199. ↑  مقالة عن ترميمات السان سيرو نسخة محفوظة 13 أكتوبر 2008 على موقع واي باك مشين.
200. ↑  أكبر سعة للملعب  نسخة محفوظة 21 نوفمبر 2016 على موقع واي باك مشين.
201. ↑  تغيير اسم اللعب نسخة محفوظة 25 أغسطس 2012 على موقع واي باك مشين. [وصلة مكسورة]
202. ↑  تجديد لكأس العالم نسخة محفوظة 24 نوفمبر 2010 على موقع واي باك مشين.
203. ↑  مركز ميلانيللو الرياضي نسخة محفوظة 02 نوفمبر 2008 على موقع واي باك مشين.
204. 1 2  منتديات كوورة، الأرشيف نسخة محفوظة 11 مايو 2020 على موقع واي باك مشين.
205. ↑  AC Milan, the most successful club: Milanello Sports Centre نسخة محفوظة 02 نوفمبر 2008 على موقع واي باك مشين.
206. ↑  Milanello - The AC Milan training facility نسخة محفوظة 19 أغسطس 2017 على موقع واي باك مشين.
207. ↑  AC Milan online: Milanello نسخة محفوظة 02 يوليو 2017 على موقع واي باك مشين.
208. ↑  AC Milan, the most successful club Centro Sportivo: Milanello نسخة محفوظة 30 أبريل 2010 على موقع واي باك مشين. [وصلة مكسورة]
209. ↑  مختبر إيه سي ميلان نسخة محفوظة 27 أبريل 2020 على موقع واي باك مشين. [وصلة مكسورة]
210. ↑  الأهداف نسخة محفوظة 24 ديسمبر 2008 على موقع واي باك مشين.
211. ↑  اللاعبين هدف المختبر نسخة محفوظة 27 أبريل 2020 على موقع واي باك مشين. "نسخة مؤرشفة". مؤرشف من الأصل في 2020-04-27. اطلع عليه بتاريخ 2020-05-30.{{استشهاد ويب}}:  صيانة الاستشهاد: BOT: original URL status unknown (link)
212. ↑  معالجة المصابين نسخة محفوظة 12 نوفمبر 2007 على موقع واي باك مشين.
213. ↑  An agreement has been reached between Milan and the Archdiocese of Milan for the management of the Vismara sport centre. نسخة محفوظة 11 سبتمبر 2015 على موقع واي باك مشين.
214. ↑  The Vismara Sporting Centre نسخة محفوظة 05 يونيو 2016 على موقع واي باك مشين.
215. ↑  القميص ومعانيها [وصلة مكسورة] نسخة محفوظة 11 مايو 2020 على موقع واي باك مشين.
216. ↑  الميلان والحظ [وصلة مكسورة] نسخة محفوظة 26 أبريل 2020 على موقع واي باك مشين.
217. ↑  فانيلة الميلان نسخة محفوظة 15 مايو 2020 على موقع واي باك مشين.
218. ↑  أديداس توقع مع ريال مدريد وإيه سي ميلان نسخة محفوظة 26 أغسطس 2012 على موقع واي باك مشين.
219. ↑  bwin طيران الإمارات هو الراعي الرسمي للفريق نسخة محفوظة 02 أبريل 2018 على موقع واي باك مشين.
220. ↑  أديداس تجدد لغاية 2017 نسخة محفوظة 20 ديسمبر 2009 على موقع واي باك مشين.
221. ↑  طيران الإمارات الراعي الجديد لقمصان الفريق نسخة محفوظة 15 فبراير 2010 على موقع واي باك مشين.
222. ↑  "PUMA AND AC MILAN ANNOUNCE LONG-TERM PARTNERSHIP" (Press release). A.C. Milan. 12 فبراير 2018. مؤرشف من الأصل في 2019-06-09. اطلع عليه بتاريخ 2018-04-26.
223. ↑  "AC Milan sign deal with PUMA". ESPN FC. 12 فبراير 2018. مؤرشف من الأصل في 2018-10-05. اطلع عليه بتاريخ 2018-04-26.
224. ↑  "لوائح وأنظمة بطولة دوري أبطال أوروبا" (PDF). الاتحاد الأوروبي لكرة القدم. مؤرشف من الأصل (PDF) في 2019-05-21. اطلع عليه بتاريخ 2008-07-12.; صفحة 4, §2.01 "Cup" & صفحة 26, §16.10 "Title-holder logo"
225. ↑  "FIFA Club World Cup Japan 2007". الاتحاد الدولي لكرة القدم. مؤرشف من الأصل في 2015-04-29. اطلع عليه بتاريخ 2013-03-06.
226. ↑  de Arruda، Marcelo Leme (28 مايو 2008). "FIFA Club World Championship 2007". مؤسسة إحصاءات وثيقة لرياضة كرة القدم. مؤرشف من الأصل في 2018-07-22. اطلع عليه بتاريخ 2013-03-06.
227. ↑  أغنية الفريق الرسمية بالإيطالية نسخة محفوظة 02 أبريل 2018 على موقع واي باك مشين. [وصلة مكسورة]
228. ↑  أغنية الفريق الرسمية بالعربية نسخة محفوظة 29 مايو 2009 على موقع واي باك مشين.
229. ↑  "Men's First Team". acmilan.com. Associazione Calcio Milan. مؤرشف من الأصل في 2016-06-05. اطلع عليه بتاريخ 2024-01-07.
230. ↑  Loaned Players ، Transfermarkt.com. نسخة محفوظة 05 يوليو 2018 على موقع واي باك مشين.
231. ↑  "Ufficiale Carpi:[...] dal Milan arriva il terzino Cecotti" [OFFICIAL Carpi, from Milan, here the defensive back Cecotti]. tuttomercatoweb.com (بالإيطالية). 24 Jul 2023. Archived from the original on 2023-07-24.
232. ↑  "Ufficiale Pro Sesto, arriva un giovane terzino dal Milan" [OFFICIAL Pro Sesto, loaned from Milan a young defender]. tuttomercatoweb.com (بالإيطالية). 19 Jul 2023. Archived from the original on 2023-07-25.
233. ↑  "OFFICIAL STATEMENT: MATTEO GABBIA". ACMilan.com. 26 يوليو 2023. مؤرشف من الأصل في 2023-07-26.
234. ↑  "Ufficiale Milan, il giovane Gala va [...] in prestito al Sestri Levante" [OFFICIAL Milan, youth Gala [...] loaned to Sestri Levante]. tuttomercatoweb.com (بالإيطالية). 19 Jul 2023. Archived from the original on 2023-07-25.
235. ↑  "UFFICIALE: Maldini è un giocatore dell'Empoli, arriva in prestito [...]" [OFFICIAL: Maldini signed for Empoli on loan [...]]. Tuttomercatoweb.com (بالإيطالية). 10 Jul 2023. Archived from the original on 2023-07-25.
236. ↑  "Ufficiale Sampdoria: il rinforzo in attacco arriva dal Milan, ecco Alesi" [OFFICIAL Sampdoria, the new forwarded arrives from Milan: here's Alesi]. tuttomercatoweb.com (بالإيطالية). 22 Jul 2023. Archived from the original on 2023-07-25.
237. ↑  "Ufficiale Bari, colpo in attacco: dal Milan Arriva in prestio [...] Nasti" [OFFICIAL Bari, forwraded purchased: loaned from Milan [...] Nasti]. tuttomercatoweb.com (بالإيطالية). 16 Jul 2023. Archived from the original on 2023-07-16.
238. ↑  "UFFICIALE Fiorenzuola: il rinforzo per l'attacco arriva dal Milan, ecco Omoregbe in prestito" [OFFICIAL Fiorenzuola:the attacking reinforcement arrives from Milan, here's Omoregbe on loan]. tuttomercatoweb.com (بالإيطالية). 11 Jul 2023. Archived from the original on 2023-07-11.
239. ↑  "VÄLKOMMEN HEM, EMIL ROBACK!" [WELCOME HOME, EMIL ROBACK!] (بالسويدية). IFK Norrköping. 25 Mar 2023. Archived from the original on 2023-06-04. Retrieved 2023-03-29.
240. ↑  تجميد رقم مالديني نسخة محفوظة 12 أكتوبر 2012 على موقع واي باك مشين.
241. ↑  تجميد رقم باريزي نسخة محفوظة 06 أكتوبر 2017 على موقع واي باك مشين.
242. ↑  "Coaching staff – Milan". legaseriea.it. رابطة الدوري الإيطالي للمحترفين. مؤرشف من الأصل في 2020-11-26. اطلع عليه بتاريخ 2020-10-07.
243. ↑  "Ultime notizie ufficiali Media". مؤرشف من الأصل في 2019-12-15. اطلع عليه بتاريخ 2021-01-05. {{استشهاد ويب}}: تجاهل المحلل الوسيط |data= لأنه غير معروف، ويقترح استخدام |date= (مساعدة)
244. ↑  "Who we are". مؤرشف من الأصل في 2020-12-29. اطلع عليه بتاريخ 2021-01-05.
245. ↑  "Società". مؤرشف من الأصل في 2020-11-02.
246. ↑  أشهر اللاعبين نسخة محفوظة 17 يناير 2010 على موقع واي باك مشين.
247. ↑  أفضل 100 لاعب حي نسخة محفوظة 23 يونيو 2012 على موقع واي باك مشين. [وصلة مكسورة]
248. ↑  رؤساء النادي نسخة محفوظة 20 يونيو 2017 على موقع واي باك مشين.
249. 1 2  "Herbert Kilpin" (بالإيطالية). MagliaRossonera.it. Archived from the original on 2018-02-23. Retrieved 2010-06-19.
250. ↑  Daniele Angeloni (I) نسخة محفوظة 09 يوليو 2016 على موقع واي باك مشين.
251. ↑  Autori Vari, Dizionario del calcio a cura della redazione de La Gazzetta dello Sport, Dizionari Rizzoli, pag. 155
252. ↑  Nereo Rocco: El ‘patrón’ de Trieste نسخة محفوظة 18 يناير 2014 على موقع واي باك مشين. [وصلة مكسورة]
253. ↑  Welt Fussball. Nereo Rocco نسخة محفوظة 20 يوليو 2017 على موقع واي باك مشين.
254. ↑  "Carlo Ancelotti" (بالإيطالية). MagliaRossonera.it. Archived from the original on 2018-09-28. Retrieved 2010-06-19.
255. ↑  "Nereo Rocco" (بالإيطالية). MagliaRossonera.it. Archived from the original on 2018-05-08. Retrieved 2010-06-19.
256. ↑  مدربو إيه سي ميلان نسخة محفوظة 23 يونيو 2016 على موقع واي باك مشين.
257. ↑  "sinisa Mihajlovic ha firmato un contratto" [Sinisa Mihajlovic signed a two-year contract]. acmilan.com (بالإيطالية). Associazione Calcio Milan. Archived from the original on 2017-10-05. Retrieved 2015-06-16.
258. ↑  "A.C. Milan official statement". acmilan.com. Associazione Calcio Milan. 12 أبريل 2016. مؤرشف من الأصل في 2016-05-16. اطلع عليه بتاريخ 2016-04-12.
259. ↑  "AC MILAN MONTELLA BROCCHI | News". مؤرشف من الأصل في 2016-06-30. اطلع عليه بتاريخ 2016-06-28.
260. ↑  "Milan: "Montella, benvenuto". Firma un biennale da 2,3 milioni". مؤرشف من الأصل في 2019-04-23. اطلع عليه بتاريخ 2016-06-28.
261. ↑  "Stefano Pioli appointed as AC Milan new coach". acmilan.com. Associazione Calcio Milan. 9 أكتوبر 2019. مؤرشف من الأصل في 2020-04-08. اطلع عليه بتاريخ 2019-10-09.
262. ↑  "Stefano Pioli extends his agreement as AC Milan Head Coach". AC Milan. مؤرشف من الأصل في 2020-10-03. اطلع عليه بتاريخ 2020-07-22.
263. ↑  "La nascita di una mito". MagliaRossonera.it (بالإيطالية). Archived from the original on 2018-06-14. Retrieved 2010-06-18.
264. ↑  بطولات باريزي نسخة محفوظة 22 مارس 2016 على موقع واي باك مشين.
265. ↑  قادة الميلان نسخة محفوظة 15 مايو 2020 على موقع واي باك مشين.
266. ↑  الميلان [وصلة مكسورة] نسخة محفوظة 5 أبريل 2020 على موقع واي باك مشين.
267. ↑  acmilan.com، المحرر (7 luglio 2009). "Sono onorato". مؤرشف من الأصل في 21 أغسطس 2017. اطلع عليه بتاريخ 26 ottobre 2010. {{استشهاد ويب}}: تحقق من التاريخ في: |تاريخ الوصول= و|تاريخ= (مساعدة)
268. ↑  acmilan.com، المحرر (24 giugno 2013). "Adriano Galliani: "Montolivo sarà il nostro capitano"". مؤرشف من الأصل في 23 مارس 2016. اطلع عليه بتاريخ 24 giugno 2013. {{استشهاد ويب}}: تحقق من التاريخ في: |تاريخ الوصول= و|تاريخ= (مساعدة)
269. ↑  Bonucci the key to big-spending Milan's Serie A title hopes | Goal.com نسخة محفوظة 30 أغسطس 2017 على موقع واي باك مشين.
270. ↑  Report: Romagnoli named as new captain of AC Milan | English News | Calciomercato.com نسخة محفوظة 17 أغسطس 2018 على موقع واي باك مشين.
271. ↑  Romagnoli proud to be new AC Milan captain | Forza Italian Football نسخة محفوظة 17 أغسطس 2018 على موقع واي باك مشين.
272. ↑  publisher=About.comml بطولات النادي  نسخة محفوظة 04 مارس 2009 على موقع واي باك مشين. [وصلة مكسورة]
273. ↑  18 بطولة قارية وعالمية نسخة محفوظة 29 مايو 2009 على موقع واي باك مشين.
274. ↑  Myznikova، Viktoria (2020). "Best in the world: Real Madrid top the list of 10 clubs with most continental trophies". مؤرشف من الأصل في 2021-01-05. اطلع عليه بتاريخ 2021-01-06.
275. ↑  المركز التاسع أوروبيا نسخة محفوظة 27 أكتوبر 2009 على موقع واي باك مشين.
276. ↑  رقم جديد لمالديني نسخة محفوظة 08 مارس 2016 على موقع واي باك مشين.
277. ↑  رقم نوردال نسخة محفوظة 26 سبتمبر 2009 على موقع واي باك مشين. [وصلة مكسورة]
278. ↑  بيبو يعادل رقم مولر نسخة محفوظة 12 مارس 2016 على موقع واي باك مشين.
279. ↑  Nereo Rocco نسخة محفوظة 10 مارس 2016 على موقع واي باك مشين. [وصلة مكسورة]
280. ↑  Soccer base: Managers نسخة محفوظة 15 أبريل 2016 على موقع واي باك مشين.
281. ↑  58 GAMES INVINCIBLE نسخة محفوظة 26 أبريل 2016 على موقع واي باك مشين.
282. ↑  أرقام الدوري نسخة محفوظة 16 مايو 2020 على موقع واي باك مشين.
283. ↑  "Rekordy" (بالبولندية). acmilan.pl. Archived from the original on 12 فبراير 2017. Retrieved 16 may 2011. {{استشهاد ويب}}: تحقق من التاريخ في: |تاريخ الوصول= (help)
284. ↑  "Serie A Top Scorers". Rec.Sport.Soccer Statistics Foundation. مؤرشف من الأصل في 2015-10-31. اطلع عليه بتاريخ 2008-09-28.
285. ↑  Inter Milan vs. AC Milan – A Preview of the ‘Derby della Madonnina’ نسخة محفوظة 01 أكتوبر 2016 على موقع واي باك مشين.
286. ↑  Is this the greatest derby in world sports? - The Roar 2011-4-28 نسخة محفوظة 19 يونيو 2017 على موقع واي باك مشين.
287. ↑  Is this the greatest derby in world sports? نسخة محفوظة 19 يونيو 2017 على موقع واي باك مشين.
288. ↑  سبب الصراع في ديربي ميلانو  نسخة محفوظة 18 أكتوبر 2017 على موقع واي باك مشين.
289. 1 2  الانقسام  نسخة محفوظة 6 نوفمبر 2019 على موقع واي باك مشين.
290. ↑  "La storia dell'Inter" (بالإيطالية). StoriaInter.com. Archived from the original on 2020-03-16. Retrieved 2012-11-14.
291. ↑  تاريخ ديربي ميلانو  نسخة محفوظة 30 سبتمبر 2017 على موقع واي باك مشين. [وصلة مكسورة]
292. ↑  Sylvia Tombesi Walton 2005, Milan, the Lakes and Lombardy TimeOut Books, (ردمك 978-1-904978-09-1)
293. ↑   From an italian website نسخة محفوظة 03 مارس 2016 على موقع واي باك مشين.
294. ↑  إحصائيات الديربي نسخة محفوظة 7 أبريل 2020 على موقع واي باك مشين.
295. ↑  أرقام الديربي نسخة محفوظة 10 مارس 2016 على موقع واي باك مشين. [وصلة مكسورة]
296. ↑  أرقام المواجهات الديربي [وصلة مكسورة] نسخة محفوظة 5 يوليو 2017 على موقع واي باك مشين.
297. ↑  "Juventus vs Milan on rsssf.com". rsssf.com. مؤرشف من الأصل في 2018-11-12. اطلع عليه بتاريخ 2014-09-26.
298. ↑  "Juventus vs Milan on rsssf.com". rsssf.com. مؤرشف من الأصل في 2020-05-14. اطلع عليه بتاريخ 2014-09-26.
299. ↑  باستثناء الألعاب الصغيرة التي تصل مدتها إلى 45 دقيقة والمنصوص عليها في كأس تيليكوم إيطاليا، في بطولة رأس السنة الجديدة بتاريخ 28 ديسمبر 1991 وكأس بيرا موريتي بتاريخ 21 أغسطس 2008.
300. ↑  مجلة فورزا ميلان نسخة محفوظة 15 مايو 2020 على موقع واي باك مشين.
301. ↑  تاريخ المجلة نسخة محفوظة 11 أكتوبر 2017 على موقع واي باك مشين.
302. ↑  قناة إيه سي ميلان  نسخة محفوظة 04 مارس 2010 على موقع واي باك مشين.
303. ↑  تعريف بقناة إيه سي ميلان  نسخة محفوظة 27 أكتوبر 2008 على موقع واي باك مشين.
304. ↑  رئيس قناة نسخة محفوظة 20 أغسطس 2012 على موقع واي باك مشين.
305. ↑  قناة إيه سي ميلان على اليوتيوب[وصلة مكسورة] نسخة محفوظة 2020-07-21 على موقع واي باك مشين.
306. ↑  الإذاعة نسخة محفوظة 14 مارس 2018 على موقع واي باك مشين.
307. ↑  تماثيل اللاعبين نسخة محفوظة 05 سبتمبر 2012 على موقع واي باك مشين.
308. ↑  متحف سان سيرو [وصلة مكسورة] نسخة محفوظة 22 ديسمبر 2016 على موقع واي باك مشين.
309. ↑  المتحف نسخة محفوظة 11 سبتمبر 2008 على موقع واي باك مشين.
310. ↑  اللحظات التاريخية نسخة محفوظة 05 مارس 2016 على موقع واي باك مشين.
311. ↑  متجر إيه سي ميلان نسخة محفوظة 18 يونيو 2013 على موقع واي باك مشين.
312. ↑  إيه سي ميلان نسخة محفوظة 15 مايو 2020 على موقع واي باك مشين.
313. ↑  المتاجر نسخة محفوظة 16 ديسمبر 2019 على موقع واي باك مشين.
314. 1 2  Relazione e Bilancio. al 31 Dicembre 2013 نسخة محفوظة 04 مارس 2016 على موقع واي باك مشين.
315. ↑  Elliott rescues deal to sell soccer club AC Milan | Reuters نسخة محفوظة 20 يوليو 2017 على موقع واي باك مشين.
316. ↑  Facebook نسخة محفوظة 2020-05-25 على موقع واي باك مشين.
317. ↑  رسميا.. برلسكوني يعلن بيع ميلان لشركة صينية - ياللاكورة نسخة محفوظة 24 أبريل 2018 على موقع واي باك مشين.
318. ↑  [zh:官方：李勇鸿成为AC米兰俱乐部第22任主席]. 体坛+ (بالصينية). 14 Apr 2017 https://web.archive.org/web/20180721221604/http://sports.sina.com.cn/zz/2017-04-14/doc-ifyeifqx5844592.shtml. Archived from the original on 2018-07-21. Retrieved 2018-03-28. {{استشهاد بخبر}}: |trans-title= بحاجة لـ |title= أو |script-title= (help) and |مسار أرشيف= بحاجة لعنوان (help)صيانة الاستشهاد: لغة غير مدعومة (link)
319. ↑  "L'Assemblea dei soci nomina il nuovo Consiglio di Amministrazione di AC Milan S.p.A." (بالإيطالية). A.C. Milan. 14 Apr 2017. Archived from the original on 2017-05-17. Retrieved 2017-04-15.
320. ↑  "U.S. Hedge Fund Elliott Backs Deal to Buy AC Milan Soccer Club". Wall Street Journal. Milan. 28 مارس 2017. مؤرشف من الأصل في 2021-01-01. اطلع عليه بتاريخ 2018-10-11.
321. 1 2  "Berlusconi Completes Sale of AC Milan Soccer Club to Chinese Investor". Wall Street Journal. Milan. 13 أبريل 2017. مؤرشف من الأصل في 2020-10-01. اطلع عليه بتاريخ 2018-10-11.
322. ↑  "Il Milan è solo di Elliott: le quote del club alla società del Fondo". La Gazzetta dello Sport (بالإيطالية). Milan: RCS MediaGroup. 10 Jul 2018. Archived from the original on 2019-03-30. Retrieved 2018-10-11.
323. ↑  موقع ميلان العربي | رسميا إليوت يستحوذ على ميلان ويحدد ميزانية الميركاتو نسخة محفوظة 13 يوليو 2018 على موقع واي باك مشين.
324. ↑  مالك ميلان الجديد يبدأ إجراءات السيطرة على النادي نسخة محفوظة 13 يوليو 2018 على موقع واي باك مشين.
325. ↑  Elliott Advisors (5 يوليو 2012). "ELLIOTT ADVISORS (UK) LIMITED" (PDF). Reuters. مؤرشف من الأصل (PDF) في 2018-08-17. اطلع عليه بتاريخ 2013-06-13.
326. ↑  "L'INIZIO DI UNA NUOVA ERA PER IL MILAN" (Press release) (بالإيطالية). A.C. Milan. 21 Jul 2018. Archived from the original on 2018-07-21. Retrieved 2018-07-21.
327. ↑  "Real Madrid stays at the top". Deloitte UK. 8 يونيو 2007. مؤرشف من الأصل في 2007-06-14.
328. ↑  "Deloitte Football Money League". Deloitte United Kingdom. مؤرشف من الأصل في 2014-10-15.
329. ↑  "Emirates and AC Milan Score New Sponsorship Deal". 5 ديسمبر 2014. مؤرشف من الأصل في 2016-03-04.
330. ↑  "bwin". 1 فبراير 2016. مؤرشف من الأصل في 2020-02-21.
331. ↑  "The Five Worst AC Milan Jerseys" (بالإنجليزية). Archived from the original on 2020-05-02. Retrieved 2021-01-07.
332. ↑  "Automaker Opel Returns To Sports, Sponsors Four Bundesliga Clubs". 1 فبراير 2016. مؤرشف من الأصل في 2020-11-26.
333. ↑  "AC Milan confirm Puma switch - SportsPro Media". مؤرشف من الأصل في 2018-10-29. اطلع عليه بتاريخ 2021-01-07.
334. ↑  "AC Milan Have Second Largest Technical Sponsor Deal In Serie A With Puma" (بالإنجليزية). Archived from the original on 2020-05-28. Retrieved 2021-01-07.
335. ↑  "AC MILAN AND ADIDAS EXTEND PARTNERSHIP". 10 أكتوبر 2013. مؤرشف من الأصل في 2015-06-20.
336. ↑  "AC MILAN AND ADIDAS TERMINATE THEIR PARTNERSHIP" (Press release). A.C. Milan. 24 أكتوبر 2017. مؤرشف من الأصل في 2020-11-12. اطلع عليه بتاريخ 2017-10-31.
337. ↑  "Shirt and sponsors over the years - The Red & Black Forums". مؤرشف من الأصل في 2021-01-07. اطلع عليه بتاريخ 2021-01-07.
338. 1 2  "2006 Bilancio" [2006 annual report] (PDF) (بالإيطالية). A.C. Milan. Archived from the original (PDF) on 2011-04-25.
339. ↑  "Sheva segna ancora nel Milan". Il Sole 24 Ore (بالإيطالية). 27 Apr 2007. Archived from the original on 2018-08-21. Retrieved 2018-04-21.
340. ↑  "2007 Bilancio" [2007 annual report] (PDF) (بالإيطالية). A.C. Milan. Archived from the original (PDF) on 2011-04-25.
341. ↑  "2008 Bilancio" [2008 annual report] (PDF) (بالإيطالية). A.C. Milan. Archived from the original (PDF) on 2013-05-14. Retrieved 2011-08-05.
342. ↑  "Bilancio da retrocessione scudetto costato 70 milioni". La Repubblica (بالإيطالية). 29 Apr 2011. Archived from the original on 2018-06-20. Retrieved 2018-04-21.
343. ↑  "2009 Bilancio" [2009 annual report] (PDF) (بالإيطالية). A.C. Milan. Archived from the original (PDF) on 2012-07-10. Retrieved 2011-08-05.
344. ↑  "2010 Bilancio" [2010 annual report] (PDF) (بالإيطالية). A.C. Milan. Archived from the original (PDF) on 2012-05-15. Retrieved 2011-08-05.
345. ↑  "2011 Bilancio" (PDF) (بالإيطالية). A.C. Milan. Archived from the original (PDF) on 2015-06-16. Retrieved 2015-06-01.
346. 1 2  "Plusvalenze 2013, dati e curiosità sulle cessioni che hanno generato profitto". milannews.it (بالإيطالية). Tutto Mercato Web. 17 Apr 2014. Archived from the original on 2018-06-20. Retrieved 2018-04-21.
347. ↑  "2012 Bilancio" [2012 Annual Report] (PDF) (بالإيطالية). A.C. Milan. Archived from the original (PDF) on 2015-05-01.
348. ↑  "Bilancio Milan più rosso che nero: -15 milioni nel 2013, -50 a giugno". goal.com (بالإيطالية). 17 Apr 2014. Archived from the original on 2018-11-26. Retrieved 2018-04-21.
349. ↑  "Milan, bilancio in rosso: Berlusconi ripiana". Il Sole 24 Ore (بالإيطالية). 16 Apr 2014. Archived from the original on 2018-08-21. Retrieved 2018-04-21.
350. 1 2  "CAS 2018/A/5808 AC Milan v. UEFA" (PDF). Court of Arbitration for Sport. 1 أكتوبر 2018. مؤرشف من الأصل (PDF) في 2020-11-12. اطلع عليه بتاريخ 2019-04-11.
351. ↑  ميلان يتقبل عقوبة إيقافه عن المشاركات الأوروبية نسخة محفوظة 7 يناير 2021 على موقع واي باك مشين.
352. ↑  "حرمان ميلان من المشاركة في الدوري الأوروبي لخرقه قواعد اللعب المالي". مؤرشف من الأصل في 2021-01-07. اطلع عليه بتاريخ 2021-01-07.
353. ↑  "CFCB Adjudicatory Chamber renders AC Milan decision" (Press release). UEFA. 14 ديسمبر 2018. مؤرشف من الأصل في 2019-05-08. اطلع عليه بتاريخ 2019-04-11.
354. ↑  "BILANCIO IN ATTIVO" (Press release) (بالإيطالية). A.C. Milan. 27 Apr 2007. Archived from the original on 2020-10-26. Retrieved 2012-07-01.
355. ↑  "Il Milan approva il bilancio 2007" (Press release) (بالإيطالية). A.C. Milan. 24 Apr 2008. Archived from the original on 2020-12-12. Retrieved 2012-07-01.
356. ↑  "Bilancio 2008 approvato" (Press release) (بالإيطالية). A.C. Milan. 26 Apr 2009. Archived from the original on 2020-10-20. Retrieved 2012-07-01.
357. ↑  "Milan: bilancio 2009 perdita 9,8 milioni". Agenzia Nazionale Stampa Associata (بالإيطالية). 23 Apr 2010. Archived from the original on 2020-10-20. Retrieved 2012-07-01.
358. ↑  "IL MILAN APPROVA IL BILANCIO 2010" (Press release) (بالإيطالية). A.C. Milan. 20 Apr 2011. Archived from the original on 2020-10-20. Retrieved 2012-07-01.
359. ↑  "IL MILAN APPROVA IL BILANCIO 2011" (Press release) (بالإيطالية). A.C. Milan. 20 Apr 2012. Archived from the original on 2016-03-24. Retrieved 2012-07-01.
360. ↑  "2013 bilancio" (PDF) (بالإيطالية). A.C. Milan. Archived from the original (PDF) on 2015-05-01. Retrieved 2015-05-28.
361. ↑  "CASA MILAN, BILANCIO APPROVATO" (Press release) (بالإيطالية). A.C. Milan. 28 Apr 2015. Archived from the original on 2019-02-28. Retrieved 2015-04-28.
362. ↑  "Nota Integrativa". A.C. Milan S.p.A. bilancio al 2014-12-31 [A.C. Milan S.p.A. financial report at 31 December 2014] (بالإيطالية). Milan: Italian C.C.I.A.A. 2015.
363. ↑  "Nota Integrativa". A.C. Milan S.p.A. bilancio al 2015-12-31 [A.C. Milan S.p.A. financial report at 31 December 2015] (بالإيطالية). Milan: Italian C.C.I.A.A. 2016.
364. ↑  "Nota Integrativa". A.C. Milan S.p.A. bilancio al 2016-12-31 [A.C. Milan S.p.A. financial report at 31 December 2016] (بالإيطالية). Milan: Italian C.C.I.A.A. 2017.
365. ↑  "Bilancio Milan: gli impegni di Yonghong Li e il debito verso Elliott". Calcio e Finanza (بالإيطالية). 1 Nov 2017. Archived from the original on 2020-09-20. Retrieved 2017-12-18.
366. ↑  Pollina، Elvira (31 أكتوبر 2017). "AC Milan, bilancio: da analisi covenant prestiti no criticità, fiducia in rinegoziazione debito". Reuters. Milan. مؤرشف من الأصل في 2020-12-07. اطلع عليه بتاريخ 2017-12-18.
367. ↑  "Nota Integrativa". A.C. Milan S.p.A. bilancio al 2017-06-30 [A.C. Milan S.p.A. financial report at 30 June 2017] (بالإيطالية). Milan: Italian C.C.I.A.A. Dec 2017.
368. 1 2  "Milan, rosso da record nel bilancio: -126 milioni di euro". La Repubblica (بالإيطالية). 12 Oct 2018. Archived from the original on 2020-09-21. Retrieved 2019-04-11.
369. ↑  "Il Milan chiude il bilancio 2017-2018 in rosso di 126 milioni". calcio e finanza (بالإيطالية). 12 Oct 2018. Archived from the original on 2020-12-30. Retrieved 2019-04-11.
370. ↑  Fassone, Marco (Mar 2018). "INFORMATIVA AGLI AZIONISTI DI ASSOCIAZIONE CALCIO MILAN S.P.A." (Press release) (بالإيطالية). A.C. Milan. Archived from the original on 2018-03-28. Retrieved 2018-03-28.
371. ↑  Fassone, Marco (May 2018). "AGGIORNAMENTO DELL'INFORMATIVA AGLI AZIONISTI DI ASSOCIAZIONE CALCIO MILAN S.P.A." (Press release) (بالإيطالية). A.C. Milan. Archived from the original on 2018-06-05. Retrieved 2018-06-05.
372. ↑  Relazione e Bilancio al 30 giugno 2018 [Annual report and financial statements [for the conditions] at 30 June 2018] (PDF) (Report) (بالإيطالية). A.C. Milan. 2018. Archived from the original (PDF) on 2020-12-20. Retrieved 2019-04-11.
373. 1 2  "Annual Report at 30 June 2019" (PDF). مؤرشف من الأصل (PDF) في 2020-10-11.
374. ↑  ميلان أولتراس نسخة محفوظة 29 مارس 2018 على موقع واي باك مشين.
375. ↑  الأولتراس نسخة محفوظة 10 أبريل 2016 على موقع واي باك مشين.
376. ↑  نوعية المشجعين نسخة محفوظة 18 أكتوبر 2017 على موقع واي باك مشين.
377. ↑  علاقة الأولتراس بجماهير بيريشيا نسخة محفوظة 13 سبتمبر 2017 على موقع واي باك مشين. [وصلة مكسورة]
378. ↑  علاقة الأولتراس بجماهير بيريشيا نسخة محفوظة 22 مايو 2017 على موقع واي باك مشين.
379. ↑  بي بي سي العربية: إشبيلية تودع نجمها الشاب بويرتا نسخة محفوظة 07 مارس 2016 على موقع واي باك مشين.
380. 1 2  الأولتراس والأعداء نسخة محفوظة 13 سبتمبر 2017 على موقع واي باك مشين. [وصلة مكسورة]
381. ↑  حادثة جنوى نسخة محفوظة 11 ديسمبر 2007 على موقع واي باك مشين.
382. ↑  نهائي دوري أبطال 1989 نسخة محفوظة 01 فبراير 2010 على موقع واي باك مشين. [وصلة مكسورة]
383. ↑  نهائي دوري الأبطال 2003 نسخة محفوظة 03 أكتوبر 2009 على موقع واي باك مشين. [وصلة مكسورة]
384. ↑  تاريخ تأسيس المؤسسة نسخة محفوظة 10 يونيو 2010 على موقع واي باك مشين. [وصلة مكسورة]
385. ↑  هدف المؤسسة نسخة محفوظة 18 مايو 2020 على موقع واي باك مشين. [وصلة مكسورة]
386. ↑  المشاريع [وصلة مكسورة] نسخة محفوظة 15 أبريل 2020 على موقع واي باك مشين.
387. ↑  الهدف الخيري نسخة محفوظة 23 أبريل 2016 على موقع واي باك مشين.
388. ↑  ميلان جونيور نسخة محفوظة 20 مايو 2020 على موقع واي باك مشين. [وصلة مكسورة]
389. ↑  "فورلاني: "المستقبل؟ سنبذل قصارى جهدنا لجعل ميلان أكثر تنافسية"". مؤرشف من الأصل في 2024-08-30. اطلع عليه بتاريخ 2024-08-31.
390. ↑  [ http://www.legaseriea.it/c/document_library/get_file?uuid=5ad0c793-3e75-4de5-bfa8-13f5c6fdcba6&groupId=10192 ملعب البرميمفيرا] نسخة محفوظة 28 يونيو 2011 على موقع واي باك مشين. [وصلة مكسورة]
391. ↑  "AC Milan acquire A.C.F Brescia sporting rights" (Press release). A.C. Milan. 11 يونيو 2018. مؤرشف من الأصل في 2019-12-10. اطلع عليه بتاريخ 2018-06-12.
392. ↑  ميلان يشارك للمرة الأولى في الدوري الإيطالي للسيدات نسخة محفوظة 16 أغسطس 2018 على موقع واي باك مشين.
393. ↑  ميلان يشارك في الدوري الإيطالي للسيدات للمرة الأولى - جريدة الحياة نسخة محفوظة 2020-05-25 على موقع واي باك مشين.
394. ↑  IL Big Milan News 🔴⚫ on Twitter: "كارولينا مورس (مدرب فريق ميلان للسيدات) | "لقد وجدت الفتيات متحمسين للغاية ، حيث وجودهم في ميلان وانا أيضا هو مصدر فخر لنا جميعًا. لدينا مجمو... نسخة محفوظة 12 فبراير 2020 على موقع واي باك مشين.

## وصلات خارجية
مواقع رسمية
- الموقع الرسمي لنادي إيه سي ميلان.
- إيه سي ميلان في موقع الدوري الإيطالي الرسمي.
- إيه سي ميلان في موقع الاتحاد الأوروبي لكرة القدم الرسمي.

مواقع أخبار
- أخبار إيه سي ميلان من موقع لاغازيتا دييلو سبورت.
- أخبار إيه سي ميلان من موقع كالتشيو ميركاتو.